# Atena
Atena ou Atená (em grego:  Αθηνά, transl.: Athēná, ver seção Nome), também conhecida como Palas Atena (em grego:  Παλλάς Αθηνά, transl.: Pallás Athēná) ou grafada como Atene, é, na mitologia grega, a deusa da civilização, da sabedoria, da estratégia em batalha, das artes, da justiça e da habilidade. Uma das principais divindades do panteão grego e um dos doze deuses olímpicos, Atena recebeu culto em toda a Grécia Antiga e em toda a sua área de influência, desde as colônias gregas da Ásia Menor até as da Península Ibérica e norte da África. Sua presença é atestada até nas proximidades da Índia. Por isso seu culto assumiu muitas formas, além de sua figura ter sido sincretizada com várias outras divindades das regiões em torno do Mediterrâneo, ampliando a variedade das formas de culto.
A versão mais corrente de seu mito a dá como filha partenogênica de Zeus, nascendo de sua cabeça plenamente armada. Jamais se casou ou tomou amantes, mantendo uma virgindade perpétua. Era imbatível na guerra, nem mesmo Ares lhe fazia páreo. Foi padroeira de várias cidades, mas se tornou mais conhecida como a protetora de Atenas e de toda a Ática. Também protegeu vários heróis e outras figuras míticas, aparecendo em uma grande quantidade de episódios da mitologia.
Foi uma das deusas mais representadas na arte grega e sua simbologia exerceu profunda influência sobre o pensamento grego, em especial nos conceitos relativos à justiça, à sabedoria e à função civilizadora da cultura e das artes, cujos reflexos são perceptíveis até nos dias de hoje em todo o ocidente. Sua imagem sofreu várias transformações ao longo dos séculos, incorporando novos atributos, interagindo com novos contextos e influenciando outras figuras simbólicas; foi usada por vários regimes políticos para legitimação de seus princípios, e penetrou inclusive na cultura popular. Sua intrigante identidade de gênero tem sido de especial apelo para os escritores ligados ao feminismo e à psicologia e algumas correntes religiosas contemporâneas voltaram a lhe prestar verdadeiro culto.

## Nome

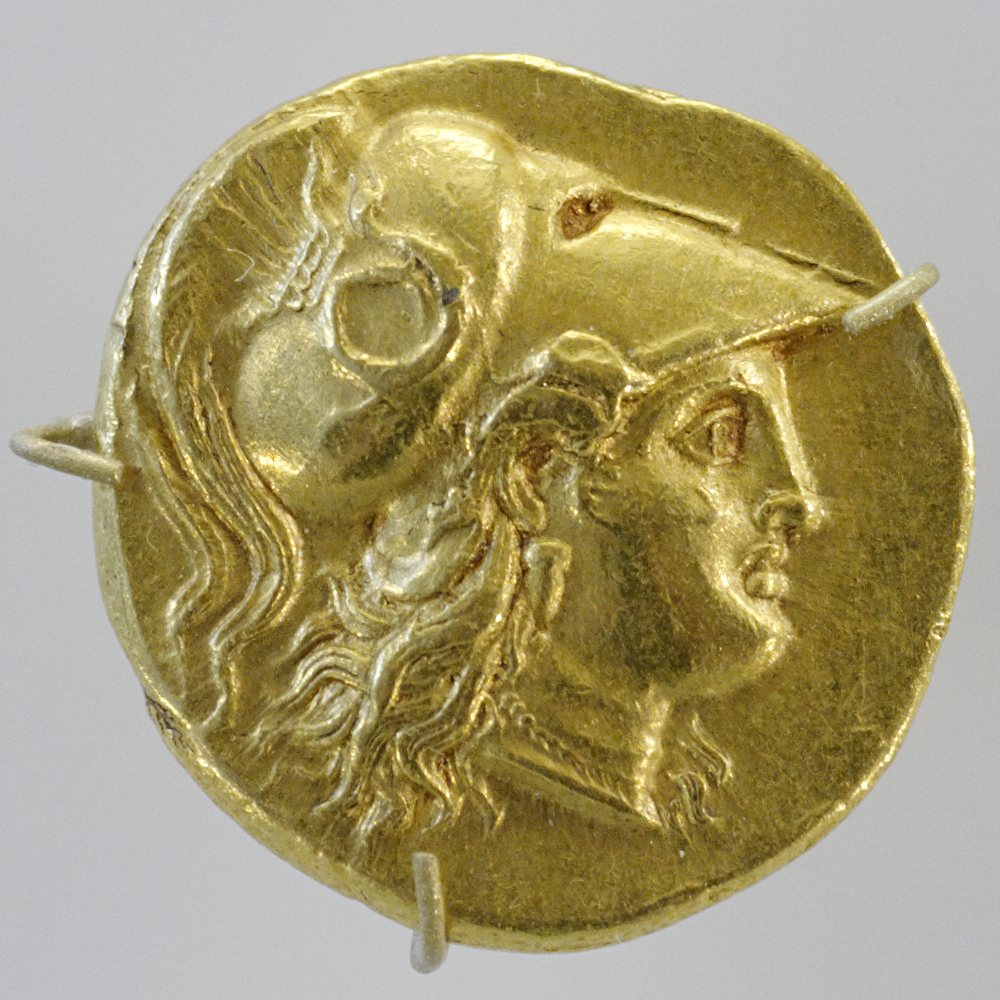
Estáter macedônico de ouro com efígie de Atena, c. 323- Museu do Louvre

O nome Atena, cujo significado é desconhecido e possivelmente tem uma origem asiática, é a versão portuguesa do grego ático Αθηνά, Athēnā, um nome que também era encontrado em outras variantes: Aθηναία, Athēnaia; Aθηναίη, Athēnaiē (no grego épico); Aθήνη, Athēnē (no grego jônico); Aθάνα, Athana (no grego dórico). Também era conhecida como Palas Atena (Παλλάς Αθηνά). Tem sido objeto de longa disputa acadêmica se a cidade de Atenas, da qual era a padroeira, tomou seu nome da deusa ou se foi a cidade que lhe emprestou seu nome. Em vista da ocorrência comum de sufixos "ena" para a denominação de localidades, é possível que a última hipótese seja a verdadeira. O primeiro registro conhecido do nome da deusa foi encontrado em Cnossos, em uma tabuleta em Linear B, a antiga escrita dos povos micênicos usada entre os séculos XV e XII a.C. Ali ele aparece como a-ta-na po-ti-ni-ja, que tem sido traduzido como "Senhora de Atenas" ou "Senhora Atena". Para os atenienses ela era mais do que uma das muitas deusas do panteão grego, era "a" deusa, he theos. O significado do nome Palas é obscuro, às vezes é traduzido como "donzela", outras como "aquela que brande armas", e pode ter também uma origem não-grega.
Uma tradição relatada pelo Pseudo-Apolodoro conta que o nome Palas pertencia originalmente a uma filha de Tritão, uma divindade marinha por sua vez filho de Posídon e Anfitrite. Ambas teriam sido criadas juntas por Tritão e, compartilhando de um caráter belicoso semelhante, passavam o tempo entretidas em atividades militares, o que certa vez acabou por conduzi-las a uma disputa. Estando Palas prestes a desferir um golpe sobre Atena, Zeus interveio distraindo-a com sua égide, no que Atena, aproveitando o lapso, feriu-a de morte. Extremamente entristecida com o sucedido, Atena modelou uma estátua com as feições de Palas, a que chamou de Paládio, e a envolveu com a égide que lhe havia precipitado a morte, instalando a obra ao lado do trono de Zeus, rendendo-lhe honras e tomando o nome da amiga como uma homenagem. Mais tarde Electra, perseguida por Zeus, buscou refúgio junto a esta estátua, mas Zeus arremessou-a sobre a terra, onde Ilo, vendo-a cair diante de si, tomou isso como sinal divino, fundando no local a cidade de Troia e preservando a estátua em um santuário. Também foi dito que ela adotara o nome do gigante alado Palas, a quem ela matou por ele ter atentado contra a sua virgindade. Depois disso ela o teria esfolado, fazendo da pele a sua égide, arrancado suas asas para atá-las aos seus próprios pés e assumido o seu nome, pelo que sua façanha seria imortalizada.

### Epítetos

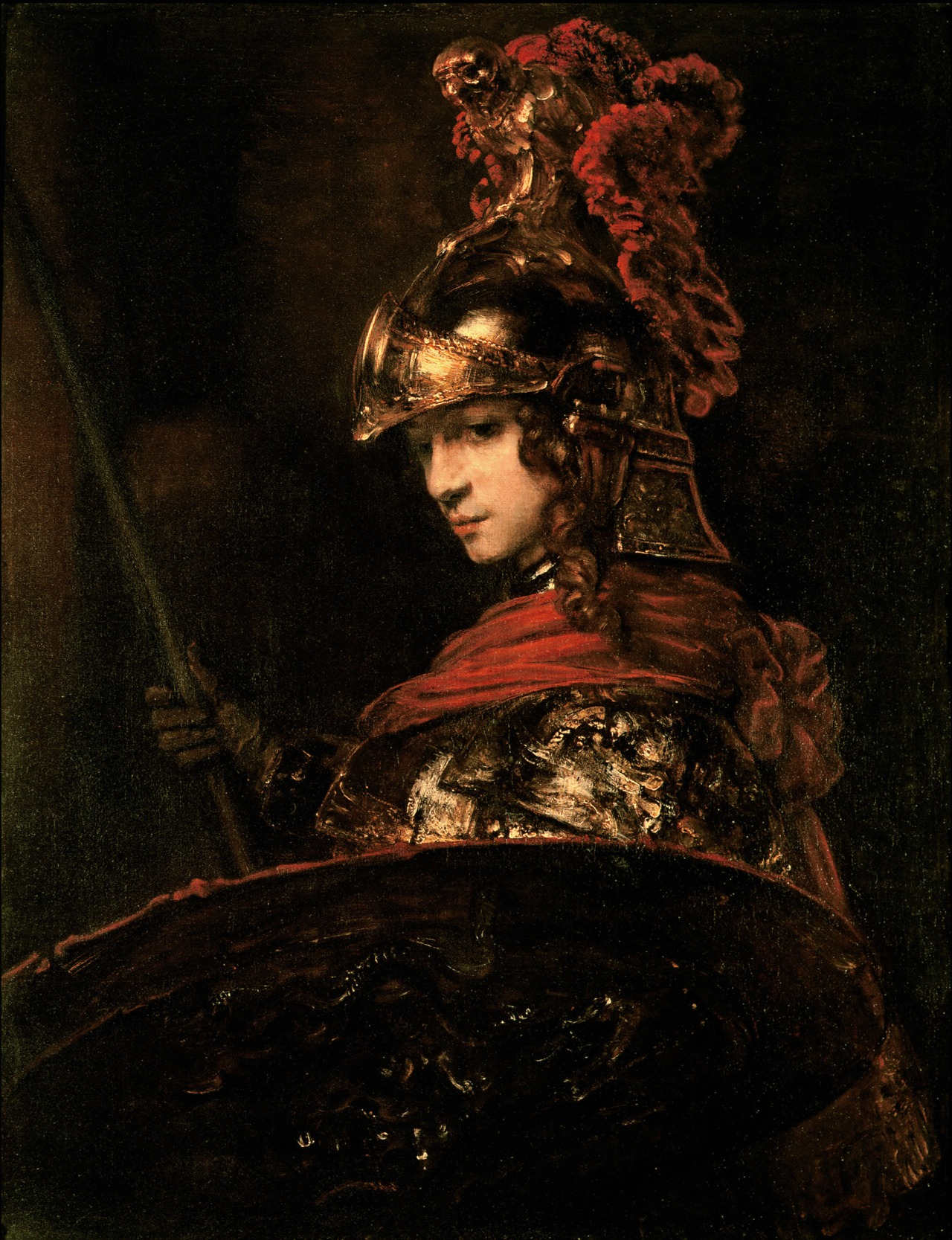
Palas Atena, pintura de Rembrandt, 1657

Na vasta região em que Atena foi cultuada recebeu uma variedade de epítetos. Segue uma lista incompleta, excluindo-se também os simplesmente toponímicos: Étia (Aithyia), a que mergulha, associado à sua função de instrutora nas artes da navegação e construção de navios; Agelceia (Agelkeia), líder ou protetora do povo; Agórea (Agoraia), protetora das assembleias; Alalcômene (Alalkomenêïs), poderosa defensora; Álcis (Alkis), a forte; Ambúlia (Amboulia), possivelmente significando aquela que atrasa a morte; Anêmotis (Anemôtis), a que domina os ventos; Areia, guerreira; Arcégetis (Arkhegetis), fundadora; Axiópino (Axiopoinos), vingadora; Cálcico (Chalkioikos), a que tem uma casa de bronze; Calínita (Chalinitis), a que domina os cavalos através das rédeas; Érgane (Erganê), trabalhadora, associado à sua função de instrutora da humanidade em todos os trabalhos manuais e artísticos; Gláucope (Glaucopis), de olhos brilhantes, olhos de mocho-galego (γλαύξ); Hípia (Hippia), equestre, domadora de cavalos; Higieia (Hygieia), deusa da saúde; Mequaneu (Mêchaneus), habilidosa em invenções; Nice (Nike), vitoriosa; Peônia (Paiônia), curadora; Parteno (Parthenos), virgem; Polias ou Políuco (Poliouchos), protetora das cidades; Prômaco (Promakhos), campeã ou aquela que guerreia na vanguarda; Sótira (Sôteira), salvadora; Trito (Tritô), nascida da cabeça; Xênia, protetora dos estrangeiros e patrona da hospitalidade.

## Mito

### Origens
A sua citação em uma tabuleta em Linear B atesta que Atena estava presente entre os gregos desde uma data muito antiga, antes mesmo de a civilização grega tomar a forma pela qual se tornou célebre. Diversos pesquisadores têm tentado traçar as origens de seu culto, mas nada pôde ser provado conclusivamente; ele pode ter derivado da adoração da Deusa Serpente ou da Deusa do Escudo da Civilização Minoica, ou da Grande Mãe dos povos indo-europeus, ou ser uma importação diretamente oriental, a partir da identificação de alguns de seus principais atributos primitivos, a guerra e a proteção das cidades, com os de várias outras deusas cultuadas no Oriente Próximo desde a pré-história. Sua história entre os gregos até o fim da Idade das Trevas é de difícil reconstrução, mas é certo que quando surgem as primeiras descrições literárias sobre Atena, no século VIII a.C., seu culto já estava firmemente estabelecido não só em Atenas, mas em muitos outros pontos da Grécia, como Argos, Esparta, Lindos, Lárissa e Ílion, geralmente lhe atribuindo uma função de protetora das cidades e especificamente das cidadelas, tendo um templo no centro das cidadelas muradas, e sendo, por extensão, uma deusa guerreira.

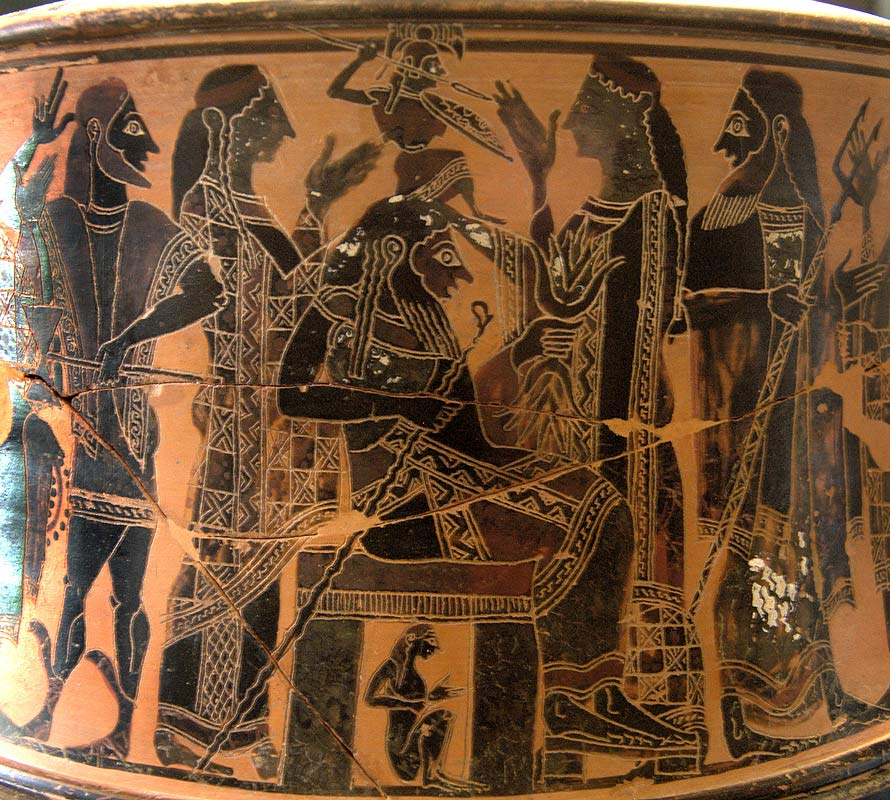
O nascimento de Atena, pintura em trípode grega, c. 570- Museu do Louvre

Encontra-se na Teogonia de Hesíodo o mais antigo relato conhecido sobre o nascimento de Atena, apresentado em duas variantes. Na primeira, Atena seria fruto da união de Métis e Zeus. Métis, uma personificação da prudência e do bom conselho e a mais sábia dos imortais, foi a primeira esposa de Zeus, o rei dos deuses. Entretanto, sendo avisado por Gaia, a terra, e Urano, o céu, de que o filho que haveria de nascer de Métis após Atena seria mais poderoso que o pai, e ele por conseguinte corria o risco de ser destronado, assim como ele destronara seu próprio pai Cronos. Através de um estratagema Zeus enganou Métis e a engoliu. Não obstante, Métis gerou Atena no ventre de Zeus, e a filha veio à luz pela cabeça do pai às margens do rio Tritão, já completamente adulta e armada. Na segunda versão Hesíodo disse que Atena fora filha exclusivamente de Zeus, nascendo logo após seu casamento com Hera, o que teria sido causa de um confronto com a esposa. Ela, injuriada, também deu nascimento a um filho sem unir-se ao esposo: Hefesto.
Narrativas mais tardias enriqueceram as circunstâncias do seu nascimento com novos eventos, dizendo que antes de Atena nascer Zeus começou a sentir uma insuportável dor de cabeça, e pediu que Hefesto lhe abrisse o crânio com um machado. Outros relatos colocam Hermes, Prometeu ou Palamon como assistentes neste parto incomum. Também foi apresentada como filha do gigante Palas. Uma versão do mito cultivada na Líbia a colocou como filha de Posídon com a ninfa Tritonis, e, em certa ocasião, zangada com o pai, teria pedido para Zeus adotá-la. Sua conexão com o rio Tritão fez com que cada cidade onde corresse um rio com este nome, e eram muitas, reivindicasse ser o seu local de nascimento. A rápida expansão do seu culto por uma vasta região explica as variantes sobre o seu nascimento e as múltiplas histórias míticas onde ela tomou parte, que certamente incorporam lendas locais.

### Outros episódios

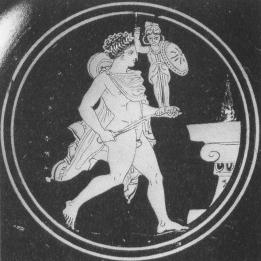
Pintura em vaso grego representando Diomedes capturando o Paládio. Gliptoteca de Munique

Do período arcaico em diante, até a era romana, o mito de Atena foi significativamente ampliado e enriquecido com uma profusão de outras histórias. Na Ilíada de Homero são narrados alguns eventos com a participação de Atena. Foi mostrada como sentando à direita de seu pai Zeus e provendo-o de aconselhamento; conduziu a carruagem de Diomedes e o incitou a ferir Ares, foi a responsável pela morte de Ájax, e estimulou os gregos contra os troianos misturando-se ao exército e proferindo gritos de guerra. Teve uma atuação indireta na captura do Paládio pelos gregos, que assegurou a queda de Troia, pois uma profecia dizia que enquanto o Paládio permanecesse em posse dos troianos a cidade seria inexpugnável. Sua manifestação mais importante foi para Aquiles: favoreceu-o na disputa com Agamenão aconselhando que ele moderasse sua fúria, e colaborou na morte de Heitor enganando-o e devolvendo a espada para Aquiles. Também na Odisseia ela fez expressivas aparições. Foi a protetora de Odisseu em toda a longa e perigosa viagem de volta para casa, e quando ele chegou finalmente a Ítaca sem reconhecê-la, entregando-se ao desalento, a deusa o fez perceber que seu périplo havia terminado. Ela acrescentou que estava perpetuamente ligada a Odisseu pelo fato de que ele era tido como o mais astuto dos mortais, enquanto que ela era a mais sábia e engenhosa dentre os deuses. Também favoreceu Telêmaco, filho de Odisseu, disfarçando-se de Mentor, o seu tutor, aconselhando-o a ir informar-se sobre o destino de seu pai, profetizando que ele em breve estaria de volta, e mais tarde instruindo-o como agir contra os pretendentes de sua mãe Penélope. Sob o mesmo disfarce apresentou-se diante dos pretendentes no momento da luta final, incitando Odisseu contra eles e, transformando-se em andorinha, desviando suas lanças.

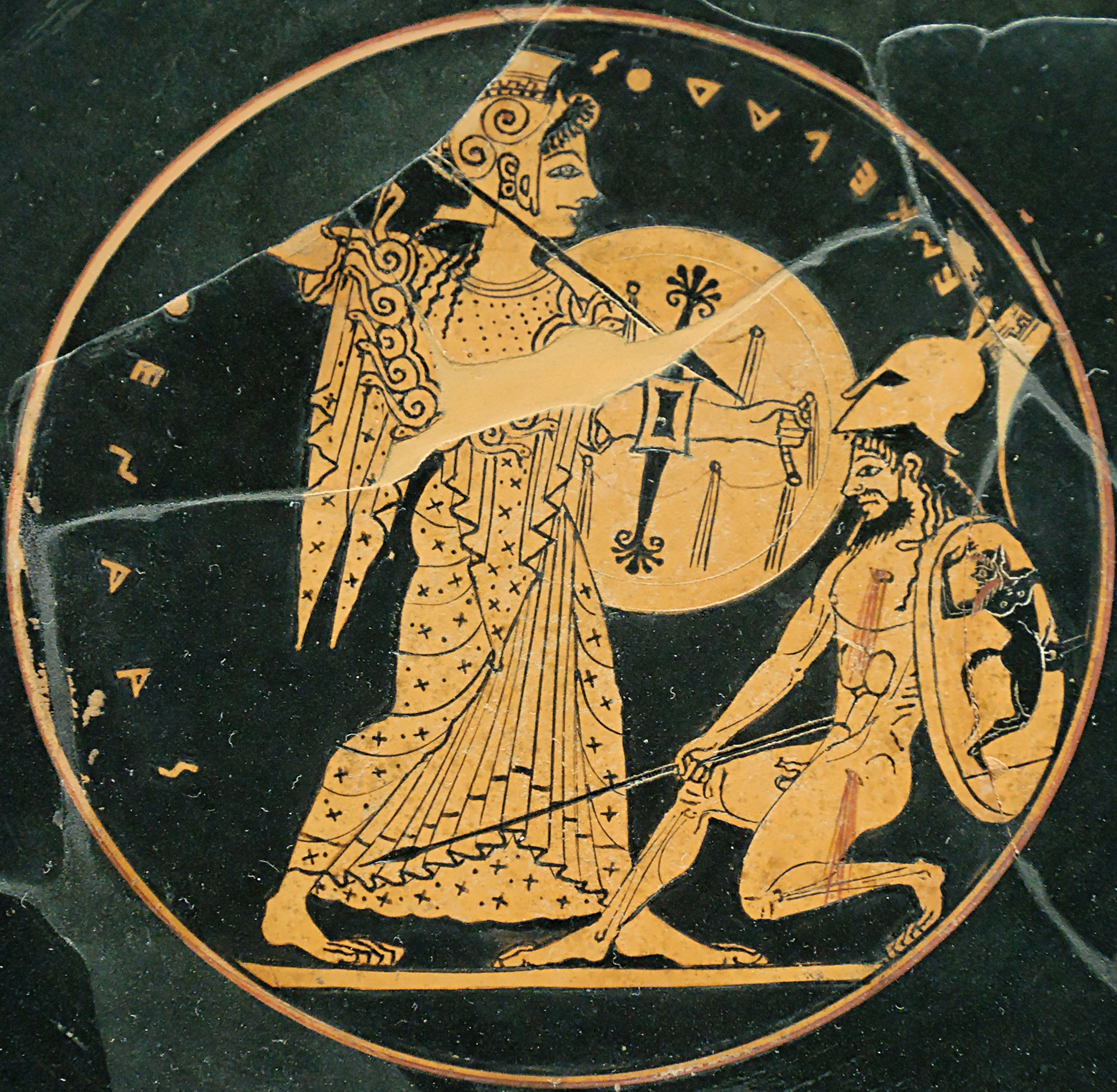
Atena combatendo Encélado, pintura em prato grego, c. Museu do Louvre

Hesíodo referiu que Atena vestiu Pandora com um manto de prata e um maravilhoso véu bordado, pondo-lhe na cabeça uma guirlanda de flores e uma coroa de ouro fabricada por Hefesto. Foi uma aliada de Zeus na luta contra os titãs, e mais tarde contra os gigantes, encarregando-se de buscar a ajuda de Hércules, contribuindo na morte do gigante Alcioneu, e matando Encélado lançando sobre ele a ilha da Sicília. Pseudo-Apolodoro narrou que quando Cécrops tornou-se rei da Ática os deuses olímpicos decidiram repartir o reino a fim de estabelecerem seus cultos nas várias cidades. Posídon chegou primeiro à capital recém-fundada e com seu tridente feriu o solo da Acrópole, de onde brotou uma fonte de água salgada. Atena apareceu depois dele, mas reivindicou a posse da cidade plantando ali a primeira oliveira. Ambos iniciaram uma disputa, e Zeus designou como árbitros os olímpicos. Atenas foi declarada vencedora porque a oliveira foi considerada mais útil para os humanos. Assumiu a tutela da cidade e emprestou-lhe o seu nome. Mais tarde Atena foi encomendar armas a Hefesto, mas este, tomado de paixão pela deusa, tentou seduzi-la. Ela repeliu seu avanço, mas não obstante Hefesto ejaculou sobre a sua coxa. Atena limpou o sêmen e enojada arrojou o pano que usara sobre a terra. Gaia, a terra, em segredo gerou um filho da semente de Hefesto, Erictônio, planejando torná-lo imortal. Colocou-o dentro de um cesto, que confiou aos cuidados de uma filha de Cécrops, Pândroso, mas proibindo-a de olhar seu conteúdo. As irmãs de Pândroso, vencidas pela curiosidade, abriram o cesto mas se horrorizaram ante a visão de uma serpente envolvendo o bebê. O Pseudo-Apolorodo continuou a história dizendo que algumas versões do mito mostram em seguida as irmãs morrendo pela picada da serpente, ou tornadas loucas pela ira de Atena, que por fim as arremessou do alto da Acrópole. Atena então tomou a criança e a criou numa gruta sagrada. Ao chegar à idade adulta, Erictônio expulsou Anfictião e tornou-se rei de Atenas, quando introduziu o festival das Panatenaias, o mais importante dentre os festivais religiosos dedicados a Atena. A deusa também participou de um concurso de beleza junto com Afrodite e Hera, tendo como juiz Páris. Hera ofereceu a Páris o domínio sobre todos os reis da Terra se fosse a escolhida; Atena, a vitória em todas as guerras, mas Afrodite, prometendo casá-lo com Helena de Troia, a mais bela das mulheres, acabou vencendo.
Vários personagens míticos foram punidos por Atena em consequência de profanações, húbris ou ultrajes à sua divindade, como as irmãs de Pândroso, há pouco citadas. Ájax, filho de Ileu, príncipe da Lócrida, por ter estuprado Cassandra dentro do santuário de Atena, foi punido com o naufrágio do seu barco, que a deusa atingiu com um raio. Seu povo também teve de pagar pela ofensa, sendo assolado por uma praga e sendo obrigado a expiá-la por mil anos enviando duas donzelas anualmente para serem sacrificadas pelos troianos. Para castigar Auge, sua sacerdotisa, que tivera relações sexuais dentro do seu santuário na Arcádia, tornou a região infértil até que o rei a expulsasse, vendendo-a como escrava. Pelo mesmo motivo mandou que Tideu matasse Ismene, princesa da Beócia. Ilo foi cegado pela deusa por ter desvelado a estátua do Paládio, cuja contemplação era vedada aos mortais. Transformou Aracne em aranha por ela ter desafiado Atena em uma competição de bordado; transformou Mérope em uma coruja por ela ter ridicularizado os olhos cinzentos da deusa e zombado dos outros deuses; enlouqueceu Aias Telamânio porque ele ameaçara matar os líderes gregos durante a Guerra de Troia; matou Laocoonte e seus filhos mandando duas serpentes marinhas estrangulá-los, para impedir que ele revelasse aos troianos o segredo do Cavalo de Troia, e fez a peste desolar a Arcádia porque seu príncipe Têutis a ferira acidentalmente. Transformou Medusa em um monstro por ela ter gabado sua beleza como superior à de Atena, depois ajudou Perseu a matá-la e fixou sua cabeça em seu escudo (ou sua égide, conforme outras versões), com o que aterrorizava seus inimigos.

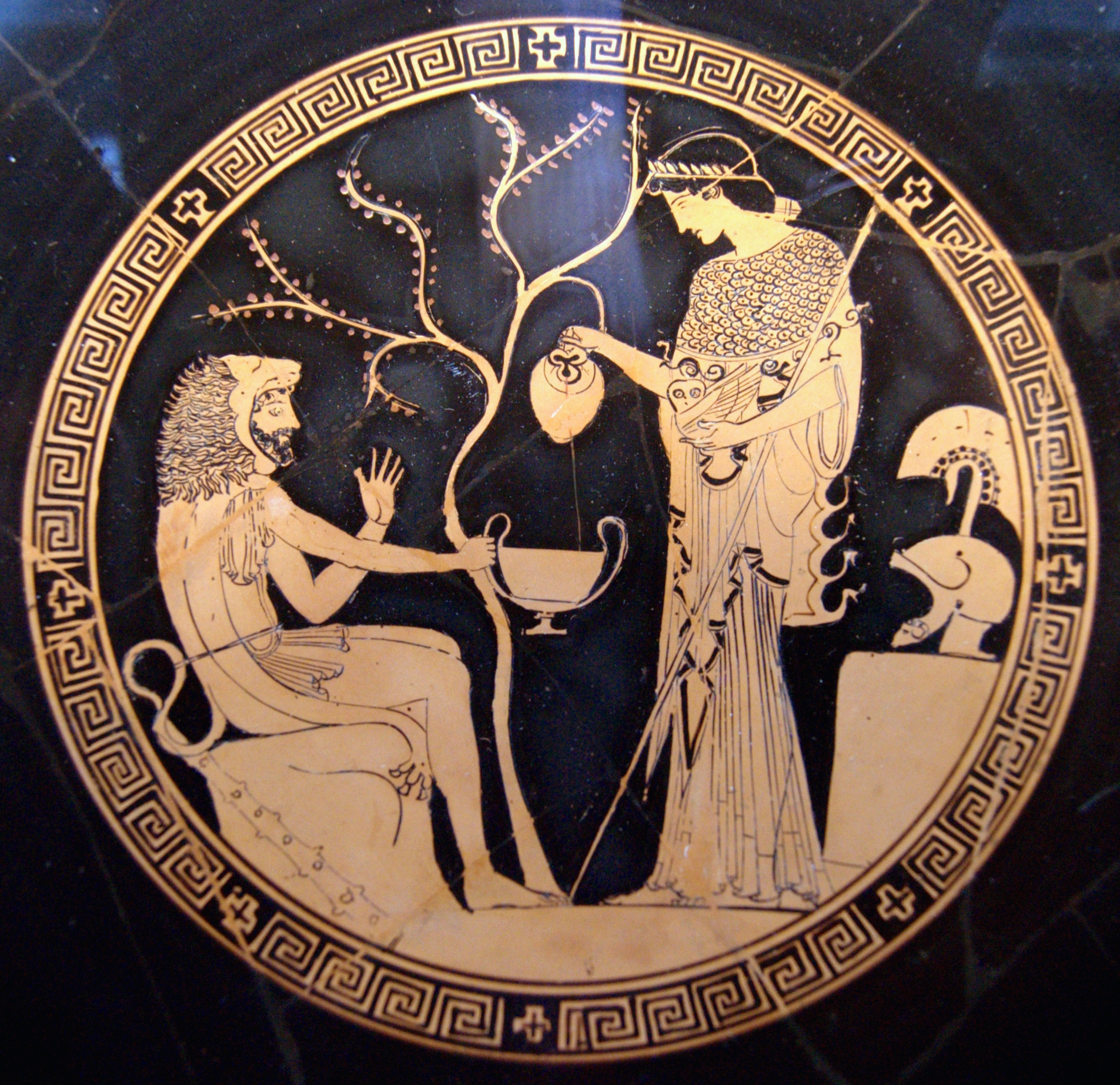
Atena assiste Hércules, pintura em cílice, c. 480- Coleções Estatais de Antiguidades

Por outro lado, Atena mostrou sua face benevolente favorecendo outros personagens. Para evitar que Corônis, princesa da Fócida, fosse violentada por Posídon, transformou-a em corvo. Também para proteger Nictímene de destino semelhante transformou-a em coruja e a tomou como seu animal simbólico. Levou Poliboia para o Olimpo e lhe conferiu a imortalidade; ajudou Argos, artesão de Iolcos, a construir o navio que levou seu nome e conduziu os Argonautas; deu o sangue da Medusa para Esculápio a fim de que ele aumentasse seus poderes curativos; ensinou a Dédalo a arte da construção; ajudou Dânao a construir um barco para que fugisse da Argólida com suas filhas, e mais tarde as purificou pelo assassinato de seus maridos; inspirou Epeu para que construísse o Cavalo de Troia; ensinou a Eurínome a arte da tecelagem e concedeu-lhe a sabedoria, conseguindo para ela também um bom esposo; também ensinou às filhas de Coroneu e às de Pândaro a arte da tecelagem; restituiu a vida a Pérdix sob a forma de um faisão em recompensa pelas invenções que havia transmitido à humanidade; cegou Tirésias por ele tê-la visto nua a se banhar, mas compensou-o concedendo-lhe o dom da profecia; deu dentes de dragão a Eetes, rei da Cólquida, e a Cadmo, rei de Tebas, para que eles dessem origem a uma raça de guerreiros; favoreceu Perseu em seu combate contra Medusa, esteve sempre pronta a auxiliar Hércules em seus Doze Trabalhos, foi de grande ajuda para os gregos durante a Guerra de Troia e em particular para Aquiles e Odisseu, como já foi mencionado, e ajudou Belerofonte a capturar Pégaso instruindo-o e dando-lhe uma rédea especial, de ouro, para que ele pudesse domá-lo.

### Seus atributos
Como deusa da guerra, Atena é a perfeita antítese de Ares, o outro deus encarregado desta atividade. Atena é dotada de profunda sabedoria e conhece todas as artes da estratégia, enquanto que Ares carece de todo bom juízo, prima pela ação impulsiva, descontrolada e violenta, e às vezes, no calor do combate, mal sabe distinguir entre aliados e inimigos. Por isso Ares é desprezado por todos os deuses, enquanto que Atena é universalmente respeitada e admirada. A falta de sabedoria de Ares explica sua invariável derrota sempre que confrontou Atena. O princípio simbolizado por Ares é por vezes mais necessário quando se trata de desbravar um território hostil e fundar ou conquistar uma cidade, ou quando a violência é absolutamente incontornável diante de uma situação desesperada, mas é incapaz de criar cultura e civilização e manter a sociedade numa forma estável, integrada e organizada. Este papel cabe a Atena, a deusa da sabedoria, da diplomacia, da coesão social - lembre-se que ela é a protetora por excelência das cidadelas, o núcleo vital das cidades -, instrutora nas artes e ofícios manuais produtivos, especialmente o trabalho em metal e a tecelagem, que enriquecem o espírito e possibilitam a continuidade da vida em comunidade. Ela torna a guerra um instrumento social e político submetido ao intelecto, à disciplina e à ordem, antes do que um produto da pura barbárie e das paixões irracionais. As próprias derrotas repetidas de Ares diante de Atena, seu atributo como domadora de cavalos e, na disputa pela Ática, sua vitória contra Posídon, um deus conhecido por seu caráter turbulento, vingativo e irascível, confirmam a submissão da força bruta à soberania e ao equilíbrio da justiça e da razão. Entretanto, quando decide lutar nela não se encontra nenhuma hesitação ou fraqueza, e sua simples presença pode bastar para afugentar o inimigo.

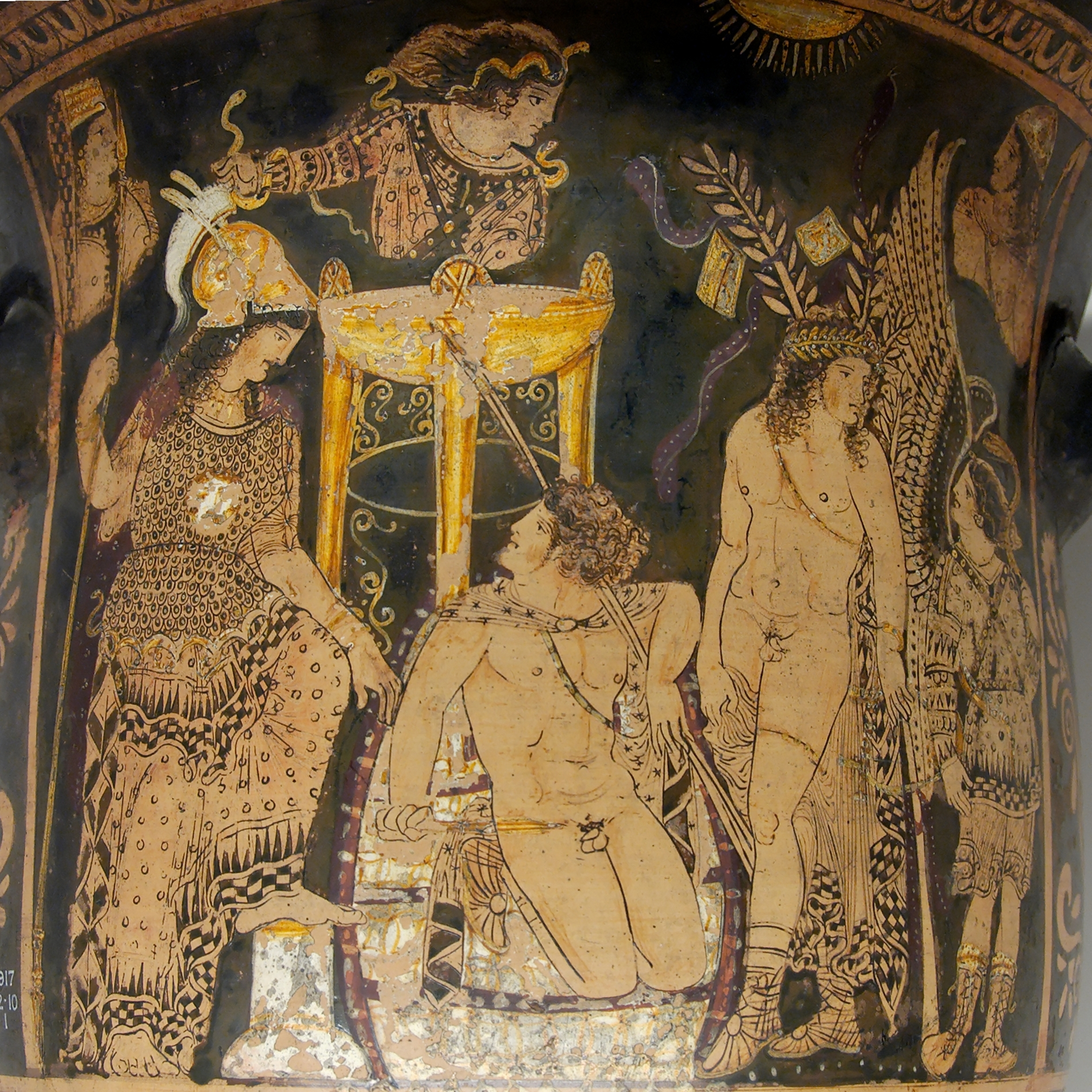
Orestes entre Atena, uma Fúria possivelmente Tisífone e Apolo. Pintura em cratera, c. Museu Britânico

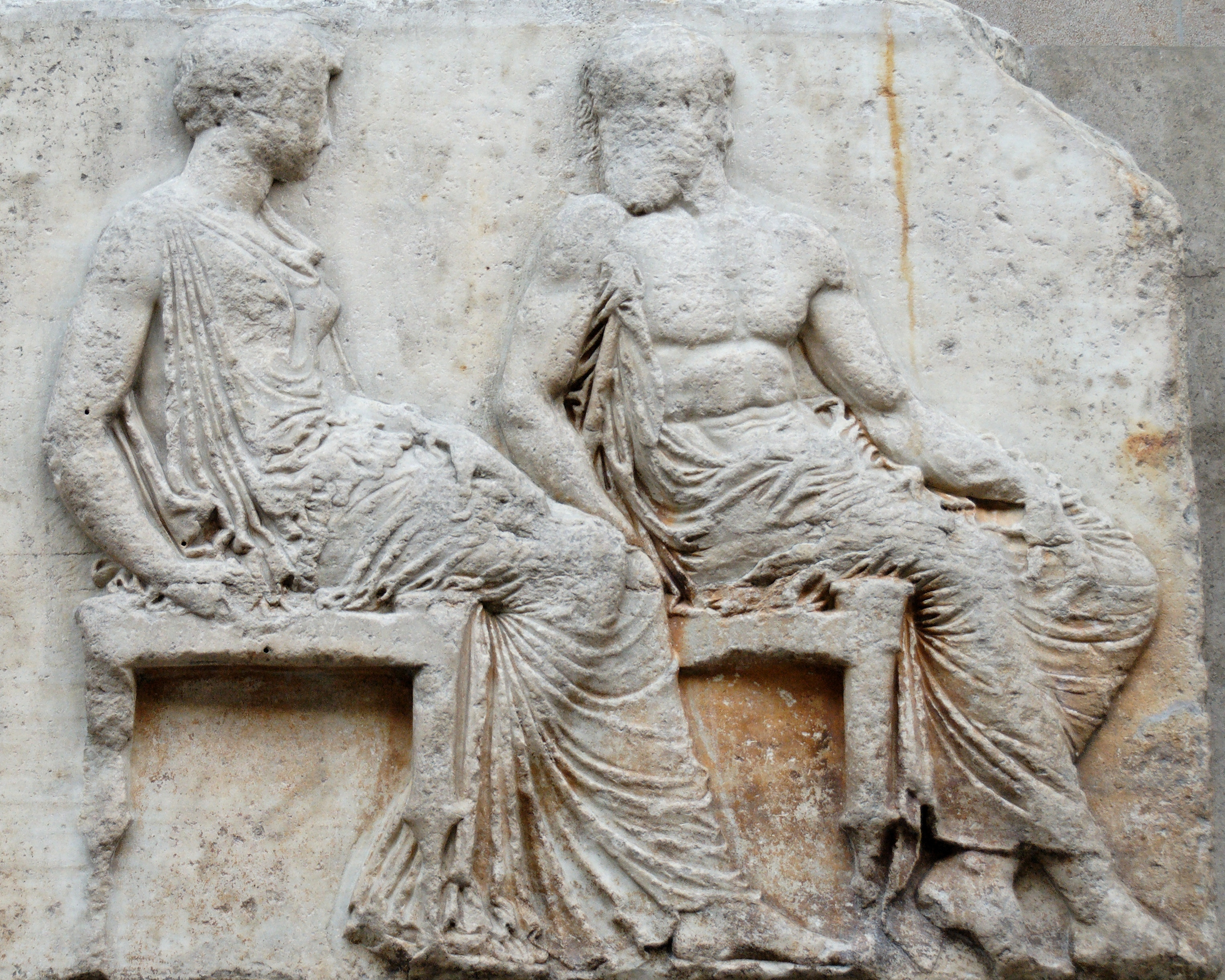
Oficina de Fídias: Atena e Hefesto, relevo do Partenon, c. 447– Museu Britânico

Na qualidade de guerreira Atena é invencível e pode ser tão implacável quanto Ares, mas isso não a priva de traços mais doces, o que Ares não possui. Vários episódios do seu mito a mostram em relações afetuosas com seu pai e com os seus protegidos, e sua fidelidade e devoção podem ser profundas. Ela tem ainda um inigualável senso de justiça e, como a virgem divina, de pureza, como provou várias vezes: puniu personagens tomados pela húbris ou que profanaram seus templos, protegeu donzelas prestes a serem violadas e foi dura contra o comportamento indigno dos pretendentes de Penélope, além de ter corrigido várias injustiças, como quando devolveu a vida a Perdix, que fora morto por seu tio invejoso, ou quando, num julgamento público em Atenas, seu voto dissolveu a maldição que caíra sobre Orestes, perseguido pelas Erínias por conta do matricídio que cometera cumprindo uma ordem direta de Apolo. Por esta razão Atena é considerada a divindade tutelar dos julgamentos e dos júris, e a fundadora mítica das cortes de justiça ocidentais, substituindo a tradicional punição por vingança pela penalidade baseada em princípios consagrados num sistema legal formalizado.
É possível que em tempos remotos Atena tenha sido uma deusa da fertilidade e tido o caráter maternal de todas as Grandes Mães da pré-história, sendo identificada com a rocha da Acrópole de Atenas que, como em regiões da Anatólia (uma das possíveis rotas de entrada dos povos indo-europeus na colonização primitiva da Grécia), se identificavam com as montanhas de suas cidades onde se erguiam as cidadelas. Ela pode ter tido ainda uma virgindade renovável anualmente, como se dizia que Hera possuía, um traço ligado aos ciclos naturais de renovação sazonal, mas de qualquer modo em tempos clássicos sua virgindade perene se tornou canônica. Ainda que no mito clássico a relação entre Atena e Hefesto no nascimento de Erictônio tenha sido conflitiva, eles aparecem frequentemente juntos na arte grega, ambos são considerados co-instrutores da humanidade nas artes, e em vários lugares dividiam um culto deste tempos remotos, o que levou Cook a sugerir que em uma fase primitiva, não documentada, Hefesto pode ter sido um verdadeiro esposo de Atena. Em algumas interpretações do mito pelos apologistas da época a deusa foi-lhe de fato dada em casamento, como prêmio por ele ter livrado Hera de um trono que a prendia (feito pelo próprio Hefesto), ou por ter criado o raio para Zeus usar como arma, ou por ter ajudado no parto da deusa, embora em nenhuma das versões a união realmente se consumasse.
Platão fez uma descrição do elo entre Atena e Hefesto, o deus das forjas e das artes metalúrgicas, dizendo que eles possuem a mesma natureza, primeiro porque, como meios-irmãos, possuem o mesmo pai, e segundo, porque seu mesmo amor pelo conhecimento e artes os leva para os mesmos fins. Os dois deuses compartilhavam da região de Atenas e, ainda segundo Platão, ela com razão deveria pertencer a eles, sendo naturalmente adequada para a virtude e o pensamento. Tendo instalado ali como habitante um povo respeitável, eles organizaram a cidade de acordo com os seus desejos. Atena e Hefesto dividiam culto num templo na acrópole e outro na cidade baixa, num bairro habitado por artífices. Daí que Atena se tornou a padroeira dos carpinteiros, dos tecelões, dos construtores de navios e carruagens, dos ceramistas, e atribuía-se a ela a invenção das rédeas para domar cavalos, do carro de guerra, do arado e da flauta. Todas essas atividades envolviam habilidade manual e inteligência prática, algumas traziam em si um toque de magia, exigiam um definido senso estético que era então incluso no domínio da sabedoria, e definiam parte de seu caráter como doméstico, familiar e civilizador. Na Ilíada ela aparece dizendo que é a sabedoria e não a força bruta o que produz um bom artesão na madeira. Considerava-se a habilidade de construir um navio ou carruagem como sendo em essência a mesma que fazia um bom piloto ou cavaleiro, envolvendo os dons da atenção concentrada, disciplina, destreza física/manual e capacidade de estabelecer metas e segui-las até o fim. Da mesma forma o conceito se aplicava aos tecelões, lavradores e ceramistas.
Tendo como um de seus símbolos a oliveira, que oferecera como seu presente à cidade de Atenas em sua fundação, Atena era uma imagem da perenidade e vitalidade da pólis, e protetora de um dos seus produtos agrícolas mais importantes, o óleo de oliva, e tornou-se uma poderosa imagem de esperança e renovação para os gregos especialmente depois da guerra com os persas, quando a antiga oliveira sagrada da acrópole, incendiada no saque da cidade pelos inimigos, voltou a brotar. A ela era consagrado um olival na área da Academia, que produzia o óleo oferecido como prêmio aos vencedores dos jogos atléticos de seus festivais. A oliveira era ainda um dos indicativos da sua ligação com a fertilidade da terra e com a agricultura, aspectos que estavam por sua vez ligados ao lado feminino da natureza, o que conduz a outra das ambiguidades de Atena a respeito da dinâmica dos princípios da geração e da virgindade, do masculino e do feminino, em sua própria identidade, que era fortemente andrógina e paradoxalmente encontrava escasso paralelo na sociedade grega e em especial nas mulheres de seu tempo. Para aqueles gregos era fundamental que suas filhas permanecessem virgens até o casamento, mas era também fundamental que depois elas fossem capazes de constituir família gerando prole. Atena, a sempre virgem, repudiava desta forma valores básicos da sociedade grega.
Guerreira, altiva e independente, também contrastava com o hábito da época que mantinha as mulheres em grande parte submissas ao homem, confinadas a atividades domésticas e delas exigia modéstia, mas por outro lado era a patrona da tecelagem, da fiação e do bordado, artes eminentemente femininas. Sua maior aproximação da maternidade foi a adoção e educação de Erictônio, e por isso foi chamada de kourotrophos, a que cria os homens jovens, mas também isso a conduziu a um maior contato com o princípio viril, como protetora de heróis. Mesmo a versão que a dava como filha de Métis, fazendo dela, assim, a receptora e transmissora de uma forma feminina de sabedoria, com o passar dos séculos foi amplamente sobrepujada pela versão que excluía uma mãe em seu nascimento, novamente ligando-a ao mundo masculino, e mais quando, no período clássico, o conceito de sabedoria, com a qual ela era identificada, deixou de significar uma habilidade que tinha muito um caráter prático, passando para o domínio do pensamento filosófico abstrato, também um apanágio dos homens. Outro aspecto relacionado é referido em uma ode de Píndaro, onde se encontra uma descrição de Atena como aquela que dissolve o poder demoníaco da Grande Mãe ctônica e torna o princípio feminino seguro e acessível às atividades e instituições masculinas da pólis, possibilitando assim a continuidade do modelo ateniense de civilização.

### Mito e política

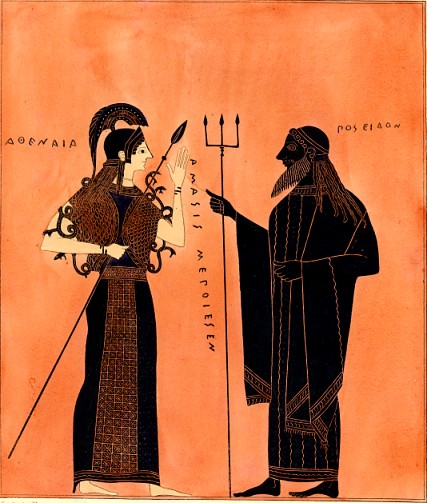
Atena confrontando Posídon, pintura em vaso, século VI a.C.

O mito de Atena exerceu uma influência decisiva no estabelecimento da identidade e da própria sociedade atenienses, e por extensão em toda a cultura da Grécia Antiga. Formou-se entre os atenienses uma ideia de que sua cidade era amada pelos deuses a partir da disputa entre Atena e Posídon, significando que eles tinham o desejo de se estabelecer preferencialmente ali. Mesmo tendo sido derrotado, Posídon simbolizou, através da fonte de água salgada que fizera nascer, em algumas versões um verdadeiro mar, o futuro poderio marítimo dos atenienses. A fertilização da terra ática pela semente de Hefesto foi outro elemento formador nesta noção, tornando o território sagrado, inaugurando com Erictônio uma dinastia de reis de origem pretensamente divina, e fundando com isso um povo que podia reivindicar para si uma prestigiosa autoctonia. Religião, mito e política estavam inextrincavelmente ligados, havia legislação vinculando inúmeros aspectos da vida religiosa à prática cívica, a ponto de fundirem-se Religião e Estado. Todo o mito de Atena foi extensivamente usado no discurso político da época para dar forma e fixar o modelo da sociedade ateniense, e, com o pretexto de "civilizar" os estrangeiros, substanciou as suas pretensões imperialistas sobre os bárbaros e mesmo sobre seus vizinhos gregos. Os oradores chegaram ao ponto de deduzir a democracia do princípio da autoctonia ateniense, equiparando igualdade política (isonomia) a igualdade de origem (isogonia). Segundo Loraux, desta forma a lei (nomos) era estabelecida sobre o fundamento da natureza (physis), e o povo assim legitimava seu poder — imbuindo a coletividade com um alto nascimento (eugenia), os cidadãos autóctones eram todos iguais porque eram todos nobres (mas entenda-se "todos" como apenas os que detinham a cidadania ateniense). Dando um passo além, os oradores orgulhosamente sobrepunham Atenas a todas as outras pólis, que para eles constituíam uma heterogênea reunião de intrusos estabelecidos num território que imaginavam seu por direito divino. A índole guerreira de Atena, destacando suas qualidades viris, associada à sua virgindade perpétua, jamais "entrando na casa de um homem", fazia com que ela jamais abandonasse a "casa de seu pai", permanecendo sob a direta influência de Zeus, o patriarca por excelência, e tal fato se tornou uma das bases míticas do patriarcado local e da primazia do homem sobre a mulher na sociedade e na política ateniense. Também o mito de Teseu foi incorporado ao de Atena dentro de um viés político, pelo fato de que ele era considerado o unificador da Ática, sendo celebrado ao lado de Atena tanto no festival da Synoikia como nas Panatenaias.

## Culto
Atena teve o seu centro de culto mais importante em Atenas, cidade da qual era a padroeira, uma proteção estendida a toda a Ática. Em muitos locais Atena era cultuada em associação com outras divindades e heróis, como Erictônio, Hefesto, Posídon, Deméter e Teseu. Nos ritos que estavam associados a funções legais muitas vezes era servida junto com Zeus. Mas não se limitou à Ática, ao contrário, como uma deusa urbana por excelência, protetora das cidades, a presença de Atena é atestada em quase toda a volta do mar Mediterrâneo, penetrando pelo oriente até a Pérsia. Seus atributos e o seu culto conheceram assim infinitas variações, o que torna impossível defini-los como homogêneos. De fato, como observou Deacy, houve tantas Atena quantas foram as cidades que a adotaram em suas religiões, e se registram dezenas delas onde Atena era não apenas cultuada, mas se tornara a divindade principal. Cabe, porém, um detalhamento do seu culto em Atenas e entorno, onde adquiriu uma importância excepcional.
Das várias festas dedicadas em sua honra, como a Plintéria e a Escirafória, as Panatenaias eram as mais importantes, pois além de serem uma grande celebração religiosa, tinham grande impacto na vida política e social, e influíram decisivamente na produção artística ao longo de dez séculos, oferecendo uma quantidade de novos motivos temáticos e formais para os artistas. Alguns estudiosos acreditam que os hinos cantados em homenagem a Atena nas Panatenaias ao longo do século VI a.C. contribuíram para a fixação da forma canônica dos grandes épicos da Ilíada e da Odisseia. Todo o culto de Atena estava de alguma forma ligado à agricultura, a mais importante fonte de subsistência para os gregos, mas tinha outras associações e se projetava no seu mito. E neste culto a principal atenção recaía sobre a Atena Polias, que concentrava em si todos os múltiplos atributos de Atena. Era ela quem recebia as mais importantes e ricas oferendas e homenagens. Era servida por um grupo de sacerdotisas, e a principal entre elas em Atenas era escolhida na família dos Eteobutadae. A mesma família provia um sacerdote para o culto paralelo de Erictônio e Posídon. A principal função das sacerdotisas era receber as oferendas e realizar preces e rituais. O culto era faustoso, recebendo centenas de ofertas de estátuas e objetos de prata e ouro. Atena tinha, além disso, direito a 1/60 de toda a arrecadação de Atenas e dos territórios sob sua jurisdição, o que podia chegar à soma de dez talentos em alguns anos, algo como seis milhões de dólares em valores atuais. Para gerir esses recursos era designado um corpo de funcionários especiais, eleito em votação. Os templos de Atena presumivelmente tinham um caráter ao mesmo tempo de casa familiar aristocrática, onde meninas da elite recebiam uma educação esmerada, contando com mestres, servos e escravos. Era ainda o local onde jovens eleitas se tornavam discípulas das sacerdotisas para futuramente servirem à deusa.

### Festivais

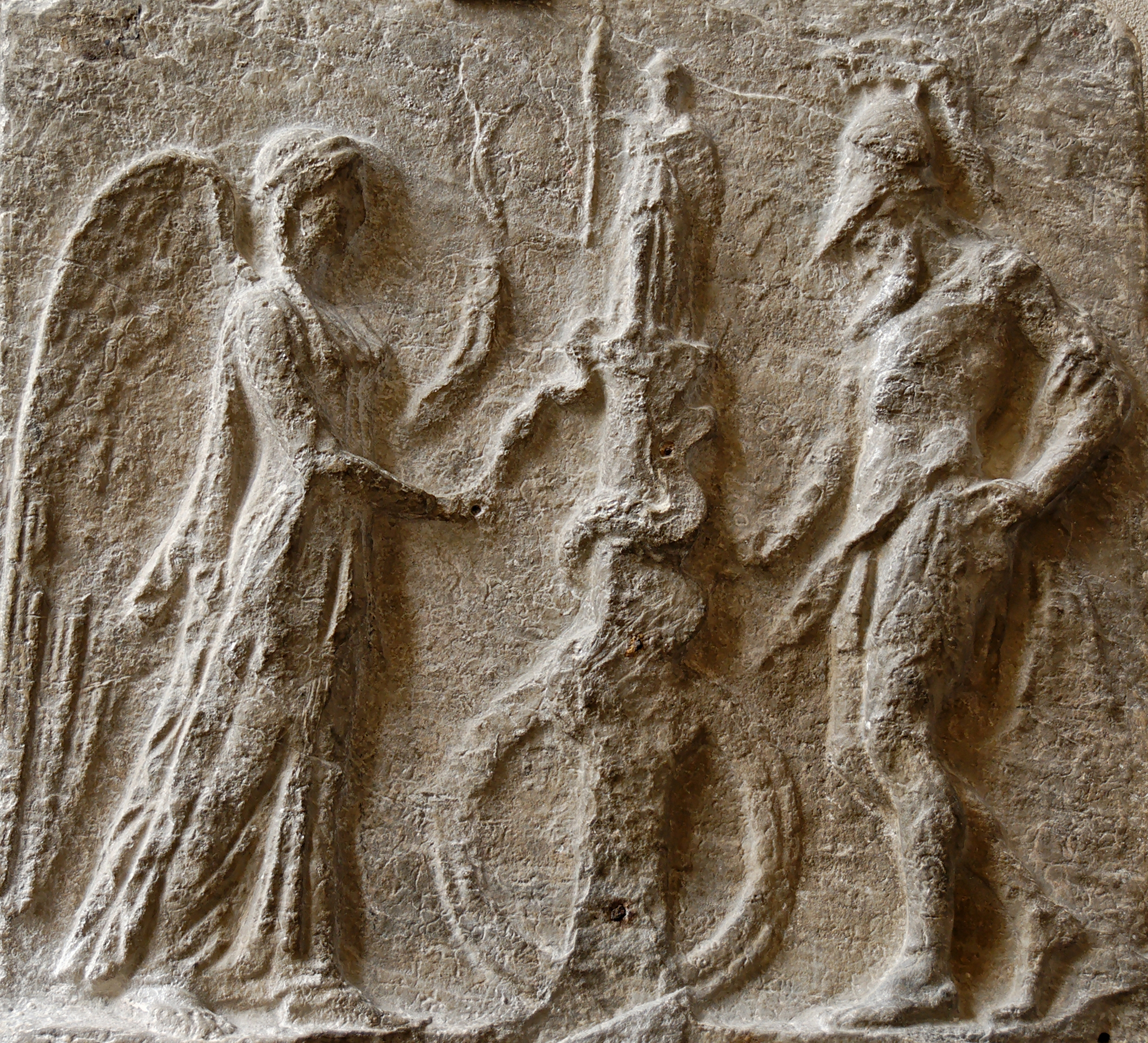
Nice oferecendo um ovo a uma serpente enrolada em torno do pedestal do Paládio, junto com um guerreiro que observa. Cópia romana de obra helenista, Museu do Louvre

O festival da Plintéria tinha como centro a limpeza anual da mais antiga e mais sagrada dentre as imagens da deusa conservadas na acrópole, o Paládio, que era honrado com um fogo perpétuo e segundo a tradição fora capturado pelos gregos que lutaram em Troia. Era realizado por um pequeno grupo de sacerdotisas na lua nova entre fins de maio e início de junho, longe das vistas do público, numa cerimônia propiciatória e purificadora que encerrava um ciclo agrícola e magicamente preparava o ciclo seguinte. Aparentemente o rito se desenrolava todo na acrópole, e iniciava com a remoção de seu manto, seguido da colocação de um véu sobre a estátua despida e lavagem do manto; um ou dois dias depois a própria imagem era lavada, recebia seu manto limpo e era adornada com uma coroa de ouro e outros ornamentos preciosos, além de possivelmente ser ungida com óleo. A lavagem da estátua estava associada ao nascimento da deusa e recontava as primeiras celebrações dedicadas a Atena em tempos imemoriais. O festival se repetia em toda a Ática e em várias outras localidades gregas, apresentando muitas variações, mas todas as descrições remanescentes de ritos gregos são pobres em detalhes. Também a época do ano em que a Plintéria era celebrada podia variar de acordo com costumes locais.
O festival da Escirafória acontecia na lua cheia seguinte, era compartilhado com Deméter e tinha como tema a debulha dos grãos da colheita. Uma procissão saía da acrópole em direção aos campos do oeste de Atenas para inaugurar o processo de separação dos grãos do joio, o que constituía a última fase dos trabalhos agrícolas do ano, junto com o armazenamento. Erictônio, o filho adotivo de Atena, também era celebrado na Escirafória e tinha um templo para si, o Erecteion, pois sendo um deus ctônico, do mundo subterrâneo, estava associado à agricultura.
Coroava o ciclo o festival das Panatenaias, quando, dois meses depois da Plintéria, todo o grão havia sido debulhado e armazenado. As Panatenaias só adquiriram a primazia entre os festivais depois que o culto de Deméter em Elêusis foi instituído no século VI a.C., quando os ritos da debulha perderam importância em sua associação com Atena. As Panatenaias de dividiam em duas: a Grande Panatenaia, comemorada a cada quatro anos envolvendo grandes celebrações, e a Pequena Panatenaia, anual, de caráter mais limitado. Aparentemente até o tempo de Pisístrato não se fazia distinção entre ambas, e só então o festival foi reformulado com duas versões bem diferenciadas em amplitude e esplendor, que não obstante ao longo do séculos sofreram outras modificações. Corriam duas explicações para a origem da festa: uma dizia que fora fundada por Erictônio, e outra, possivelmente posterior, por Teseu. O festival da Grande Panatenaia estruturava toda a vida cívica de Atenas. Marcava a substituição dos tesoureiros do Partenon, acarretava o aumento dos tributos cobrados das cidades do império ateniense, e se exigia que os embaixadores renovassem as relações interestatais dez dias antes das comemorações. O prestígio da Grande Panatenaia equiparava-se ao dos outros grandes festivais pan-helênicos e atraía visitantes de todo o mundo grego, embora a participação efetiva em alguns de seus eventos estivesse restrita aos atenienses - para um estrangeiro, ser convidado a participar representava uma grande honra. Além da parte religiosa se realizava concomitantemente uma variedade de outros eventos, como banquetes, regatas, jogos atléticos, corridas de cavalos, representações musicais e teatrais, brigas de galos, récitas poéticas e mesmo seminários filosóficos. A sequência exata dos ritos e dos outros eventos não é citada em nenhuma fonte conhecida. Possivelmente se iniciava com os jogos, que se desenvolviam ao longo de alguns dias, seguindo-se uma procissão e sacrifícios.

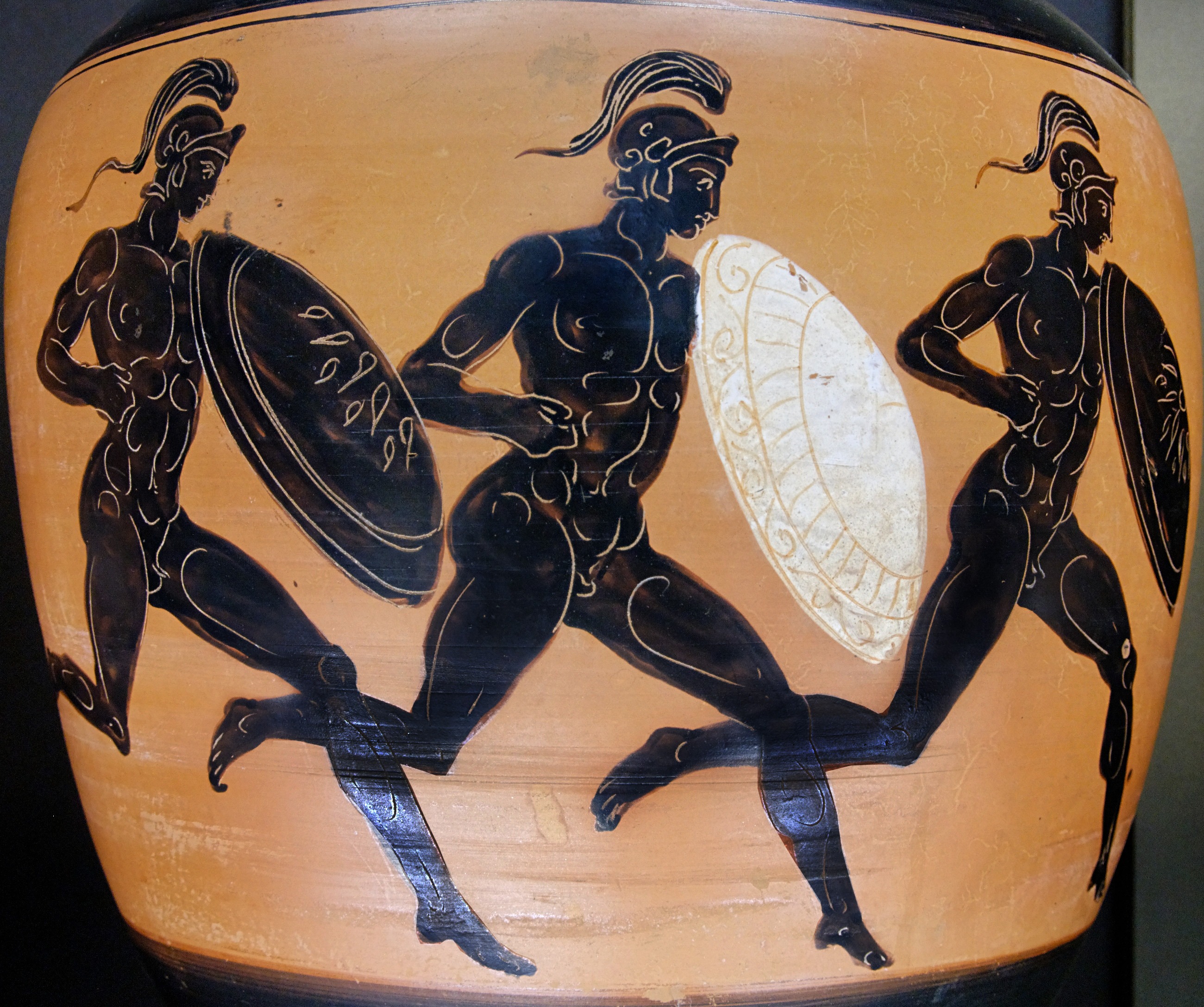
Hoplitodromistas, pintura em uma ânfora panatenaica, c. 323– Museu do Louvre

Os jogos faziam referência ao papel de Atena nas guerras primordiais entre os deuses e os gigantes, além de marcarem oficialmente a passagem do ano e com isso simbolizarem a renovação de toda a sociedade. Nos jogos havia espaço para cantos e danças rituais de caráter guerreiro e encenações de combates onde atores personificavam os deuses e seus inimigos míticos, que além de honrarem a deusa tinham funções apotropaicas, afugentando maus espíritos. Provavelmente os jogos foram uma inserção relativamente tardia no ciclo das Panatenaias, datando de meados do século VI a.C., quando estava em ascensão o culto do herói, e assim se explica a associação paralela de Teseu aos festejos. Seus vencedores recebiam como prêmios gado e as cobiçadas ânforas panatenaicas, cheias do óleo das oliveiras consagradas a Atena. A procissão, realizada no dia 28 do mês de hekatombaion, definido como o dia de aniversário de Atena, também desempenhava função importante no festival, e espelhava tanto a hierarquia social da cidade como o caráter feminino da deusa: nem todos os estratos sociais podiam fazer parte dela, a abertura do cortejo oficial era dominada por mulheres e o encerramento era composto apenas por jovens virgens da classe superior. O funcionalismo do Estado também participava em peso, todos acompanhados por grande multidão portando oferendas, ornamentos e ramos de oliveira. Muitos a seguiam montados em cavalos ou em carruagens. Estrangeiros costumavam acompanhá-la vestindo túnicas púrpura e levando salvas de prata contendo bolos e favos de mel, suas filhas levavam vasos de água. Na noite anterior, partindo do olival sagrado da Academia, ocorria uma corrida com tochas que relembrava Hefesto por sua associação com Atena e Erictônio. A procissão seguia o mesmo percurso da corrida de tochas, mas partindo do portão noroeste da cidade, e seu objetivo principal era o transporte, até o santuário da Atena Polias, de uma grande túnica ritual, ricamente bordada por meninas, mostrando cenas do seu mito, a fim de substituir a túnica ofertada no festejo anterior, mas pouco se sabe como transcorria a cerimônia de entrega e investidura na sua estátua. De todas as oferendas dedicadas a Atena neste dia a mais importante era um selo que materializava um vínculo formal entre a deusa e sua cidade. A data era comemorada também com a libertação de escravos.

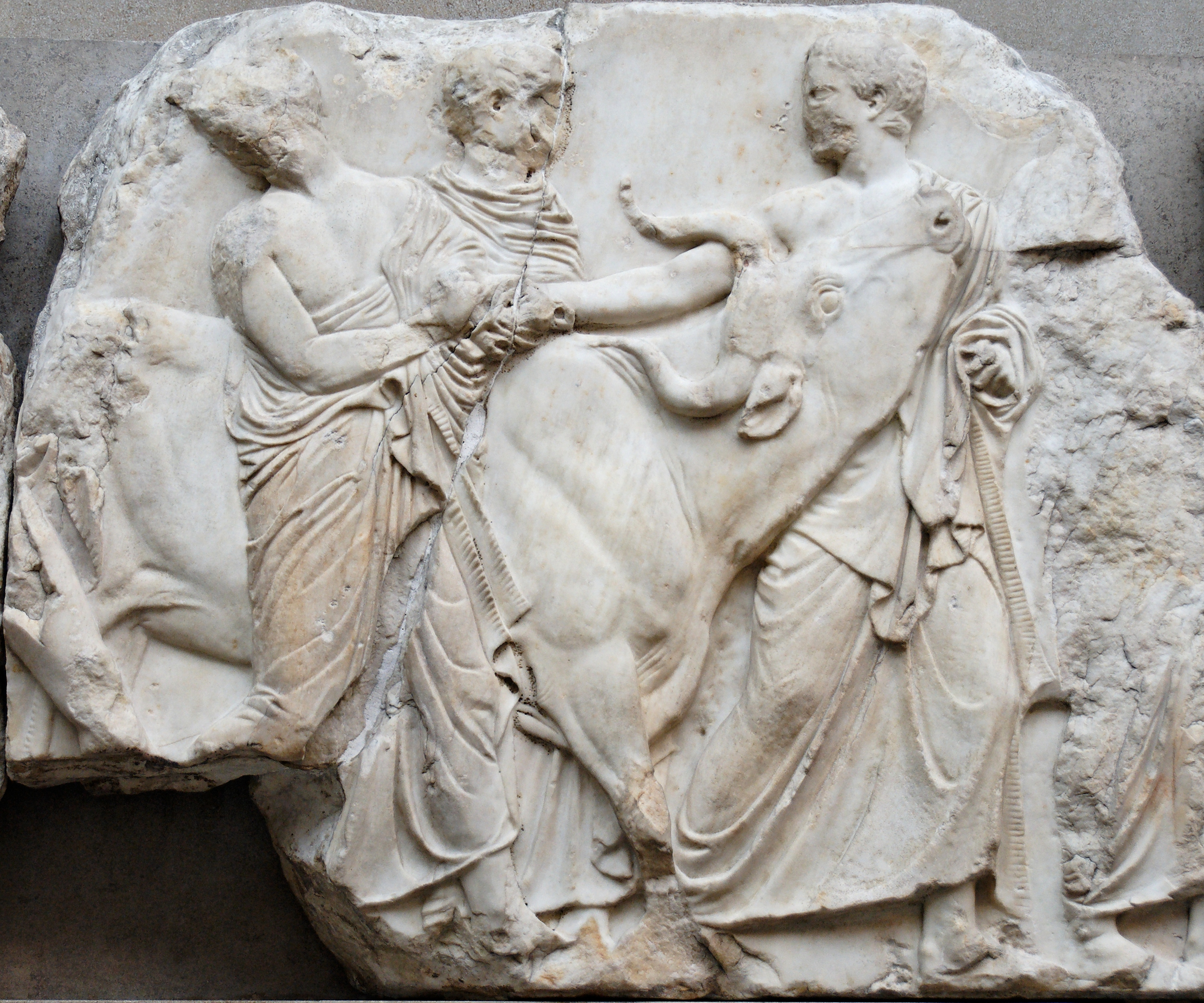
Oficina de Fídias: Gado sendo levado ao sacrifício na Panatenaia, detalhe do friso sul do Partenon, c. 447– Museu Britânico

Os sacrifícios eram igualmente ricos, mas há alguma discordância sobre seus detalhes. Em linhas gerais cada cidade da Ática, cada colônia de Atenas e cada outra cidade em sua dependência enviava um touro para ser abatido. Mesmo em anos de dificuldades econômicas, como foi o caso de 410-409 a.C., os sacrifícios podiam contar com cem animais, a um custo de mais de cinco mil dracmas (cerca de quinhentos mil dólares atuais). Anos de riqueza podiam testemunhar um abate de trezentas vítimas. Seus chifres eram recobertos de folha de ouro, e perto do meio-dia a sumo-sacerdotisa ordenava o início dos sacrifícios. Uma donzela lançava grãos de trigo sobre a cabeça do touro e em seguida ele recebia um golpe na cabeça. Depois o animal era erguido pelos atendentes, sua garganta era cortada, e o sangue recolhido em vasos era lançado aos pés do altar como a primeira oferenda aos imortais. Sua carne era então distribuída: a deusa recebia os ossos das coxas envoltos em gordura, que eram queimados no fogo do Grande Altar, quando se iniciavam coros, preces e música de flauta. Partes do coração, fígado e rins eram assadas no mesmo fogo e oferecidas aos oficiais do governo; o fígado também servia para os áugures fazerem profecias e desvendarem a vontade dos deuses. O restante da carne era dado no fim da tarde à população, após ser fervida em caldeirões e o povo orar pela prosperidade da República. Na mesma ocasião Atena, em seus atributos de Nice, Parteno e Higieia, recebia sacrifícios especiais de acordo com o atributo.
Quanto à Pequena Panatenaia, era em muitos pontos semelhante à Grande, mas suas comemorações eram bem mais modestas e limitavam-se à cidade de Atenas, sem um caráter pan-helênico. Ao que parece não era entregue uma túnica a Atena e também a presença de jogos é discutível, mas quase de certeza se realizavam uma procissão e sacrifícios.
Um outro festival era o da Procaristeria, um dia de ação de graças celebrado quando os grãos começavam a brotar, significando que a deusa estava nascendo. Na ocasião todos os funcionários públicos da cidade lhe faziam sacrifícios. Licurgo disse que era, de todos, o festival mais antigo. Também é digno de nota outro rito de Atena, relatado por Varro, que envolvia o sacrifício de um bode uma vez por ano na acrópole. Durante um período o bode foi considerado seu animal sagrado, pois se acreditava que sua couraça havia sido feita com a pele deste animal. Contudo, os bodes eram presenças vetadas na acrópole, pois segundo a tradição um bode danificara a oliveira sagrada que ali crescia, e tampouco eram usualmente oferecidos em sacrifício à deusa. A exceção anual a isso enfatizava a importância da cerimônia, sugerindo, como pensa Frazer, que este bode era então tido como uma verdadeira encarnação da deusa.

#### Outras regiões
Alguns exemplos de seu culto em outras regiões podem dar uma ideia sobre a sua diversidade. Em Lindos, na ilha de Rodes, que como muitos locais reivindicava ser o local de nascimento de Atena, seus sacrifícios tinham a peculiaridade de ser executados sem fogo. Em Argos se realizava a Plintéria não na acrópole local, mas uma estátua de Atena era levada em procissão até o rio e ali despida e banhada. Os homens eram impedidos de assistir, pois podiam incorrer na ira de Atena e ser cegos se a vissem nua. Na Líbia os seus ritos estavam associados aos da ninfa aquática Tritonis e eram realizados por sacerdotisas vestidas com armaduras. Em Tebas ela era adorada como deusa da cidade mas não tinha templo, e as cerimônias se davam diante de uma estátua e altar ao ar livre. Em Coroneia era uma deusa da paz, da poesia e da vegetação, e seu culto estava ligado ao mundo subterrâneo, adorada juntamente com Hades. Em tempos clássicos em praticamente todas as partes o culto de Atena se caracterizou por ter uma feição civilizada para os padrões da época, sem sinais de traços orgiásticos ou bárbaros, coincidindo com a progressiva purificação do mito que fez dela uma deusa perenemente virgem, mas há relatos sobre a sobrevivência de práticas bastante rudes em alguns locais isolados, onde teriam sido realizados sacrifícios humanos destinados a aplacar sua ira, rememorando episódios do mito, como quando a deusa furiosa teria jogado as filhas de Cécrops da rocha da acrópole por terem desobedecido suas ordens, ou quando vingou o ultraje a Cassandra. Parece que até o século IV a.C. ainda se faziam sacrifícios humanos num rito que ligava Lócris e Troia. De Lócris se enviavam duas donzelas por ano para Troia, usando uma túnica simples, sem sandálias e de cabelos raspados. A primeira enviada era morta pelos troianos, seus ossos eram enterrados em uma suntuosa cerimônia, e suas cinzas jogadas de uma montanha dentro do mar. A outra donzela era admitida no templo de Atena e se tornava uma sacerdotisa. Porfírio relatou que na Laodiceia em tempos remotos também foram feitos sacrifícios humanos.

### Templos

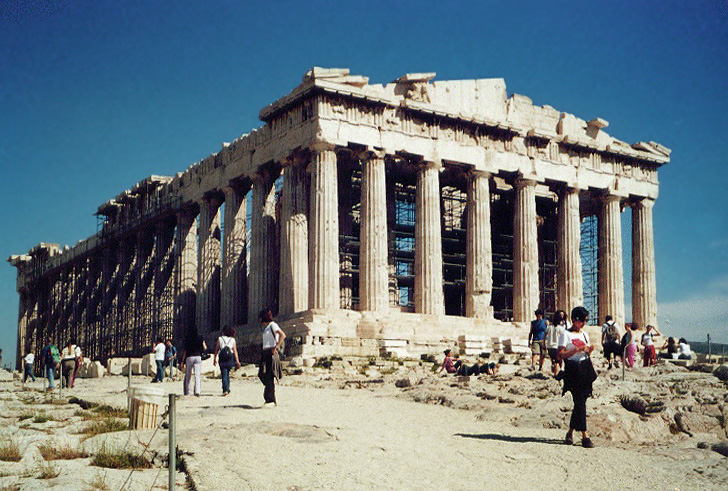
O Partenon em Atenas

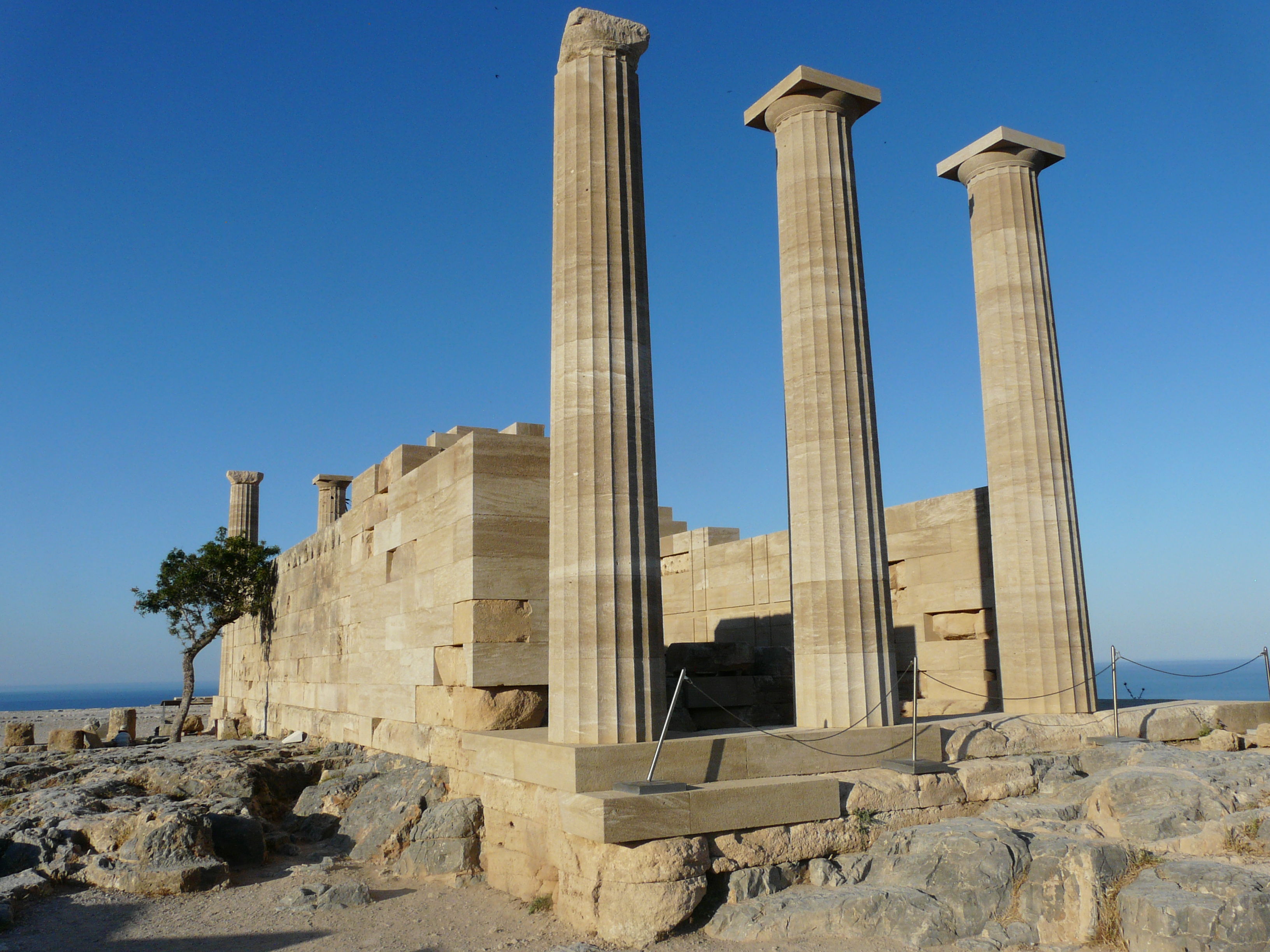
Templo de Atena em Lindos

Até o presente não há evidências suficientes para apontar onde foi fundado o primeiro santuário de Atena, mas o local onde hoje se veem as ruínas do Erecteion, uma construção do século V a.C., deve ter abrigado em tempos anteriores um dos mais antigos templos dedicados à deusa, havendo ali vestígios de construções datadas do período micênico. A partir de meados do século VI a.C. há notícia de diversos templos de grandes proporções já erguidos em várias cidades. De todos eles o mais célebre foi o Partenon de Atenas, cujas ruínas ainda são visíveis na acrópole local. Ele se tornou um dos mais conhecidos ícones da cidade e de toda a cultura grega, e constitui um exemplo prototípico do templo grego em estilo dórico. Foi construído após o saque de Atenas e destruição da acrópole pelos persas em 480 a.C., substituindo uma estrutura mais antiga, sendo um dos marcos artísticos inaugurais do período Clássico. Este foi o tempo de Péricles, que reorganizou a cidade devastada e, mais do que isso, conseguiu consolidar a posição de Atenas como a maior força política e cultural em toda a Grécia daquela época. Relatos antigos referem a rapidez com que as obras se realizaram, congregando toda a sociedade no esforço da reconstrução, e o orgulho que os atenienses sentiam pelo magnífico resultado, visto como um símbolo do poderio e prestígio ateniense. A reconstrução esteve sob a supervisão artística de Fídias, renomado escultor, que se responsabilizou também pelo projeto da decoração escultural do templo e pela ereção de duas estátuas monumentais de Atena, realizadas por ele pessoalmente. Apesar do nome pelo qual se tornou conhecido, segundo indicam registros oficiais do período, o Partenon foi dedicado à Atena Polias, a padroeira da cidade, mas sabe-se que entre o povo ela recebia comumente o epíteto de Parthenos, "a virgem", e daí ter-se-ia fixado o nome de Partenon. De qualquer forma, a despeito de sua significância política, de sua fama ao longo dos séculos por sua importância arquitetônica e também escultural — o templo foi decorado com ricos frisos em relevo e nele estava instalada a colossal estátua criselefantina de Fídias, a Atena Parthenos — de acordo com Mikalson, o Partenon tinha um papel quase insignificante dentro do culto de Atena propriamente dito, que ficava concentrado no Erecteion, onde residia a Atena Polias. O Partenon era, na prática, mais o depósito do tesouro da Atena Polias do que verdadeiramente um local de culto, e sequer possuía um altar ou sacerdotes.
Outros templos foram construídos por toda a Ática e além, como na Jônia, Beócia, Lídia, Rodes, Tessália, Eubeia, e várias outras regiões. Dentre os templos extra-áticos foram particularmente destacados os da Jônia, cujas cidades possuíam todas um templo de Atena, sendo especialmente ricos os de Smirna e Mileto. Em Esparta a estrutura mais importante em sua acrópole, um templo todo em bronze, era devotada a Atena. Na Beócia se reputava como de grande antiguidade o santuário de Queroneia, sede de uma festividade própria, a Pan-beócia, que comemorava a renovação mítica de todos os beócios. Contudo, a localização dos vários templos citados na literatura antiga é extremamente difícil, pois as descrições disponíveis em geral não concordam com as ruínas que atualmente são identificadas como dedicadas à deusa.

### Sincretismo
Atena foi associada na Grécia Antiga a duas deidades menores: Nice, a deusa da vitória, por sua natural associação com a guerra, sendo chamada Atena Nice e recebendo um culto particularizado em templos próprios, e Higeia, deusa da saúde. Higeia parece ter sido considerada uma emanação de Atena. Embora identificada com a saúde, em especial a saúde mental, a Atena Higieia não deve ter sido envolvida primariamente com o tratamento dos doentes. Antes, deve ter sido relacionada à "guarda" da saúde e simbolizado o conceito de que a saúde poderia ser preservada se o homem vivesse de acordo com a razão, o bom senso e o ideal da mente sadia em um corpo sadio, popularizado pelos romanos na expressão mens sana in corpore sano. Em Esparta os doentes dos olhos buscavam auxílio invocando Athena Ophtalmitis.
Diversas outras divindades cultuadas na orla do Mediterrâneo foram sincretizadas com Atena por apresentarem traços em comum, em geral os que as faziam deuses guerreiras, aumentando o número de variantes de seu culto e influindo na sua iconografia. Este fenômeno ocorreu no Período Helenístico, quando as expedições militares de Alexandre, o Grande levaram a cultura grega para o oriente e Egito, havendo registro de moedas com a efígie de Atena cunhadas até na Ásia central e periferia indiana. Na Pérsia e em torno do deserto da Arábia ela foi identificada com Istar e Allat, e foi sugerido que possa ter-se identificado com Anaíte, deusa da fertilidade e equivalente de Inana ou Istar. Na Armênia associou-se com Nané, parte da trindade armênia e responsável pelo atributo da proteção. Plutarco disse que, no Egito, Ísis era chamada de Atena porque expressava a ideia de que havia nascido de si mesma, relacionando-a à virgindade e à auto-suficiência, e Platão afirmou que em Saís fundiam-na com Neite, pelos atributos da guerra e da tecelagem, e ambas tinham um mesmo animal simbólico, a coruja. Em Chipre e na Fenícia foi associada com Anate, a "virgem e destruidora", protetora das cidadelas.

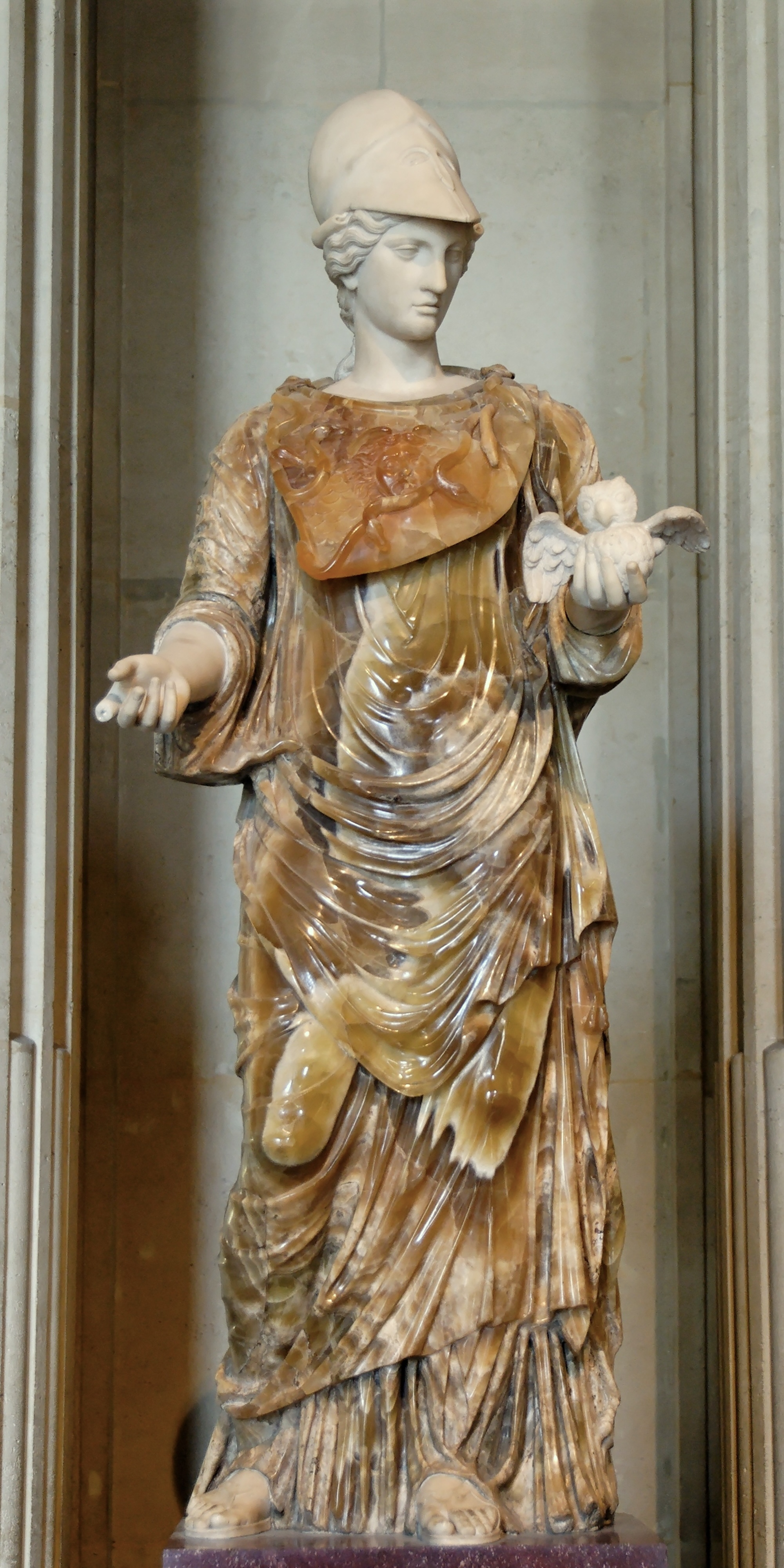
Minerva, obra romana, século II. Museu do Louvre. Seus atributos são os de Atena: o elmo na cabeça, o gorgonião ao peito, na sua mão o mocho-galego

De todos o mais conhecido, importante e duradouro sincretismo de Atena aconteceu por obra romana, vinculando-a à deusa Minerva. Minerva tinha originalmente quase os mesmos atributos de Atena — deusa das artes, trabalhos manuais, dos ofícios e da guerra —, mas sua associação com a guerra se verificou em data tardia. Entretanto, Minerva nunca chegou a ter a mesma importância relativa no panteão romano como teve Atena entre os gregos. É possível que Minerva tenha sido introduzida em Roma pelos etruscos, que mantinham desde antes dos romanos um estreito contato com a Grécia. Minerva fazia parte da trindade capitolina junto com Júpiter e Juno, correspondentes a Zeus e Hera. Seu santuário na colina do Aventino era um ponto de reunião das guildas de artífices, poetas e atores. Seu culto era associado ao de Marte (Ares) e seu maior festival era o Quinquatro, um festival de artesãos. Assim como Atena era chamada de Higieia entre os gregos, um importante atributo de Minerva era o ligado à cura, chamando-a de Minerva Medica, epíteto que se disseminou por todo o território romano. No tempo de Pompeu Minerva já estava integralmente identificada com Atena, e nesta forma permaneceu pelos séculos à frente, quando os nomes Atena e Minerva se tornaram, para os ocidentais, quase que perfeitamente intercambiáveis. Segundo Graf,
"Na iconografia, no mito e na função ritual Minerva é inseparável da Atena grega. As poucas diferenças entre a romana e a grega podem ser vistas como desenvolvimentos em um outro lugar, outro tempo, e outra sociedade. […] Mas qualquer traço desta divindade (Minerva) foi obliterado pela identificação romana com a Atena grega — uma identificação que remonta ao período arcaico. Esta identificação foi, em parte, obra de artífices gregos itinerantes trabalhando em Roma, mas também porque os próprios romanos aceitaram a Atena Polias em seu capitólio. Como consequência, qualquer diferença maior em relação a Atena desapareceu na imagem tardia de Minerva. […] Há uma única função de Minerva que parece ter sido especificamente romana: a Minerva curadora, Minerva Medica. Mesmo que possa ter havido uma ligação com a Atena Higieia, houve uma mudança na ênfase: enquanto que Atena Higieia é uma protetora estática da saúde, Minerva se tornou uma curadora ativa, uma médica." 
Através da expansão romana para o norte Atena/Minerva foi sincretizada com deidades celtas, como Belisama, Sulis, Brighid, Brigância e Dona, embora muitas vezes elas tivessem pouco em comum com o caráter original de Atena, podendo ser deusas da fertilidade, grandes mães ou deusas aquáticas. Outra fusão ocorreu com a deusa romana Belona, cujo atributo era especificamente a guerra. Os gregos identificavam Belona com a sua Ênio, uma das deusas assistentes de Ares, variavelmente descrita na literatura grega como sua companheira, mãe ou nutriz, mas na prática a iconografia de Belona e Ênio era indistinguível da de Atena. No final da Idade Média alguns mitógrafos retornaram à associação de Atena, chamada então às vezes de dea bellorum (deusa das guerras), com Belona, pois ambas se dedicavam às atividades militares e a identificação pareceu-lhes natural. Boccaccio chegou a afirmar que havia diversas Minervas, uma delas sendo Belona, e Chaucer chamou Atena de "a Belona de Marte".

## Iconografia

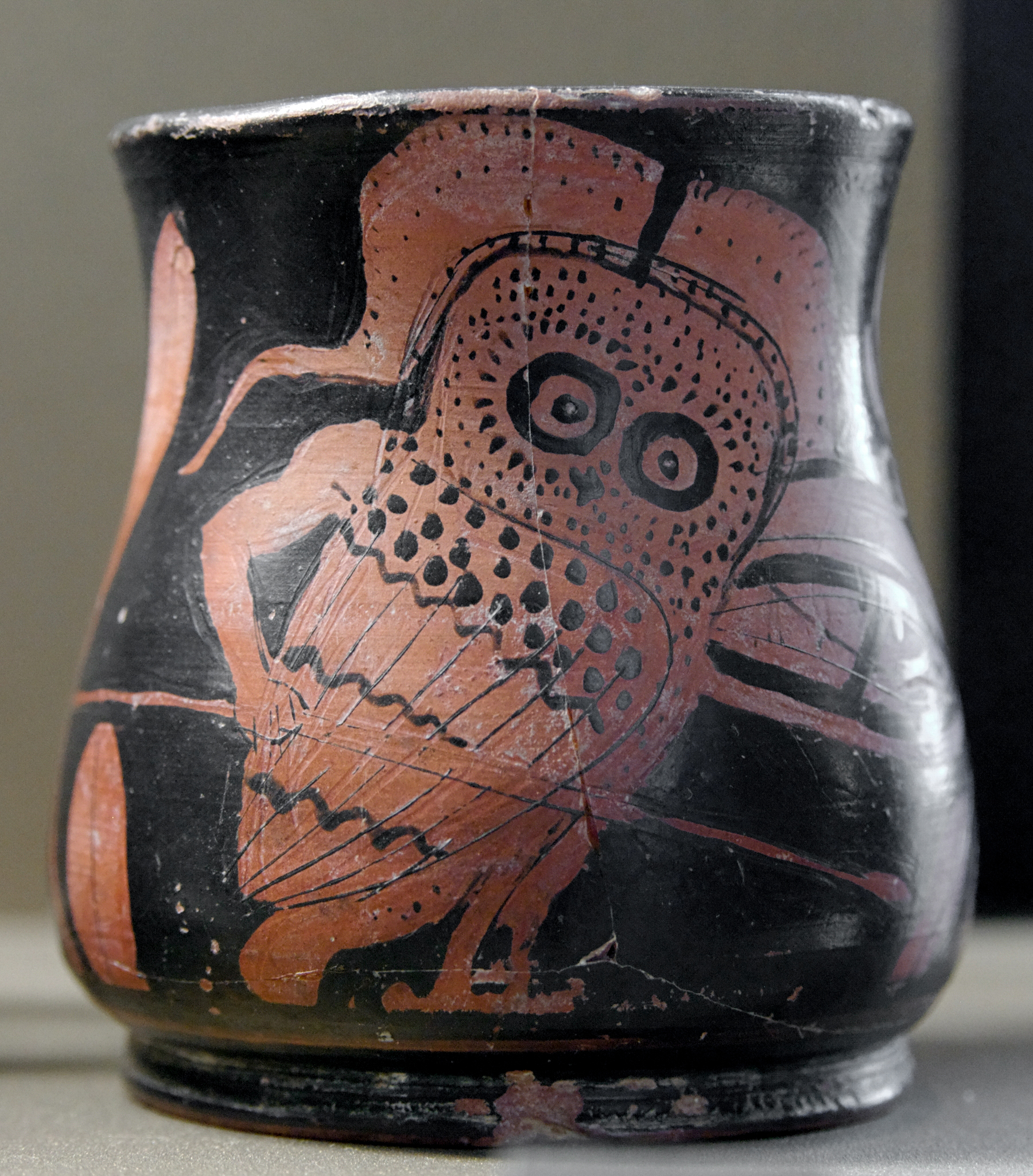
Atena sob a forma de coruja armada, 410–, pintura em enócoa ática, Museu do Louvre

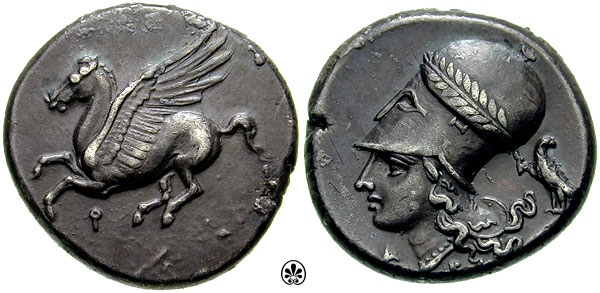
Estáter de Corinto, 345-, com o Pégaso e no verso a efígie de Atena com o elmo laureado

Atena foi representada um sem-número de vezes ao longo da história da Grécia Antiga, tanto sob a forma de pinturas como de estátuas, ex-votos e relevos, foi cantada em hinos e poemas e penetrou na dramaturgia. Os episódios de seu mito que mais foram representados na Antiguidade foram o seu nascimento, a disputa com Posídon, seu papel na guerra contra os Gigantes, e a história de Erictônio. Ela usualmente é mostrada com um aspecto belo e nobre, mas austero, e ostenta os atributos de uma guerreira: usa um elmo, carrega uma lança e um escudo, e enverga a égide, onde frequentemente está a cabeça da Medusa. Ao contrário das outras deusas gregas, que aparecem mostrando sua nudez, ela está invariavelmente vestida, simbolizando a sua condição de eterna virgem. Ela pode aparecer junto com outras figuras acessórias, como a serpente, Nice, a personificação da vitória, ou a coruja. (Thompson refere que a coruja de Atena é uma espécie definida, o mocho-galego, mas na bibliografia consagrou-se a denominação genérica de coruja). Podem estar presentes também ramos ou um tronco de oliveira, a árvore que lhe era consagrada.
Alguns de seus atributos, como a associação com uma ave e com a serpente, traem a antiguidade do seu mito e sugerem uma origem oriental, estando documentados em pinturas de vasos e outros artefatos que datam de tempos pré-históricos, especialmente numerosos do período geométrico em diante. Em algumas dessas representações Atena aparece com asas, ou é ela mesma figurada sob a forma de uma ave, que pode ser uma águia, um abutre, uma gaivota, um mergulhão, uma pomba ou outras. No período clássico fixou-se sua identificação com a coruja, e Aristófanes informou que existia uma crença de que a deusa aparecera sob esta forma para os gregos diante de seu exército durante a guerra contra os persas.
Da mesma maneira a serpente é uma companheira comum em sua iconografia, um animal que tinha na religião antiga múltiplos significados, geralmente em associação com os ritos de fertilidade e renovação, com as forças primordiais da criação, com o mundo subterrâneo, com o lado feminino da natureza e com os domínios aquáticos. A serpente também podia ser uma representação vicarial de Erictônio, o deus serpentino e primeiro dos reis míticos de Atenas, seu filho adotivo. Às vezes outras serpentes decoravam a égide, num eco plástico das serpentes que substituíram os cabelos da Medusa, tendo, neste aspecto, a função simbólica de paralisar os inimigos, "transformá-los em pedra" pelo medo diante do poderio invencível da deusa. O olhar da Medusa tinha o poder de transformar em pedra quem o retribuísse, um poder que não se extinguia nem com sua morte. Perseu teve o extremo cuidado de não olhar em seus olhos quando matou o monstro, e numa versão de seu mito usou a cabeça decepada para petrificar o titã Atlas, fazendo-o olhar para ela, transformando-o no monte Atlas. Depois, o herói deu a terrível cabeça para Atena, para que a colocasse na égide. Na Antiguidade Clássica a imagem da cabeça da Medusa aparecia em amuletos para afugentar o mal, conhecidos como gorgonião. Durante o período clássico sua imagem era um equivalente alegórico da própria cidade de Atenas, aparecendo também em moedas e sob a forma de marcos fronteiriços assinalando os limites da jurisdição ateniense. Até o século VII a.C., entretanto, a identificação segura da deusa pode ser problemática, dada a diversidade de representações; mesmo depois ela nem sempre ostenta todos os seus atributos identificadores em uma mesma representação, e há casos em que ela não mostra nenhum, sendo identificada unicamente através do contexto em que a imagem foi encontrada ou por alguma inscrição. Na Ilíada, Odisseu, encontrando Atena, protesta dizendo quão difícil era reconhecê-la, dado o seu poder de assumir qualquer forma.

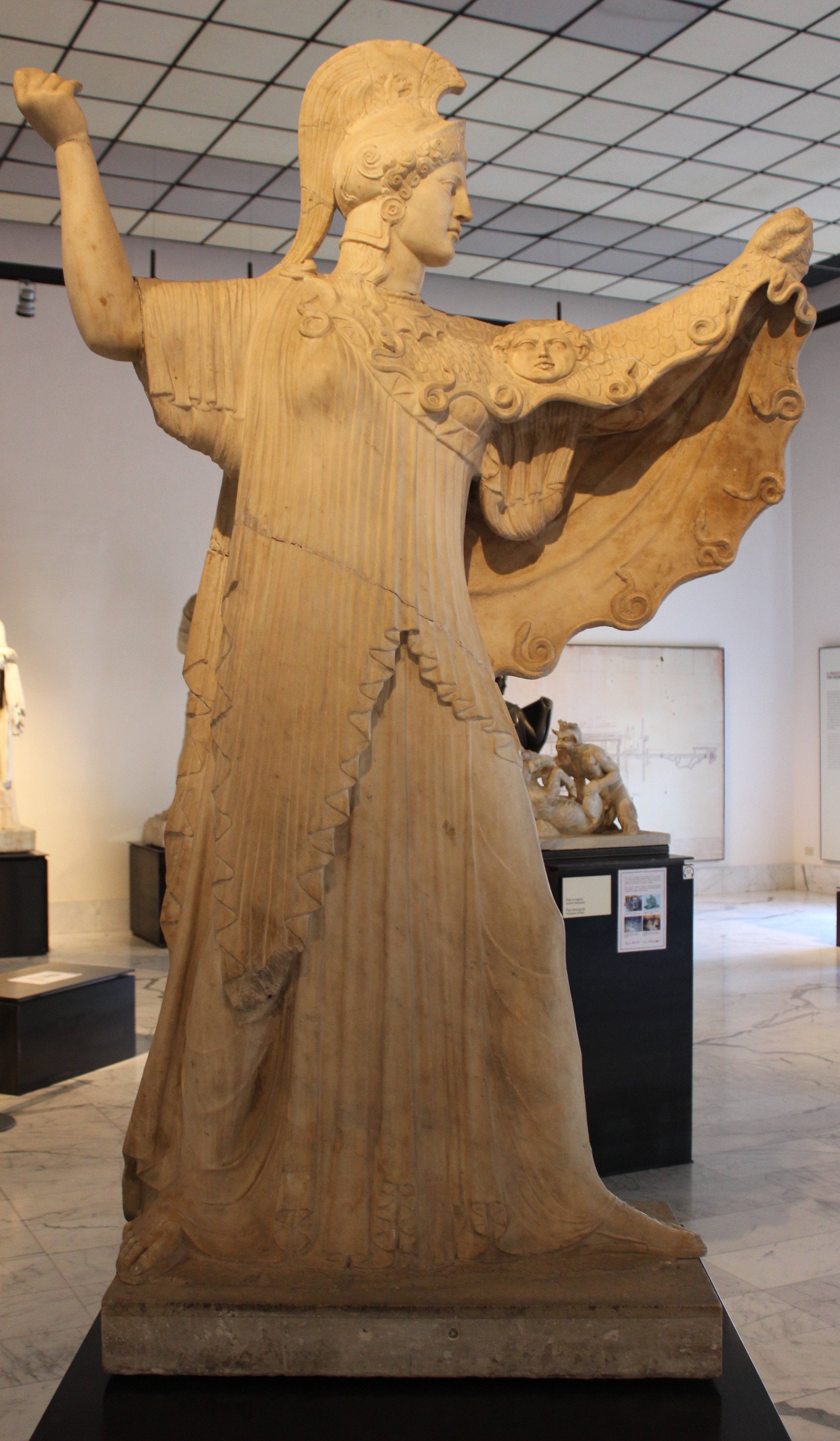
Atena do tipo Prômaco, Museu Arqueológico Nacional de Nápoles

A mais sagrada das imagens de Atena em toda a Grécia Antiga era o Paládio, cuja origem lendária já foi citada. Apesar de a reivindicação de Argos da posse do verdadeiro Paládio troiano ser a mais antiga entre as cidades gregas, tanto Atenas como Esparta alegavam que o possuíam por terem-no confiscado dos argivos. A relíquia era considerada tão preciosa que mais tarde outras cidades também reivindicaram para suas estátuas tutelares a mesma autenticidade. Até mesmo Roma alegou possuí-lo. O Paládio devia seguramente datar de tempos remotos e poucas vezes foi representado na arte grega, assumindo, de fato, uma variedade de formas. Há uma certa confusão na literatura antiga entre o Paládio ateniense e a estátua conhecida em datas tardias sob o nome de Atena Polias, a que recebia a maior parte das oferendas e o culto principal. Podem ter sido a mesma estátua, mas Jeffrey Hurwit acredita que eram duas estátuas diferentes, permanecendo a Atena Polias na acrópole e o Paládio na corte de justiça da cidade.
Contudo, em termos de importância artística as mais notáveis foram as duas estátuas monumentais que Fídias criou para a acrópole, que contribuíram significativamente para difundir a imagem da deusa. Uma delas, a Atena Promacos (campeã, a que guerreia na vanguarda), permanecia a céu aberto e era feita de bronze, financiada pelo espólio arrebatado dos persas em Maratona. Tinha dez metros de altura e podia ser vista desde o mar. Instalada em c. 456 a.C., permaneceu na acrópole até que Constantino I a levou para Constantinopla, onde foi destruída no século XIII. Sua aparência exata é obscura, só sobrevivem imagens dela em moedas romanas com pouco detalhamento, mas derivações posteriores mostram o tipo Promacos em atitude claramente agressiva, em ato de avançar com uma perna estendida para a frente, com um braço bem erguido segurando uma lança que está prestes a arremessar, e vestida com uma armadura, elmo e escudo. Zósimo escreveu dizendo que quando os godos penetraram da acrópole retrocederam espantados diante da estátua imensa.

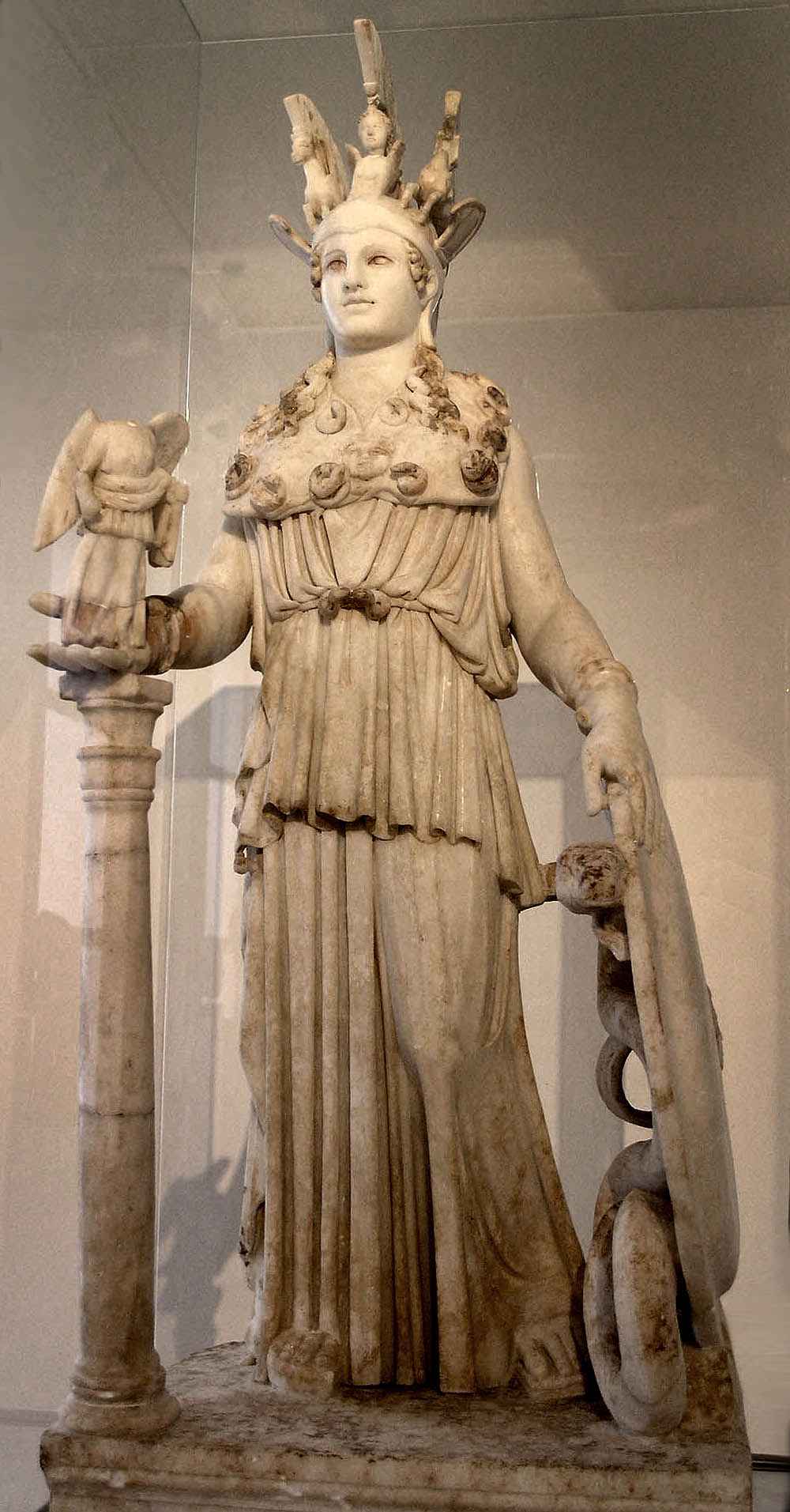
Atena Varvácio, cópia muito reduzida da Atena Partenos de Fídias, século III a.C. Museu Arqueológico Nacional de Atenas

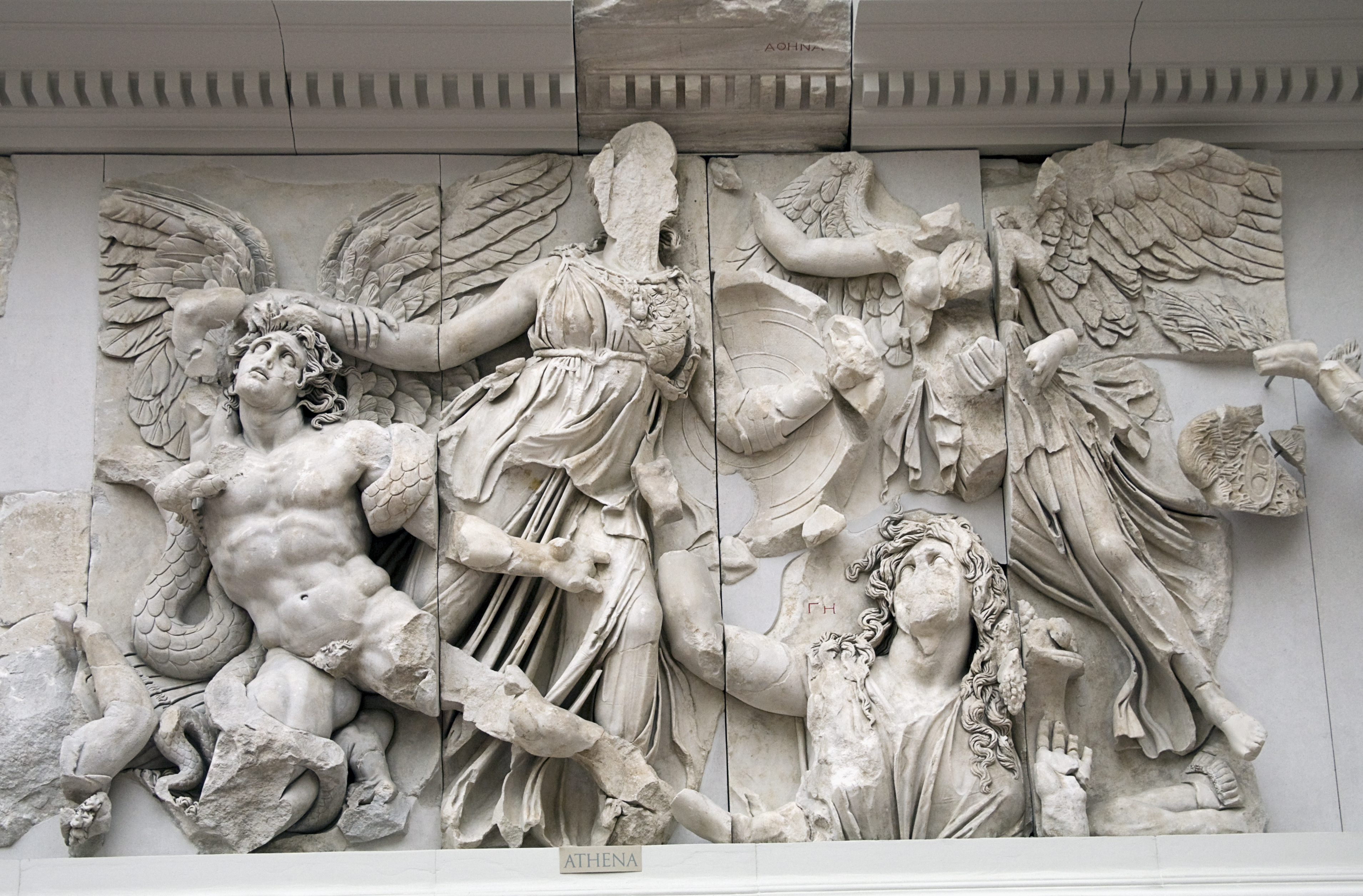
Atena combatendo um gigante, Altar de Pérgamo, século II a.C. Museu de Pérgamo

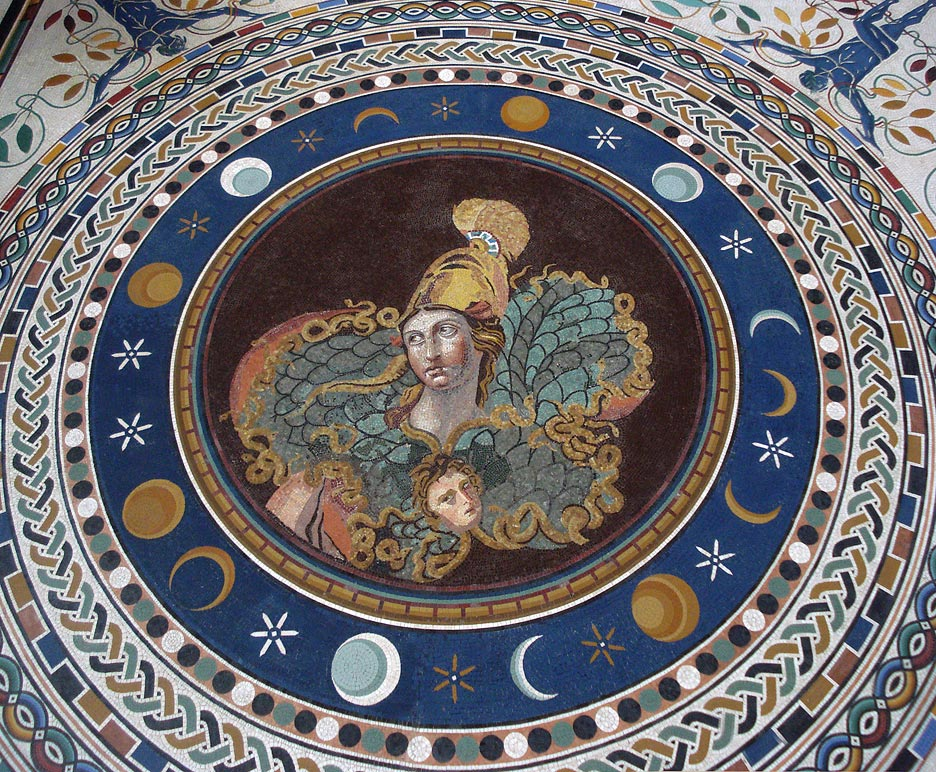
Mosaico do com imagem de Atena (a moldura é moderna). Museus Vaticanos

Mais impressionante era a outra estátua, a Atena Partenos, entronizada dentro do Partenon. Foi iniciada em torno de 447 a.C. e completa em cerca de 438 a.C.. Pausânias relatou que ela tinha um cerne de madeira e fora recoberta com marfim e ouro. Estava de pé, na mão direita segurava uma imagem de Nice, a Vitória, e com a outra empunhava uma lança, ao lado da qual, junto ao chão, havia um escudo e uma serpente que representava Erictônio. Seu elmo era coroado por uma esfinge ladeada de grifos, sua túnica chegava-lhe aos pés e no peito portava a égide com a face da Medusa. No pedestal, um relevo narrava a história do nascimento de Pandora, no escudo se mostrava por fora a Amazonomaquia e por dentro a Gigantomaquia, e sobre suas sandálias, a Centauromaquia. Segundo Plínio, o Velho, a estátua tinha 26 cúbitos de altura, cerca de 12 metros. Aparentemente no século V ainda permanecia em seu templo, mas um relato do século X diz que estava nesta época em Constantinopla. A Athena Parthenos foi copiada várias vezes em tamanho menor, e é possível ter uma vaga ideia da original através da Athena Varvakeion, hoje no Museu Arqueológico Nacional de Atenas, uma reprodução de escasso mérito artístico, mas considerada a mais fiel de quantas há. Outras cópias foram executadas sob forma de relevos, moedas e oferendas votivas em miniatura. Uma reconstrução moderna da Athena Parthenos em seu tamanho original foi feita em Nashville pelo escultor Alan LeQuire, e inaugurada em 1990. O projeto foi orientado pelas respeitadas pesquisadoras de arte grega Brunilde Ridgway e Evelyn Harrison.
Também de grande importância são os conjuntos decorativos do Partenon, todos exaltando Atena e glorificando a excelência de seu povo, seus deuses e suas vitórias contra os persas, tidos como um povo bárbaro. O friso em relevo mostra uma longa cena processional, com uma profusão de deidades, homens e animais, que se julga uma representação da Grande Panatenaia, um motivo sem precedentes na escultura grega que se interpreta como uma metáfora da ordem e harmonia ideais do império ateniense através de uma imagem unificadora de um ritual público entre a metrópole e suas colônias, aliados e cidades-satélite. Ao mesmo tempo, formalmente o friso representa uma síntese renovada do estilo narrativo empregado na decoração escultural da região sob influência ateniense. O tema do frontão oeste é a disputa entre Atena e Posídon pela proteção da Ática, que consta no mito fundador de Atenas. Os dois deuses aparecem em confronto, mostrados sobre carruagens conduzidas respectivamente por Nice e Anfitrite, e com figuras secundárias de mortais e personificações de rios nas laterais. Por trás de Atena se coloca Hermes e junto a Posídon, Íris, os mensageiros de Zeus. Já o frontão leste trata do nascimento de Atena, outros tema inédito na escultura grega. Em vista da perda do grupo central a identificação temática ficaria para sempre uma incógnita se não fosse uma breve citação de Pausânias. Restam os grupos laterais de Hélio e Selene com os cavalos de suas carruagens, e alguns outros personagens secundários. Estudiosos desde o século XIX têm tentado reconstruir a cena do centro, com resultados sempre hipotéticos e com variados graus de aceitabilidade.
Atena permaneceu uma figura comum na arte do período clássico e além, sendo conhecidas obras ou referências literárias sobre representações atribuídas aos maiores artistas gregos, entre eles, além do supracitado Fídias, Alcâmenes, Cefisódoto, o Velho, Míron, Praxíteles Agorácrito e Escopas. Da fase helenística é importante sua representação na maior realização em escultura do período, o Altar de Pérgamo, mostrada a combater um gigante. Na assimilação da Grécia por Roma, continuou sendo representada em vários meios. Seu sincretismo com a deusa romana Minerva já foi descrito, e sua iconografia permaneceu em linhas gerais inalterada. A influência de Atena sobre Minerva foi tão grande que não se conhecem imagens desta última antes da fusão de ambas as deidades, e em termos de aparência as duas são indistinguíveis.

## Atena na pós-antiguidade

### Idade Média
Embora tidos como verdadeiros seres vivos, cuja existência era real, desde o século VI a.C. se faziam críticas às descrições literárias dos deuses engajados em comportamentos violentos ou de moralidade duvidosa, como muitas vezes apareceram em Homero e Hesíodo, e iniciou-se uma tradição de se interpretar suas ações numa leitura alegórica, como uma alternativa à interpretação puramente histórica, fundando-se a mitografia. Os mitos foram racionalizados e entendidos como alegorias de forças da natureza e do cosmos, ou como movimentos da alma humana, ou se os relacionavam a determinadas partes e funções do corpo. Atena materializava-se na sabedoria opondo-se a Ares, expressão da insensatez; Zeus se tornava a mente, enquanto que Atena era a habilidade artística. Ela também estava relacionada ao crânio, de onde nascera, e à respiração, que se acreditava estar ligada à função do pensamento, e relatos antigos referem sua associação, em localidades isoladas, ao céu claro, à aurora, ao éter, ao trovão, ao relâmpago, aos olhos, ao sol ou à lua. Na era romana se popularizou uma outra interpretação, chamada evemerismo, que entendia os deuses como homens e mulheres históricos, cujos feitos haviam sido magnificados pela tradição, acabando por serem divinizados. A abordagem alegórica dos textos dos poetas canônicos e dos mitos que eles relatavam frutificou ao longo de vários séculos, até que o cristianismo entrasse em cena, causando uma dissociação entre os métodos mitográficos e sua substância e objeto, com duas consequências de largo alcance. A primeira, dizendo respeito aos métodos, nasceu das acirradas controvérsias teológicas entre judeus e cristãos e entre cristãos e pagãos, permitindo aos apologistas adaptarem para o judaísmo ou o cristianismo o método de racionalização dos mitos clássicos, preservando-os para a mitografia medieval, quando as aparentes imoralidades do próprio Velho Testamento foram postas em evidência e alegorizadas. O segundo resultado, relativo ao conteúdo dos mitos, foi imprevisto pelos escritores cristãos, pois atacando o paganismo na tentativa de erradicá-lo, preservaram para a posteridade muitas passagens dos mitos clássicos e suas interpretações pelo simples fato de as descreverem.
Atena não saiu ilesa na campanha cristã contra o paganismo. Como exemplo, Clemente de Alexandria interpretou a multiplicidade das versões existentes de seu mito como uma evidência de falsidade essencial da religião pagã, e condenou a imoralidade de uma das versões onde ela aparecia como filha do gigante Palas, tendo assassinado seu pai e o esfolado para fazer com sua pele sua couraça. Outros escritores distorceram ainda mais esse episódio transformando-o em uma história de incesto e mutilação. Em 391, o imperador Teodósio I (r. 378–395) baniu oficialmente o paganismo, mas por algum tempo isso teve relativamente pouco efeito sobre o vasto acervo acumulado de arte pagã, e embora a tendência tenha sido de entregar templos e decorações à sua própria sorte, entrando eles em um estado de progressiva degradação, até o século VI houve tentativas de se preservar várias edificações e obras importantes como um testemunho da antiga glória do Império Romano. Mais do que isso, os princípios formais da arte pagã, ao invés de serem também banidos junto com sua religião original, continuaram sendo usados à larga, mudando-se apenas os temas, servindo como verdadeiro alicerce para a nascente arte cristã. Entretanto, os tempos mudariam mais uma vez. Em torno do século VI, com a religião cristão firmemente no poder, orientada por uma nova interpretação do universo e imbuída de outra moral, a política para as artes passou a ser da ridicularização dos temas e da condenação moral da nudez clássica, orquestrando-se uma sistemática erradicação do seu acervo iconográfico, que se tornava, enfim, mais o lembrete do que se queria esquecido numa cultura que se organizava de modo muito diferente. Nisto, o valor daquela arte deixou de ser reconhecido. Uma infinidade de templos, esculturas, pinturas e relevos foi depredada e destruída muitas vezes apenas para o reaproveitamento do material. Mármores foram transformados em revestimentos de novas construções, bronzes foram fundidos para confecção de armas, e obras em ouro e prata foram também fundidas para recuperação do material precioso. Neste processo generalizado de destruição, perdeu-se também a maior parte da iconografia antiga de Atena.

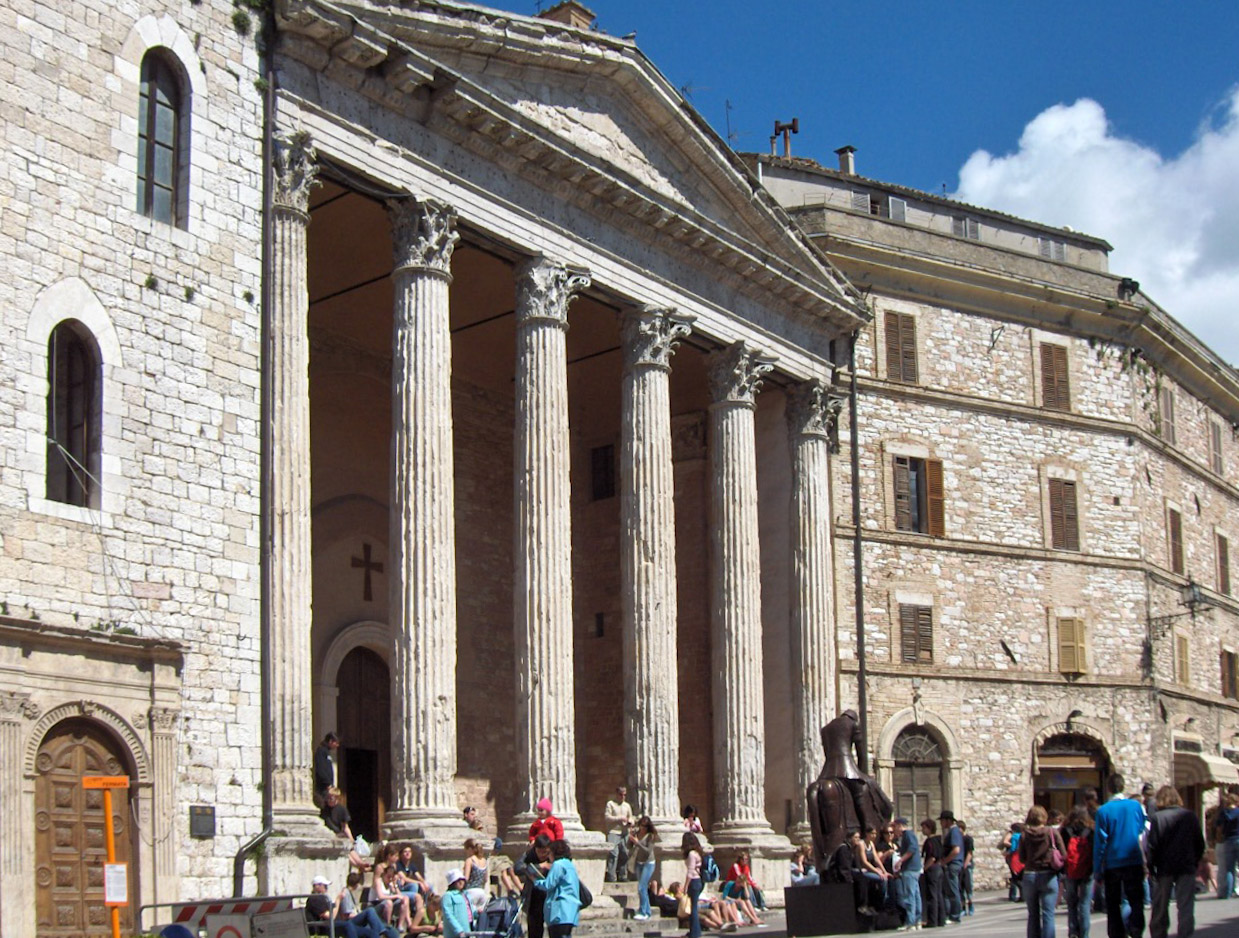
Igreja de Santa Maria sobre Minerva, Assis, um templo de Minerva transformado em igreja católica

De qualquer modo, a cultura pagã não podia ser erradicada de todo, pois estava na base da cultura europeia, e muito de suas tradições, filosofia e arte, se não nos temas e forma pelo menos em essência, conseguiu sobreviver envergando o novo traje do cristianismo e servindo a um novo contexto. Atena permaneceu, a despeito de ataques, como um dos deuses antigos de maior apelo simbólico para as eras posteriores. Em termos funcionais, o imaginário formado em torno da Virgem Maria é um exemplo significativo, pois ela passou a ocupar um papel semelhante ao que Atena ocupava na mitologia: uma mulher poderosa dentro de um sistema patriarcal, incorporando vários atributos da deusa, incluindo, significativamente, o da virgindade perpétua. Diversos dos antigos santuários de Atena ou Minerva foram transformados em igrejas marianas e a iconografia primitiva da Virgem ocasionalmente a mostra com um aspecto militar. No século IV ela chegou a aparecer ostentando a égide de Atena em seu peito, incluindo a cabeça da Medusa. O próprio Partenon foi transformado, em data obscura, em santuário mariano dedicado a Nossa Senhora de Atenas. A tradição se repetia, pois o povo passou a chamar Maria simplesmente de Parthenos, a Virgem, assim como fizera séculos antes com sua antiga deusa. Maria, assim como Atena, também passou a ser uma protetora das cidades. Uma crônica do século VII afirma que habitantes de Constantinopla, então sitiada, viram a Virgem aparecer sobre seus muros brandindo uma lança e exortando o povo à resistência. Provavelmente essa assimilação foi enfatizada quando se transferiram as estátuas de Fídias que estavam na Acrópole de Atenas para a capital bizantina.
A partir do relato de seu nascimento da cabeça de Zeus, símbolo da mente divina, Atena permaneceu viva também na tradição gnóstica e em outras correntes de esoterismo cristão medieval - herdeiras da filosofia clássica e helenística e inspiradas em textos bíblicos como o Cântico dos Cânticos, o Livro da Sabedoria e o Eclesiastes. Transformada em Mater Magna (Grande Mãe) ou, mais comumente, Sofia, a sabedoria divina, era a personificação do aspecto feminino e materno de Deus, tida como o poder criativo por excelência, o verdadeiro demiurgo do universo, e o objeto primordial do desejo humano. Embora o conceito esotérico de Sophia tenha sido combatido pelo cristianismo ortodoxo, especialmente por sua alusão à maternidade e feminilidade de Deus, não obstante foi uma presença constante na literatura mística medieval, alimentando também a simbologia da Cabala judaica. Outro exemplo foi a transferência de atributos de Atena para os retratos de algumas das primeiras imperatrizes bizantinas, continuando um costume que havia sido iniciado durante a sincretização de Atena e Minerva em Roma. A imagem de Atena/Minerva foi aplicada, ademais, a pesos de balanças romanas e bizantinas, alguns deles de refinado acabamento artístico, usados por mercadores cristãos possivelmente até o século VIII, fato justificado por uma expansão do seu atributo da sabedoria: sabedoria → julgamento justo → medição exata. Há, com isso, boas razões, como afirmou McClanan, para dizer que Atena sobreviveu, como um influente símbolo cultural, muito depois da supressão oficial do paganismo.

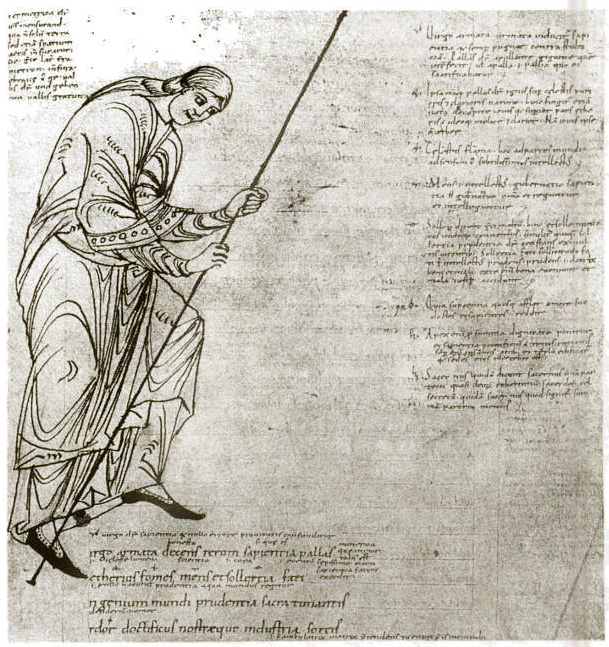
Atena em ilustração de Remígio de Auxerre em seu comentário de Capella. A legenda identifica Atena como Virgo armata descens, rerum sapientia, Pallas (Desce Palas, a virgem armada, a sabedoria das coisas). século IX. Biblioteca Nacional da Áustria

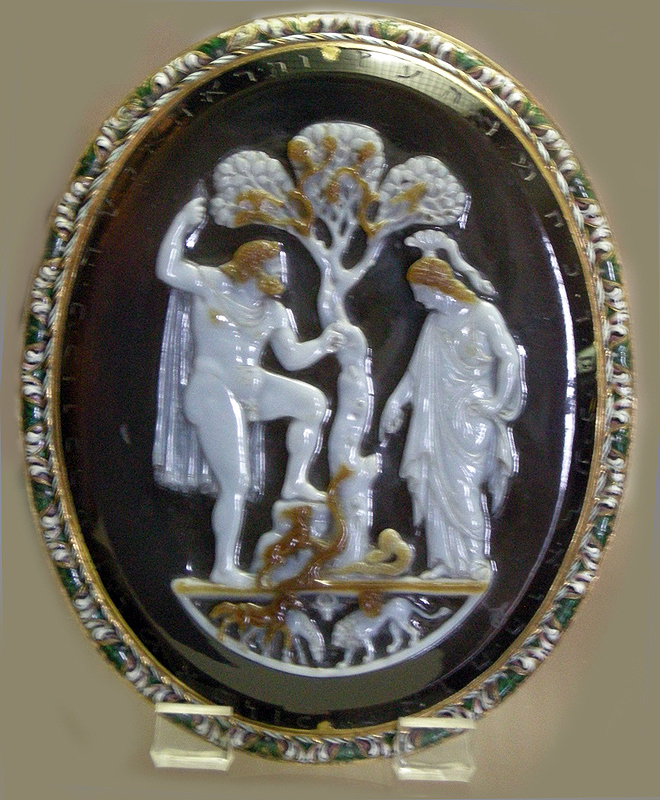
Camafeu com as figuras de Posídon e Atena, século XIII. Biblioteca Nacional da França

Por volta dos séculos IX-X escritores cristãos passaram a dar ao legado da antiguidade pagã uma apreciação mais positiva, aplicando-lhe uma leitura alegórico-moralizante impregnada de estoicismo e neoplatonismo, mas inserida dentro da órbita cristã, ainda que se renovasse a condenação do politeísmo como um erro fundamental. Escoto Erígena, nascido no século IX na Irlanda, que na época era a única região europeia fora da Grécia onde ainda se estudava grego, traduziu várias fontes originais e descreveu Atena como virtuosa, cuja sabedoria está em perpétua renovação, sem corromper-se jamais. Remígio de Auxerre, também da escola irlandesa, influenciado diretamente por Erígena e autor de numerosas glosas e comentários sobre os clássicos, focou sua atenção sobre as deusas, em particular sobre Atena, enaltecendo longamente a sua sabedoria que não conhece mácula ou termo, a sua virgindade, a sua completude, a sua integridade e sua descendência de Zeus, divindade que para os estoicos era a Alma do Mundo. Para Remígio, Atena significava a memória e o engenho incendiados pelo fogo divino e eterno, a sabedoria mais pura e mais alta, apresentando a deusa como uma intermediária entre o céu, imagem do macrocosmo, e a terra, o microcosmo, expressando na terra aquela sabedoria sob a forma das artes. O caráter guerreiro de Atena era um sinal da força da sabedoria, sugerindo que o conhecimento é o melhor caminho para a paz. Ambos os escritores trabalharam sobre o livro De nuptiis, de Marciano Capela, um escritor pagão do século V que foi um dos primeiros organizadores do sistema das artes liberais, tão importante para a educação medieval, dando um lugar destacado a Atena como senhora da sabedoria, à qual serviam todas as artes. Com seus comentários, Erígena e Remígio, em linhas gerais repetindo a abordagem de Capella, deram a Atena novo relevo no pensamento cristão. Levando as ideias de Remígio adiante, o Segundo Mitógrafo do Vaticano, um escritor anônimo que pode ter sido o próprio Remígio ou alguém de seu círculo, apresentou Atena como o ideal da vida monástica, uma figura cujas ambiguidades sexuais transcendiam a problemática do gênero singular.
No século XI Guilherme de Conches expandiu e aprofundou o gênero mitográfico, sendo o primeiro a estudar de forma consistente e integrada os deuses e o problema da sexualidade humana dentro da vida de contemplação religiosa, tentando aproximá-los num contexto filosófico coerente que valorizava o corpo feminino. Ele analisou de maneira original o episódio do concurso de beleza de que Atena participou, centrando-se no efeito da frustração do desejo sexual masculino, e entendendo o corpo sexualizado da mulher como um signo cultural, isso numa época em que o monasticismo estava em alta, com seus ideais de negação do corpo, abstinência e racionalização do desejo, disciplinas consideradas necessárias para os objetivos espirituais. Para ele, Atena era a imagem da vida contemplativa, a mais elevada, e Páris, o juiz do concurso e símbolo da vontade humana, como a maioria dos homens, entregando o prêmio a Afrodite, a vida de volúpia, faz uma escolha que no fundo lhe é prejudicial. Nesta mesma época os estudos clássicos já estavam bastante avançados em várias partes da Europa. No Império Bizantino surgiu uma espécie de culto literário dos antigos mitos, sendo aceita consensualmente, e já sem ressalvas piedosas contra o paganismo, a leitura das narrativas pagãs como símbolos imbuídos de verdades profundas, válidos dentro da cultura cristã, e capazes de explicar vários aspectos do mundo. No norte da França, através da atuação das primeiras universidades, o estudo dos clássicos deu as bases para a formação da filosofia humanista, de larga influência subsequente no pensamento e na arte do Renascimento.
Com essa popularização da tradição pagã, Atena ou Minerva, virtualmente indistinguíveis, começaram a reaparecer em representações literárias e visuais em vista do seu potencial simbólico. Pierre Bersuire, engajado na cristalização do ideal cavaleiresco, em seu Ovídio Moralizado mostrou Atena como aquela que concede ao rei, o perfeito cavaleiro, as graças e virtudes necessárias para o estabelecimento de uma nova Idade Dourada, armando-o com o escudo cristalino da prudência, o espírito cristão e a iluminação espiritual. Bersuire foi influente sobre Chaucer, que apresentou Atena em seus Contos de Canterbury como a harmonia, unidade, fortaleza, a sabedoria que traz a paz de Deus, e como a paz que emerge do conflito. Robert Holcot reiterou sua ligação com as artes liberais, louvou o caráter incorruptível de sua sabedoria e disse que ela era vestida por três túnicas: a gramática, a retórica e a dialética. Boccaccio escreveu que Minerva possuía um elmo para significar que os conselhos de um homem sábio permanecem ocultos e bem defesos; usava uma couraça porque o homem sábio está sempre precavido contra os golpes da Fortuna, e era armada com uma longa lança para significar que as ações do homem sábio têm um longo alcance e suas invenções eram um benefício para a civilização. Como um homem de seu tempo, Boccaccio resistia em acreditar que tantas qualidades pudessem ser encontradas em uma mulher real, e considerava até potencialmente perigosa uma mulher que exibisse dotes intelectuais publicamente, ainda que louvasse as que o faziam no círculo privado de seus lares.

### Idade Moderna

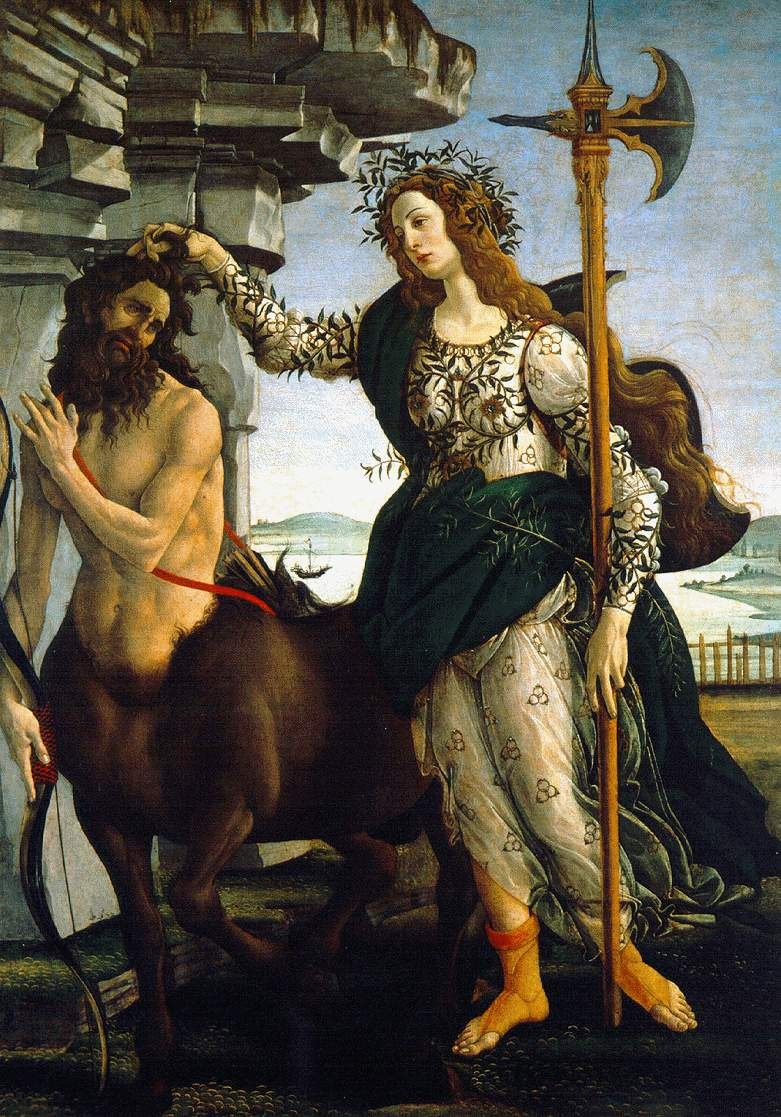
Botticelli: Atena e o Centauro, c. 1482. Galleria degli Uffizi, Florença

A frutificação do humanismo medieval deu-se no Renascimento, quando a Igreja perdeu parte de seu poder e a sociedade se abriu para uma maior laicização, ao mesmo tempo em que o interesse pela cultura da antiguidade clássica atingia um ponto próximo da obsessão, com uma intensa recuperação de textos e relíquias artísticas da antiguidade, a volta ao estudo do grego e a disseminação de referências mitológicas por todas as áreas da cultura, arte e ciência. O amálgama entre cristianismo e neoplatonismo se tornou íntimo e complexo, particularmente na Itália, e deu origem a uma rica proliferação de representações na arte e obras interpretativas em filosofia que incorporavam livremente também tradições esotéricas como a astrologia, a magia e a cabala, todas buscando uma explicação mais racional para os fenômenos da natureza, a vida humana e os dogmas da religião. Um bom exemplo do estado de coisas foi a decoração da Capela dos Planetas no Templo Malatesta em Rimini, uma igreja católica, onde aparecem em tranquilo convívio santos cristãos, símbolos astrológicos e divindades grecorromanas, incluindo Atena. A educação nos clássicos e na mitologia pagã deixava de ser ameaça à vida do homem cristão renascentista, ao contrário, agora era uma fonte de prestígio e passava a fazer parte da linguagem intelectual e artística corrente. Ataques contra essa tendência massiva de fato apareceram, mas foram exceções, uma vez que até mesmo os altos prelados católicos buscavam e encorajavam o mesmo tipo de educação. Neste contexto, não foi surpresa a presença de alegorias mitológicas nas inscrições, panóplias e arcos triunfais levantados para as comemorações da coroação do papa Leão X em 1513, onde figuravam conspicuamente Atena e Apolo ao lado de outras representações que o mostravam como o novo Leão de Judá, um dos títulos do Messias.

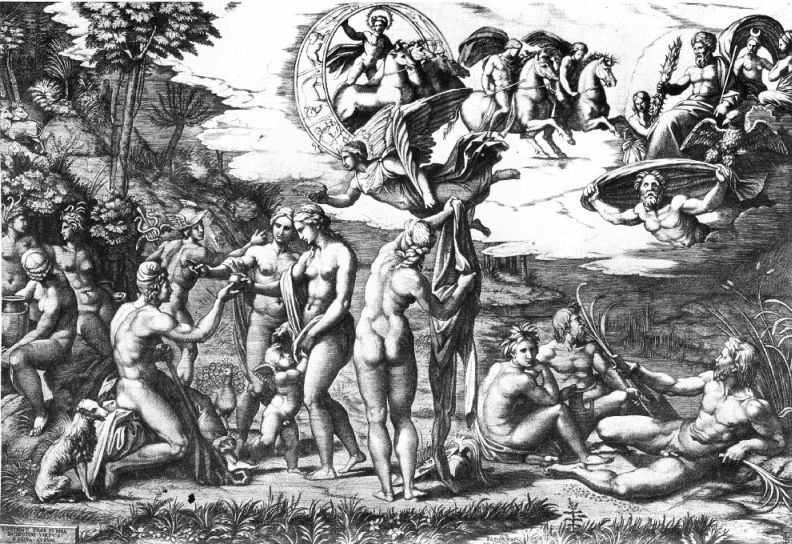
Marcantonio Raimondi: O julgamento de Páris, gravura, c. 1517. Museu Britânico

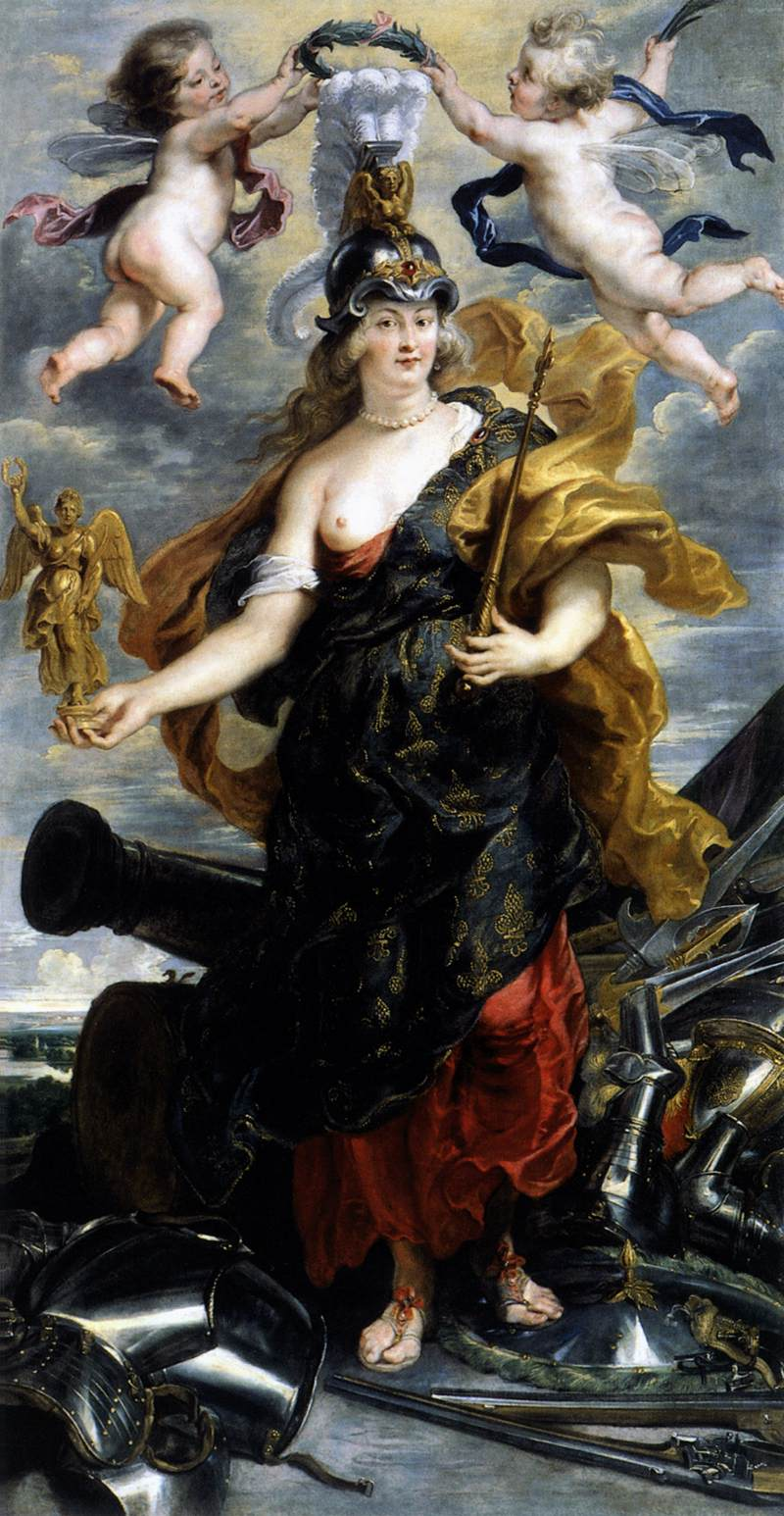
Maria de Medici por Paul Rubens, 1622

Ao mesmo tempo, os antigos mitos recebiam leituras inovadoras, atribuindo-lhes novos significados. Neste momento Atena, ao lado de Ártemis, assumiu um papel destacado como fonte de sabedoria e deusa da Razão, influenciando fortemente também a ideologia do amor, aqui dialogando com Afrodite e buscando um termo médio entre os excessos idealistas e castos do amor cortês e as demandas da vida conjugal, onde a sexualidade não pode ser ignorada. Num período em que o corpo humano voltava a ser admirado por sua beleza, sendo o homem considerado o centro da Criação e imagem da Divindade, coube a Marcantonio Raimondi introduzir em c. 1517 uma grande novidade em sua iconografia, mostrando pela primeira vez a deusa nua e abrindo caminho para uma renovação de larga descendência em suas representações, em geral aproveitando-se como tema o concurso de beleza julgado por Páris, mas também outros episódios de seu mito.
Em outras áreas, atribuiu-se-lhe o patronato da filosofia e também se estabeleceu sua ligação com a paz, a harmonia social, a liderança política e o bom governo, sendo retratada ao lado de dinastas e condottieri, ou estes lhe tomavam atributos, o que lhes emprestava prestígio e legitimava o seu status social e poder como líderes iluminados, pacificadores e promotores da civilização e das virtudes. O simbolismo de Atena foi entremesclado também com os da deusa romana Pax ("Paz") e da virtude cardeal Prudência, além disso incorporando em suas imagens às vezes o elmo ou a armadura a seus pés, em chamas, significando a extinção da guerra. Entretanto, isso não lhe retirava mérito militar, continuando a representar aquela que dava bons conselhos na guerra, conduzia à vitória, inspirava aos atos de heroísmo pessoal e coletivo e infundia nas mulheres a coragem, a sabedoria e o fogo da virtude. Bons exemplos destas associações foram as medalhas e retratos italianos ligando Atena à Casa dos Médici, e a série de pinturas de Vasari, que fundiu com sutileza traços de Atena e de Afrodite para criar suas caracterizações de Judite, o que lançou as bases de fértil iconografia pelos séculos adiante. Por fim, Atena firmou uma ligação com a verdade, a ciência, o comércio, o aprendizado, as academias e as artes em geral, especialmente em seus aspectos científicos e intelectuais.
Ao longo dos séculos XVI e XVII o potencial simbólico de Atena/Minerva permaneceu sendo explorado pelas realezas europeias, ora para a glorificação também de mulheres à testa dos reinos. Ela se tornou uma imagem comum associada a regentes francesas como Catarina de Médici, Maria de Médici e Ana de Áustria, louvadas como protegidas da deusa e retratadas ostentando seus atributos, uma frequência explicada pelo fato de essa associação minimizar o impacto de uma governante mulher em um país onde a lei sálica as impedia de assumir o trono por direito próprio. Na conhecida série de pinturas de Peter Paul Rubens sobre a vida de Maria de' Medici, Atena aparece como sua protetora e instrutora. Na última obra da série Maria se torna quase uma encarnação da deusa guerreira, aparecendo de elmo à cabeça, com uma armadura aos pés, canhões ao fundo, carregando uma Nice na mão direita e na esquerda um cetro que mais parece uma lança. O seio à mostra, porém, enfatizava sua maternidade. Isabel I da Inglaterra foi apresentada como "a nova Minerva", e durante o reinado de Jaime I Atena passou a identificar a própria nação britânica, suplantando as identificações com Britânia ou Astreia, os antigos numes tutelares da nação. Mais tarde, no século XVIII, a própria Britânia já havia incorporado a iconografia de Atena. Entretanto, adaptando-se à realidade local, Atena/Britânia em vez de uma lança costuma ostentar um tridente, símbolo de Posídon, o deus dos mares, e por consequência da Grã-Bretanha como ilha e potência naval. Esta simbologia permaneceu em alta até meados do século XX, muitas vezes empregada também com intenções satíricas.

### Contemporaneidade

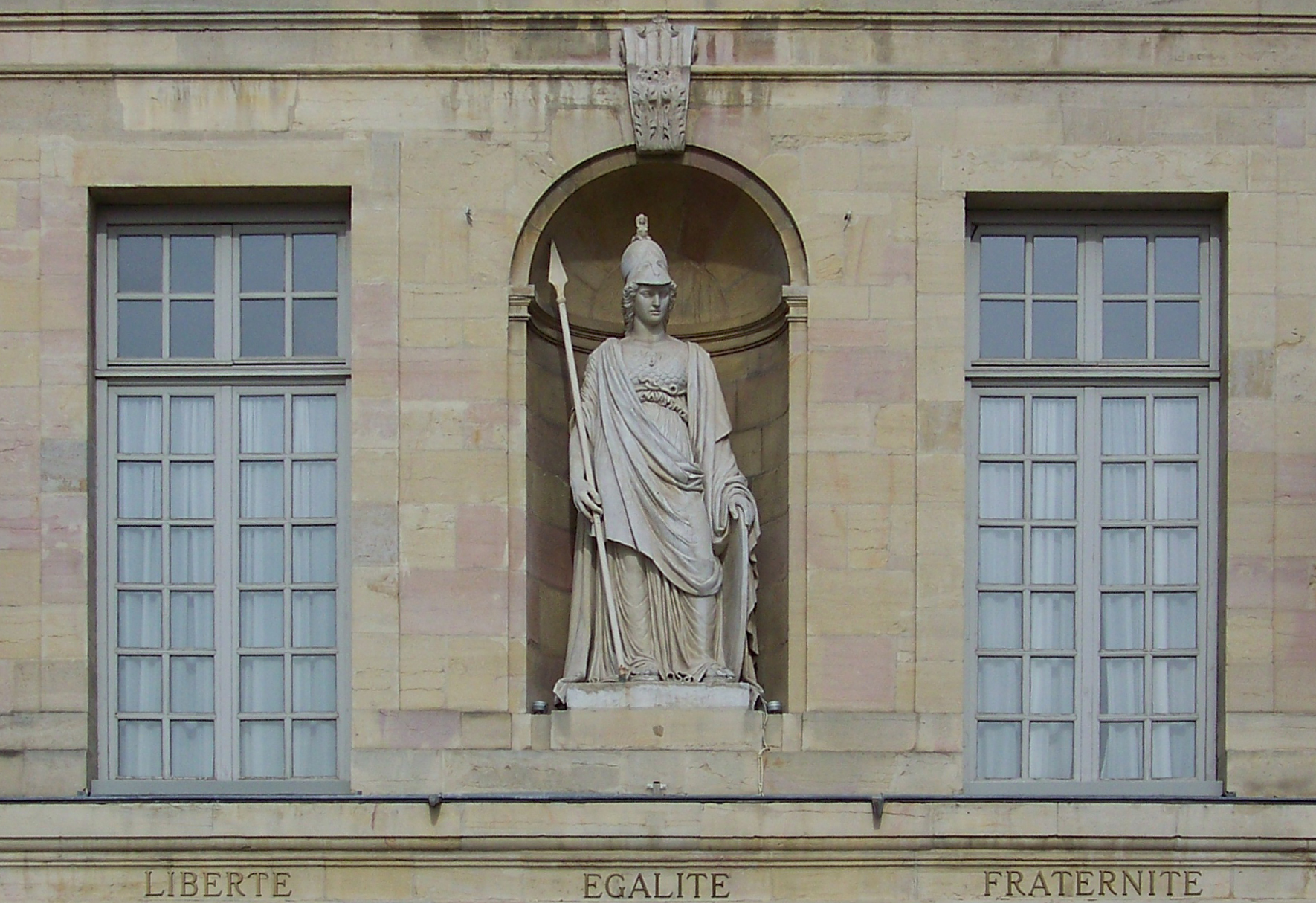
Atena tendo abaixo o lema revolucionário francês - Liberdade, Igualdade, Fraternidade. Fachada do Museu de Belas Artes de Dijon

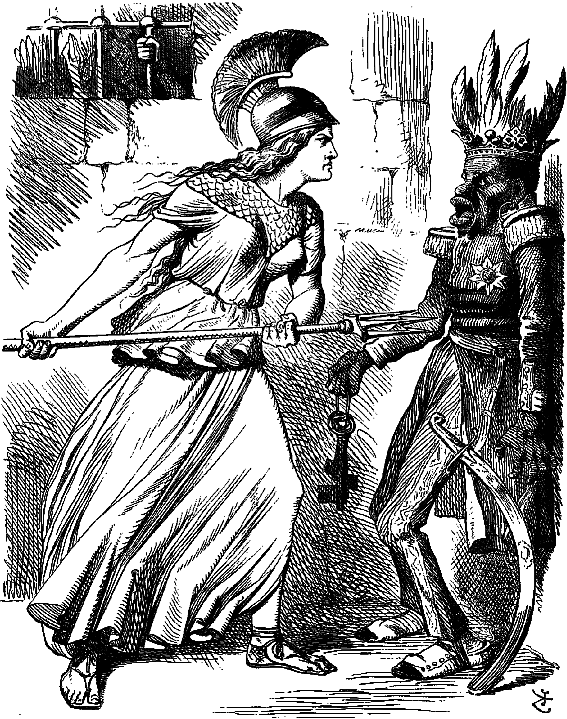
John Tenniel: Ilustração satírica de 1868 mostrando Britânia ameaçando o rei, referente à questão abissínia. A imagem é uma transposição quase integral da iconografia de Atena, salvo pelo tridente

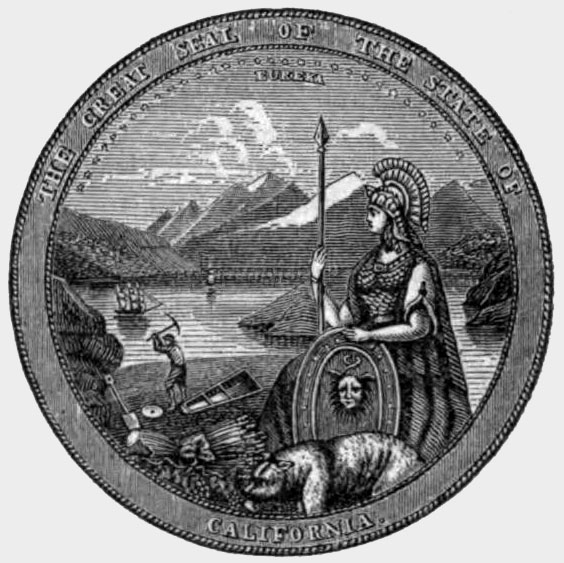
O Grande Selo do Estado da Califórnia, 1879

Em toda Europa e América a passagem do século XVIII para o XIX foi marcada pela emergência da corrente neoclássica, com uma novamente massiva recuperação de protótipos da Antiguidade clássica em todos os domínios da cultura e arte. Os principais templos de Atena, o Partenon, o Erecteion e o templo de Atena Nice, todos na Acrópole de Atenas, se tornaram paradigmas para imitação em larga escala, tanto para a edificação pública como para residências privadas. Sob a influência do iluminismo o mito de Atena permaneceu integrado à vida cultural do ocidente, mas operou-se uma importante mudança de foco em sua análise: ela continuou sendo vista como a patrona das artes e símbolo da sabedoria, da virtude e da razão, mas as alegorizações cristianizantes que vigoraram desde a Idade Média já não ocupavam mais o centro das atenções. Em seu lugar a ênfase se transferiu para suas associações com a cultura e as artes em si e com o mundo do pensamento político, como uma corporificação de altos ideais democráticos e cívicos. Segundo Deacy & Villing nenhum outro deus do panteão grego conheceu contemporaneamente tamanha popularidade quanto Atena ou sua encarnação romana, Minerva. Tornou-se uma presença constante na literatura e nas artes visuais do ocidente, sua imagem reapareceu em inúmeras cidades, instalada em edifícios públicos importantes, casas editoriais se colocaram sob sua égide, foi uma inspiração para líderes políticos, influenciou e associou-se a outras figuras simbólicas e gerou considerável bibliografia no campo dos estudos clássicos em geral e da arqueologia. No terreno particular da mitografia as conquistas realizadas pelos eruditos, especialmente entre o fim do século XIX e início do XX, na reunião enciclopédica de informações sobre seu mito, culto, iconografia e outras, dispersas em várias fontes, permanecem até nos dias de hoje insuperáveis e determinaram os rumos de toda a pesquisa subsequente.
Na França, a presença de Atena se tornou tão forte que sobreviveu à destruição em massa de símbolos religiosos durante a Revolução Francesa, onde até mesmo imagens da Virgem, Cristo e os santos cristãos foram objeto de depredação. Agora recebendo o nome de Liberdade, Atena transfigurada tornou-se a nova divindade da República. Uma estátua sua foi instalada na Praça da Revolução, onde estava a guilhotina, e sua simbologia ficou tão ligada à política nacional que foi adotada, depois da Revolução, como protetora da academia de Ciências Morais e Políticas.
Assim como Atena se tornou popular entre os franceses, conheceu grande divulgação na Inglaterra e nos Estados Unidos. Na Inglaterra ilustrações neoclássicas de Atena inundaram a literatura mesmo em reedições de obras mais antigas como as de Shakespeare e Milton, uma prática que se estendeu até o período vitoriano, lado a lado com a continuidade das representações de Britânia como Atena. Nos Estados Unidos, em 1792 um busto de Atena como a Padroeira da Liberdade Americana foi instalado debaixo do púlpito dos oradores do Congresso em Filadélfia. Em Kansas City chegou a ser instituído um festival anual em homenagem à deusa, o Sacerdotes de Palas, com grandes festejos que comemoravam o progresso e incluíam um cortejo de carros alegóricos e a distribuição de souvenirs com a sua imagem.
Ela se tornou um modelo de feminilidade e um ícone de um nacionalismo místico para os Confederados durante a Guerra Civil norteamericana, e segundo Carter "não havia um sermão que não iniciasse e terminasse com um tributo em sua honra, raramente um discurso de bravura não abria e encerrava com o barulho dos escudos e o floreio das espadas de sua glória… as tropas confederadas entravam em batalha na convicção mística de que ela estava combatendo ao seu lado". Em 1863 uma estátua da Liberdade foi colocada no topo do Capitólio em Washington, e outras foram instaladas em vários locais de importância cívica, novamente combinando atributos de Atena com os da Liberdade, a Verdade, a Fé ou outras virtudes, e incorporando uma simbologia ligada à Roma republicana e à Atenas democrática, às vezes mudando sua lança por uma espada, uma tocha ou outros elementos, ou tendo um barrete frígio na cabeça. Um dos exemplos mais conhecidos dessa simbologia eclética, que misturava livremente influências da Antiguidade, do neoclassicismo e do romantismo nacionalista, é a Estátua da Liberdade de Nova Iorque. Incorporou ainda um outro elemento iconográfico: a balança, representando a justiça, recuperando uma tradição que remontava à Roma Antiga e Bizâncio, como já foi descrito.

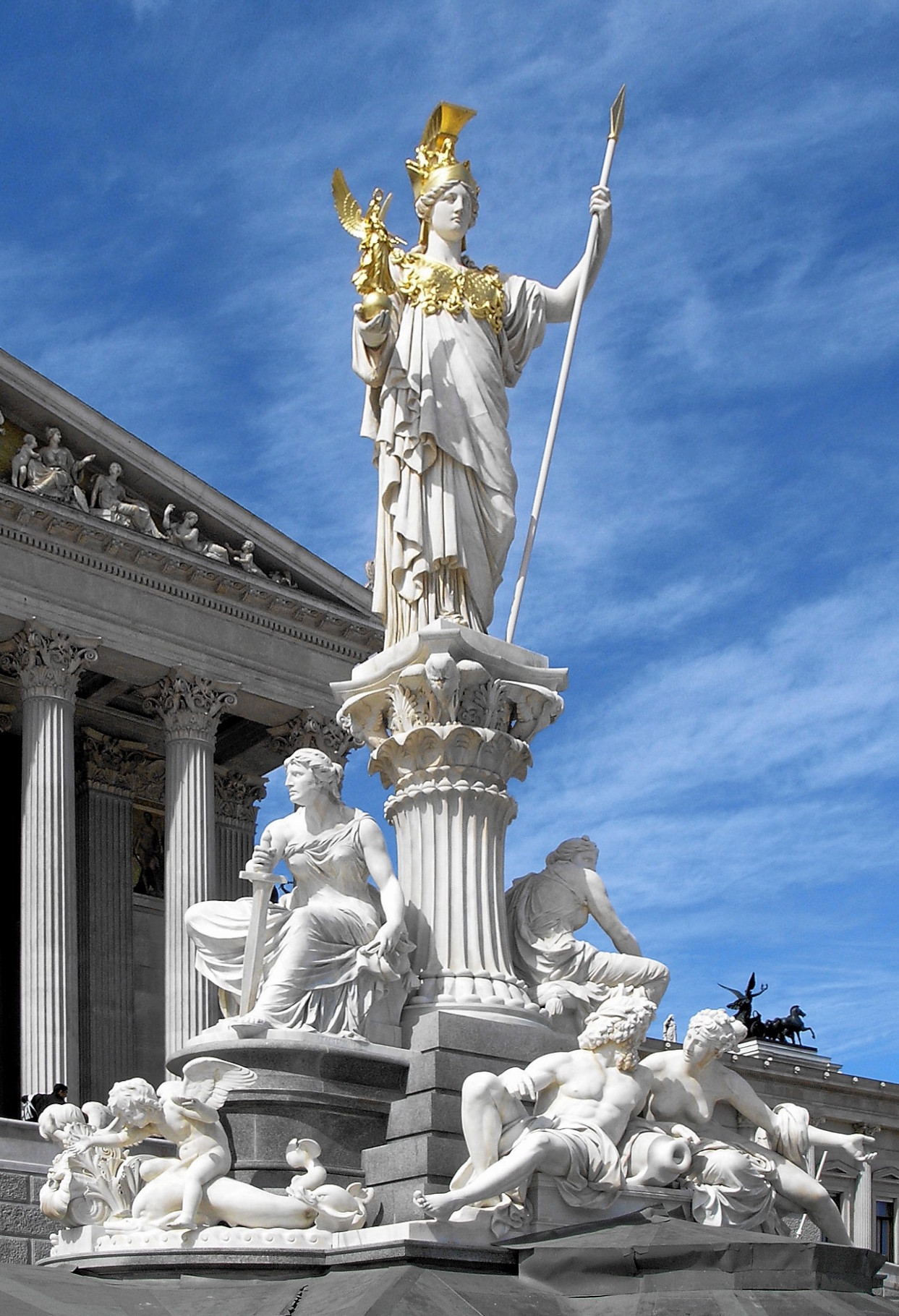
Estátua diante do Parlamento Austríaco

No mesmo período estátuas de Atena foram instaladas em vários importantes palácios e edifícios públicos europeus e de outros países. Citando apenas alguns exemplos, está num dos relevos do Arco do Triunfo de Paris; num dos frontões do Palácio do Louvre, Napoleão I, sob o aspecto de Gênio da França, aparece invocando a proteção de várias divindades, incluindo Atena; uma cópia da famosa Atena Giustiniani foi colocada nos jardins monumentais do Peterhof em São Petersburgo; uma grande estátua foi erguida diante do parlamento da Áustria; outra está na Academia de Atenas, instalada sobre uma coluna flanqueando a entrada principal, fazendo um par com uma estátua de Apolo no outro lado; foi colocada nos jardins do Schlossbrücke em Berlim; e nas fachadas do Círculo de Belas Artes de Madri, e do Ateneu de Londres. Nesta cidade ela também foi mostrada em um monumento em homenagem a Horatio Nelson na Catedral de São Paulo, onde ela aponta para o herói indicando às crianças que estão junto a si o caminho do patriotismo e das virtudes militares. Na capital de Cuba uma estátua sua está no topo do Capitólio local.
John Ruskin, que foi um entusiasta de Atena, disse que ela representava para os românticos de sua geração os atributos da arte, da literatura e das virtudes cívicas, ela era a sabedoria política e secular ao ensinar aos cidadãos a moralidade e a indústria, e era a sabedoria estética porque guiava as artes em direção à moral, à sutileza e à verdade superior, e por isso construía homens de caráter nobre e bom. Disse mais: era o fogo da alma, um guia à paixão moral, o espírito da vida, diretora da vontade humana, radiante de todas as virtudes, uma digna companheira para a Virgem Maria. A Sabedoria como uma Mulher ideal, muitas vezes fundindo Atena a outras mulheres sábias como as pitonisas, as profetisas, as sibilas, Sophia, Maria, Io e Cassandra, aparecera na obra de vários literatos destacados desde o fim do século XVIII, como Madame de Staël, Elizabeth Barrett, George Sand, Robert Browning, Lord Tennyson, Charles Dickens, George Eliot e Harriet Martineau, iniciando um processo de valorização da mulher na sociedade patriarcal da época e contribuindo para a construção de uma imagem da mulher artista como uma sábia, numa época em que a criação artística ainda estava reservada preferencialmente aos homens e posta sob a tutela de Prometeu. Outro exemplo foi o da famosa dançarina Isadora Duncan, que se inspirou nos mitos de Afrodite e Atena para a criação de suas coreografias revolucionárias, que tiveram grande impacto sobre a dança moderna. Seus figurinos, de talhe neoclássico, também eram concebidos como releituras das representações antigas daquelas deusas.

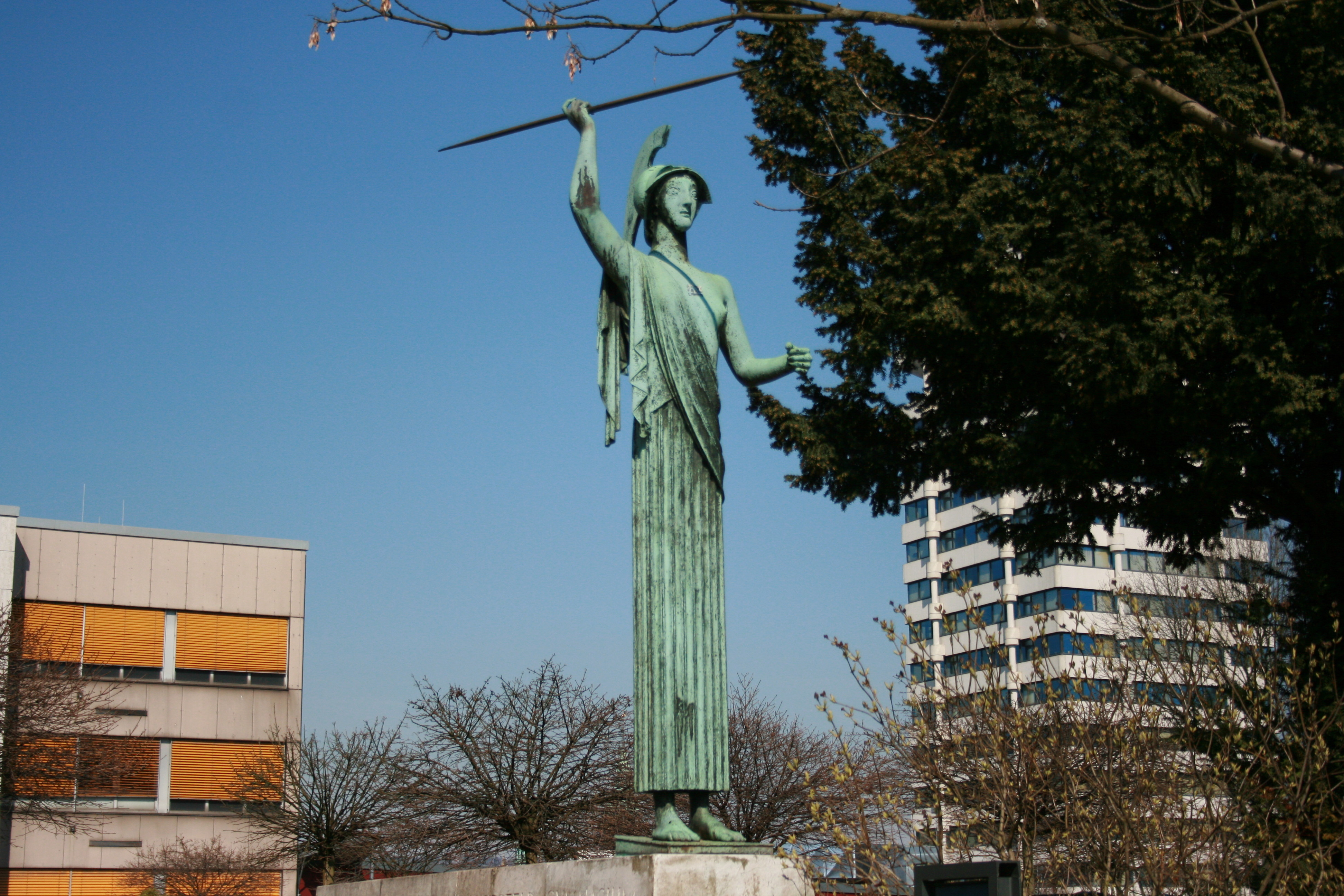
Palas Atena de Arno Breker, escultor ligado ao nazismo

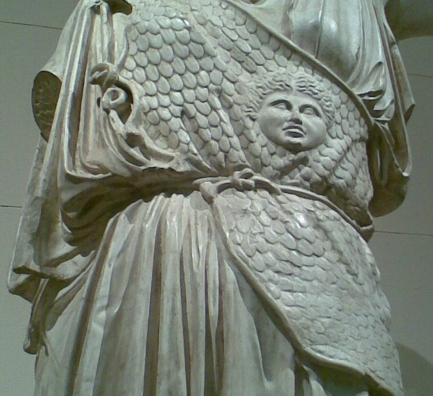
Detalhe da Atena Lêmnia, atribuída a Fídias, evidenciado sua égide com a cabeça da Medusa.
Cópia do Museu Pushkin

A figura da deusa foi incorporada à literatura judia alemã desde o início do século XIX, sendo considerada patrona de Berlim e comparada a Raquel, heroína dos tempos antigos, tornando-se um modelo de virtude feminina de larga difusão, uma mulher alemã desenvolvida em sua forma e potencial mais altos, um epítome da história recente de toda a Alemanha. Essa simbologia penetrou no século XX e foi assimilada também pelo regime nazista, numa época em que houve grande interesse pela cultura clássica, mas neste momento o conceito de "mulher judia", na óptica nazista, se tornou carregado de associações eróticas ameaçadoras para a desejada purificação da raça alemã. Elas se tornaram então alvos de perseguição porque podiam ser mães e multiplicar o número de "seres degenerados", sendo mortas ou esterilizadas em massa. Além disso, a estética idealista da arte grega clássica se tornou novamente um modelo preferencial, interpretada no espírito de glorificação da nação e do povo germânico. Numa gigantesca parada cívica que foi organizada em 1937, composta por cerca de cinco mil pessoas vestidas em trajes históricos, foi carregada uma monumental cabeça de Atena, junto a outra da Virgem Maria, ao lado de símbolos nazistas. Na época vários pintores e escultores alemães empregaram a imagem da deusa em suas criações politicamente engajadas. Por outro lado, Atena, segundo Hahn, aparece com impressionante assiduidade em relatos produzidos nesta época por mulheres judias alemãs quando descreviam a si mesmas, e também na literatura masculina a respeito dessas mulheres.
O mito de Atena se tornou um tópico atraente para análise dos escritores interessados na psicologia desde que Freud utilizou a simbologia da deusa como elemento importante para a sua elaboração da teoria dos gêneros, bem como a da Medusa, para a do complexo de castração. Para Melanie Klein Atena foi uma figura central em sua ambivalente discussão do complexo de Édipo. Lawson, da escola junguiana, interpretou a história da morte da Medusa e a instalação de sua cabeça na égide de Atena como uma representação do processo de conquista heróica das forças do inconsciente, colocando-as a serviço da sabedoria ou da consciência superior, e Bernstein, da mesma escola, afirmou que a maior função de Atena na mitologia grega é moderar a impetuosidade narcisista de Ares, colocando a guerra a serviço da consciência moral.
O prestígio de Atena ao longo dos séculos desde o Renascimento até a contemporaneidade se prova pela quantidade de artistas que a tomaram como tema de suas obras. Citando-se apenas alguns mais conhecidos, entre os que a representaram em pintura estão Francesco del Cossa, Botticelli, Paris Bordone, Parmigianino, Hans Rottenhammer, Artemisia Gentileschi, Bartholomäus Spranger, Jacques-Louis David, Anton Raphael Mengs, Gustav Klimt, Franz von Stuck, Max Klinger, Pierre-Auguste Renoir, Ernst Ludwig Kirchner. Na escultura, Antonio Lombardo, François Gaspard Adam, Johann Gottfried Schadow, Bertel Thorvaldsen e Arno Breker, e foi personagem de composições musicais, entre óperas e bailados, de Claudio Monteverdi, Antonio Cesti, Francesco Cilea, Ernst Krenek, Michael Tippett e Iannis Xenakis. Na literatura em poesia ou prosa apareceu em obras de William Shakespeare (que em um soneto declarou ser Atena a sua musa), John Milton, Heinrich Heine, Paul Celan, Oscar Wilde, William Butler Yeats, Kostís Palamás, Richard Wilbur, Herman Melville e Alfred Tennyson.

#### Anos recentes

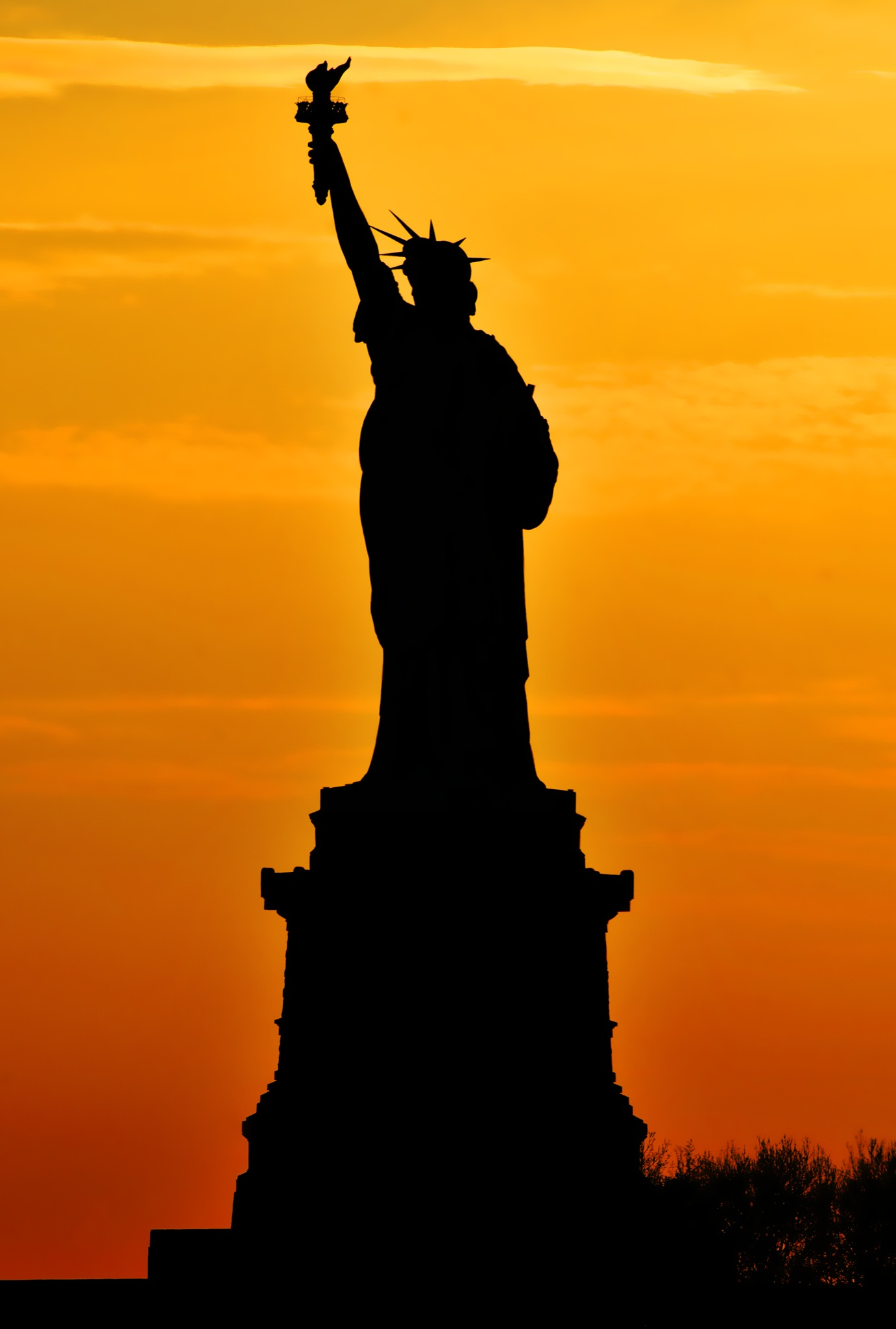
A conhecida silhueta da Estátua da Liberdade de Nova Iorque, uma das mais célebres derivações da fertilíssima simbologia que Atena agregou em torno de si ao longo das eras.

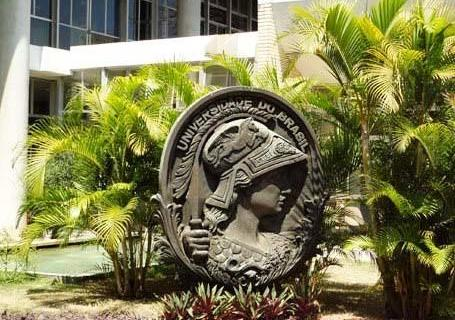
Símbolo da Universidade Federal do Rio de Janeiro

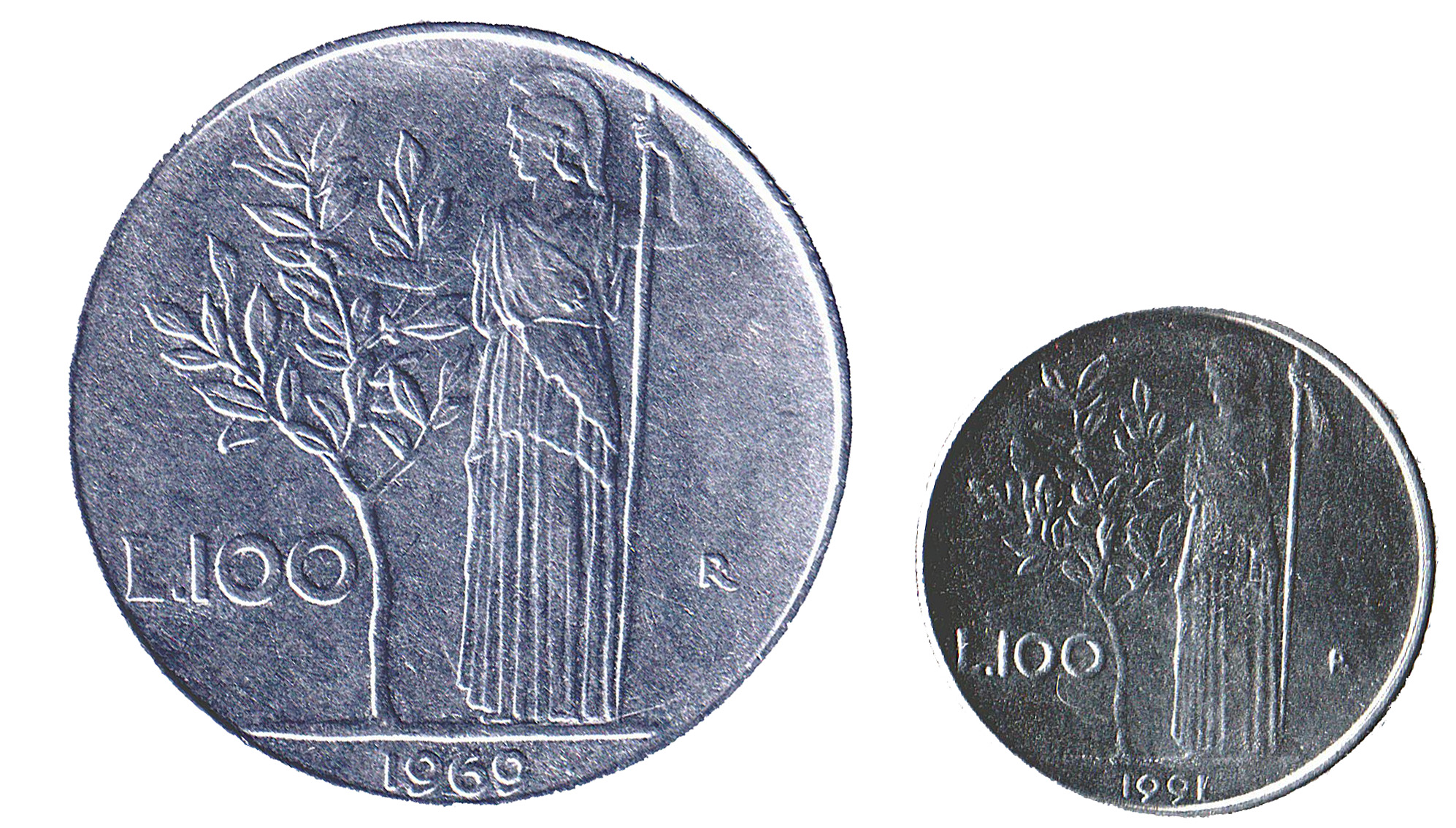
Moedas italianas de 100 liras de 1967 e 1991

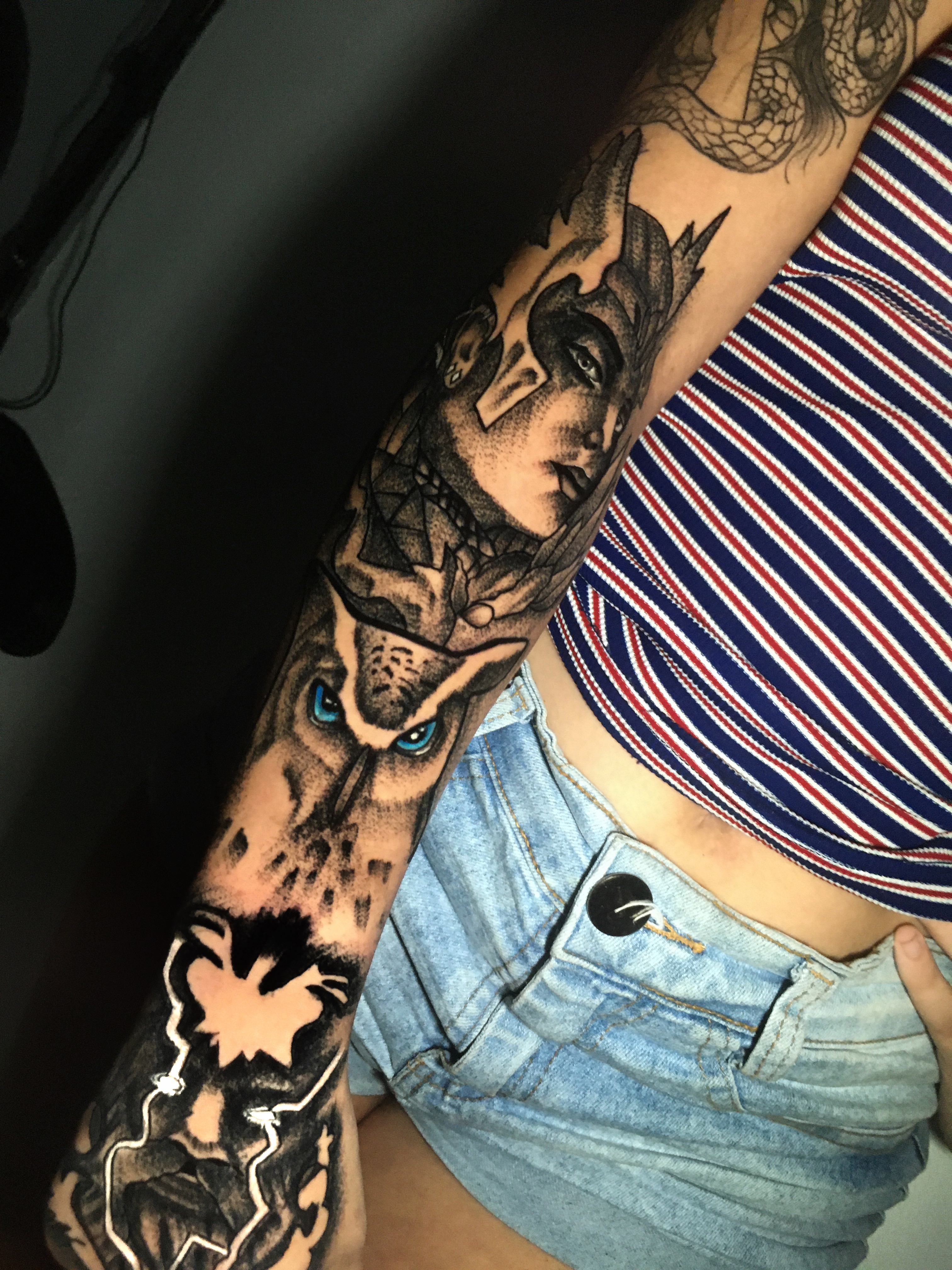
Atena e Zeus representados em tatuagem no século XXI

Atena parece ser uma fonte de interesse inesgotável. Nas últimas décadas surgiram estudos eruditos de seu mito na óptica estruturalista, explorando suas relações com as outras divindades gregas; novas descobertas e conclusões apareceram no que tange à origem do mito e à evolução/distribuição geográfica de sua iconografia, culto, atributos, sincretismos e influência cultural, e as repercussões de sua figura simbólica se expandiram para diversas outras áreas da vida contemporânea. No campo da política, Papadopoulos considerou o estudo do par arquetípico Atena-Ares útil para a compreensão da dicotomia contemporânea sobre a guerra e a paz no nível das relações internacionais, e Münkler colocou Atena como um símbolo da identidade e da cultura estratégica de toda a Europa, preocupada com resultados e não com o amor de Afrodite, mas que une competência militar com uma sabedoria civilizada, e promove o progresso e a pesquisa científica. Sua imagem tem sido usada até no campo da análise da dinâmica econômica, identificando períodos de reorganização de estruturas e mudança acelerada de paradigmas como fases onde a influência de Atena é especialmente nítida. Nesse contexto, Mandy descreveu sua qualidade principal como aquela que é capaz de resolver problemas, e Allen a relacionou com as capacidades de planejamento cuidadoso, colaboração, senso de oportunidade e à questão da preservação de valores humanos dentro da prática econômica. Há poucos anos Martin Bernal lançou um livro intitulado Black Athena: the Afroasiatic roots of classical civilization (A Atena negra: as raízes afroasiáticas da civilização clássica), que causou enorme polêmica, propondo uma origem afroasiática para a cultura clássica e por extensão europeia, da qual Atena foi apresentada como símbolo.
Diversos autores têm interpretado, com conclusões divergentes ou polêmicas, a complexa sobreposição de atributos masculinos e femininos de Atena, descrevendo-a ora como uma mulher forte, ora como andrógina e até sugerem uma inclinação ao lesbianismo. Conforme a análise, ela pode representar uma negação da feminilidade subjetiva e uma reiteração do princípio masculino e da estrutura social patriarcal. Por outro lado, ela pode ser uma negação do princípio masculino quando rejeita a união a um esposo, e negando o seu oposto anula sua própria identidade feminina. Para Blundell Atena transcende as classificações estanques - ela em muitos pontos se aproxima da natureza das pessoas comuns, mas em vários outros ficam evidentes sua diferença em relação às mulheres, tendo qualidades claramente masculinas, e sua diferença em relação aos homens, porque afinal ela é uma mulher. Na opinião de Etzkowitz, Kemelgor & Uzzi Atena personifica os dilemas que as mulheres de ciência encontram em sua vida, diante da expectativa generalizada de que as mulheres sejam capazes construir uma carreira sólida às expensas de sua vida privada e familiar, além de enfrentarem muitos preconceitos, discriminação e ostracismo num mundo profissional altamente competitivo modelado e dominado por homens, tanto na pesquisa pura como na docência, da mesma forma como Atena tinha de lidar com um contexto de predomínio masculino sem formar um núcleo familiar seu. Susan Deacy, sintetizando as opiniões correntes, disse que é surpreendente a variedade de leituras de seu mito, em particular as feitas dentro da linha de pensamento feminista:
"Por um lado, nas últimas décadas tem sido lançada uma multiplicidade de "projetos Atena" onde a deusa serve como uma espécie de mentor para organizações educacionais que servem para promover o envolvimento de mulheres e meninas em campos tais como a ciência, matemática e tecnologia. Enquanto que esses projetos parecem encontrar um lugar para as mulheres dentro de áreas tradicionalmente dominadas por homens, a outra tendência tem sido considerar Atena uma traidora de seu próprio sexo, colocando-se ao lado de homens às expensas das outras mulheres. A teoria feminista tem apresentado Atena como o arquétipo da mulher forte que, longe de abrir caminho para outras mulheres terem sucesso, assegura que ela permaneça como uma exceção. Isso tem dado uma dimensão mítica às acusações que mulheres dominantes na vida pública e política têm sofrido ao longo de toda a história… " 
Nos últimos anos Atena reafirma sua presença na sociedade e na cultura do ocidente dando seu nome a periódicos acadêmicos, centros de saúde, cultura, ciência e arte, a um navio ao asteroide 2 Palas, a uma família de foguetes, ao conjunto de instrumentos científicos das sondas de pesquisa em Marte ao cluster de computadores do MIT ao banco de dados bibliográficos da Universidade Estadual Paulista (UNESP) a um prêmio de cem mil euros para pesquisa científica patrocinado pela The Netherlands Organisation for Scientific Research a um prêmio de excelência profissional de Pittsburgh, e a um programa da União Europeia para financiamento de operações militares. Sua imagem figurou também em brasões, selos, moedas e condecorações, está no emblema de diversas instituições acadêmicas como a Universidade Técnica de Darmstadt e a Universidade Federal do Rio de Janeiro, é o nume tutelar da sociedade acadêmica Phi Delta Theta e seu elmo faz parte do brasão da Academia Militar norteamericana de West Point.
Atena penetrou largamente até na cultura popular, sendo personagem do mangá e anime Os Cavaleiros do Zodíaco, do universo Marvel Comics,[carece de fontes?] do videogame The King of Fighters, do seriado Stargate SG-1,[carece de fontes?] e de filmes de cinema. Nessas produções Atena geralmente é apresentada como uma guerreira, mas pode ter poderes e habilidades que não são descritos na tradição erudita, como o domínio das artes marciais chinesas e poderes psíquicos em The King of Fighters, pode participar de ações onde faz contato com personagens de outras mitologias, como é o caso da Athena Panhellenios do universo Marvel[carece de fontes?] ou pode aparecer em transposições do mito para o tempo presente, como acontece nos filmes Percy Jackson & the Olympians: The Lightning Thief e no drama coreano Athena: Goddess of War. Shiro Masunume, criador do videogame japonês Appleseed, incluiu Atena e outros deuses gregos junto de personagens tipicamente japoneses, e disse que "hoje em dia é impossível escrever ou mesmo conceber a cultura popular japonesa sem envolver muitas coisas do resto do mundo". Atena, por fim, emprestou seu nome a pessoas, cidades, casas de espetáculo, hotéis, empresas e produtos comerciais. Uma pesquisa simples para "Athena" na internet com o buscador Google levantou mais de 160 milhões de resultados, e mais de quinze milhões para a versão em português, "Atena".

### Esoterismo e revivalismo religioso

Símbolo astronômico e astrológico do asteroide Palas

Antigamente, segundo informou Heródoto, Atena estava associada ao signo de Capricórnio, porque se acreditava que a sua couraça fora feita com a pele de um bode, mas na astrologia contemporânea a deusa tem servido de motivo temático para outras associações, ainda mais depois de um asteroide com seu nome ter sido incorporado aos planetas na carta astrológica, regendo variavelmente, conforme os autores, aspectos de inteligência, justiça, liberdade, intuição, misericórdia, verdade, valores, organização, competência, estrutura, construção da carreira profissional e integração entre mente e corpo. Tem sido também ligada aos signos de Virgem, por uma relação direta com sua própria virgindade, regendo entre outras coisas aspectos de intelecto, consciência, pureza e inteligência e sua expressão na matéria, e ao de Libra, através de seu atributo da justiça, dando aos nativos um senso de equilíbrio, bom julgamento e harmonia, e a habilidade de entender ambos os lados de uma disputa. Na astrologia esotérica foi considerada regente do signo de Escorpião e dos aspectos de renovação e vitória sobre a morte, no tarô corresponde à carta da Rainha de Espadas, e seus atributos já foram interpretados à luz da ioga em relação e ao controle do pensamento e da respiração.

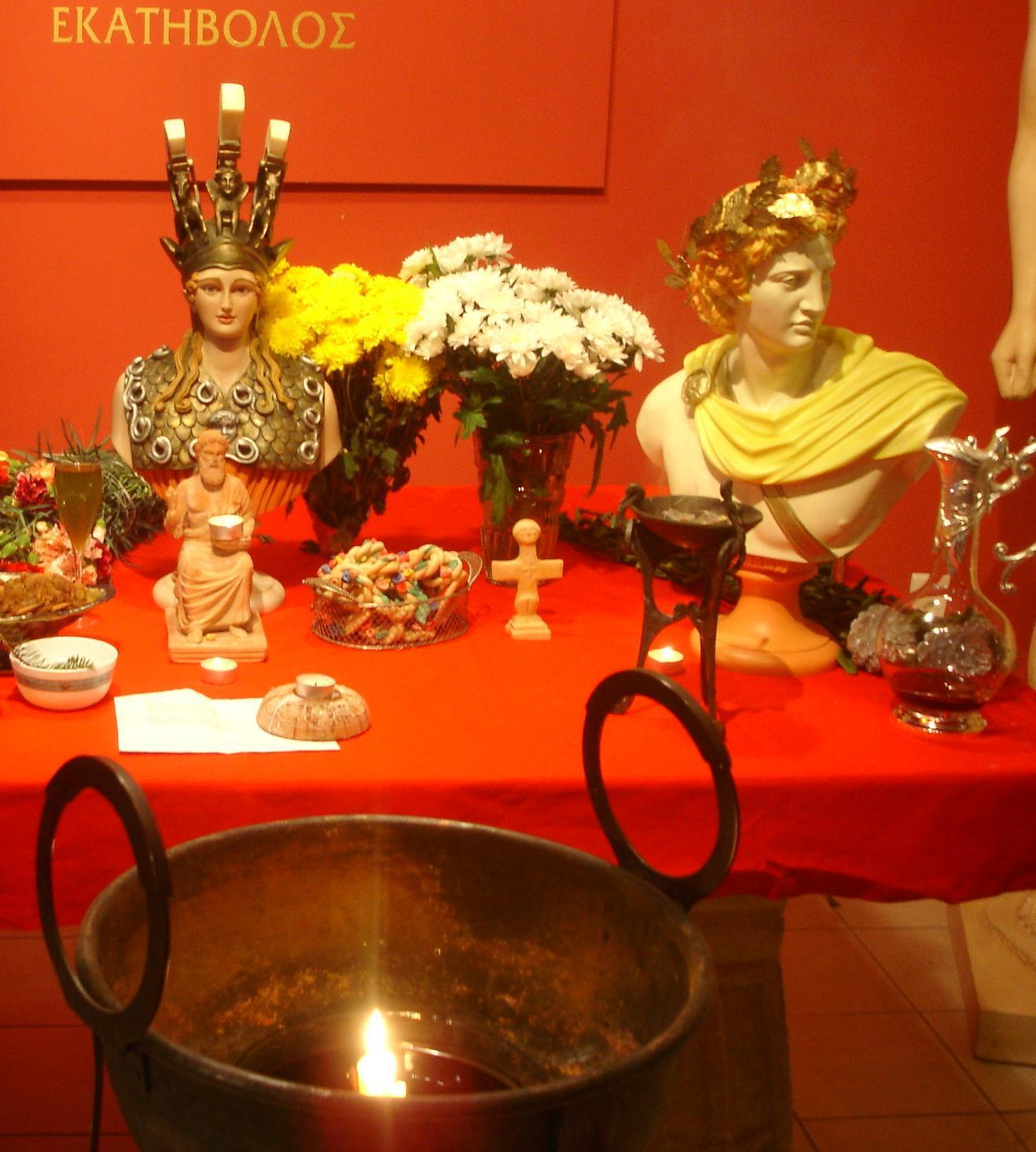
Um altar neopagão grego com bustos de Atena e Apolo

Dentro das correntes religiosas de tendências sincréticas, revivalistas e/ou esotéricas que vêm ganhando grande número de adeptos, como o dodecateísmo, o xamanismo e outras, Atena deixou de ser considerada um mero princípio abstrato ou uma alegoria, renascendo como uma entidade viva, uma grande potestade espiritual, e vem recebendo novamente verdadeiro culto. Elizabeth Clare Prophet a descreveu como uma mestra ascensionada que corporifica a consciência da Verdade em nível planetário, sendo uma das responsáveis pela administração do karma; a Wicca ressuscitou, adaptando-os, vários ritos de Atena, como a Plintéria e a Skirophoria; e outras correntes neopagãs estão atualmente praticando uma forma renovada da antiga religião grega como uma alternativa às tradições judaico-cristãs, num espírito de equiparação valorativa do princípio feminino ao masculino, de respeito à natureza e à diversidade cultural do mundo contemporâneo, que, não obstante, têm gerado muita polêmica em seu redor. Na Grécia contemporânea o seguidores do neopaganismo têm sido especialmente ativos; conseguiram reverter legalmente o antigo banimento do paganismo em 2006 e conquistaram o seu reconhecimento oficial como religião em 2007. O Supreme Council of Ethnikoi Hellenes, fundado em 1997, é um dos grupos que mais tem atraído a atenção, alegando ter cerca de dois mil seguidores e cem mil simpatizantes, incluindo ramos em vários outros países.

## Árvore genealógica
Árvore genealógica baseada em Hesíodo e Pseudo-Apolodoro; por simplificação, os outros filhos de Zeus não foram representados. Erictônio foi incluído baseado em Pseudo-Apolodoro, Pseudo-Apolodoro, 3.14.6. Outras versões o dão como filho adotivo de Atena, mas gerado por Gaia.
|  |  |  |  |        |        |        |        |        |        |  |  |  |  |       |       |       |       |       |       |  |  |  |  | Gaia                    |       |       |       |       |       |  |  |        |        |        |        |        |        |      |      |      |      |      |      |      |      |  |  |  |  |  |  |  |  |  |  |  |  |  |  |  |  |  |  |  |  |  |  |  |  |
|  |  |  |  |        |        |        |        |        |        |  |  |  |  |       |       |       |       |       |       |  |  |  |  |                         |       |       |       |       |       |  |  |        |        |        |        |        |        |      |      |      |      |      |      |      |      |  |  |  |  |  |  |  |  |  |  |  |  |  |  |  |  |  |  |  |  |  |  |  |  |
|  |  |  |  |        |        |        |        |        |        |  |  |  |  |       |       |       |       |       |       |  |  |  |  |                         |       |       |       |       |       |  |  |        |        |        |        |        |        |      |      |      |      |      |      |      |      |  |  |  |  |  |  |  |  |  |  |  |  |  |  |  |  |  |  |  |  |  |  |  |  |
|  |  |  |  | Urano  |        |        |        |        |        |  |  |  |  |       |       |       |       |       |       |  |  |  |  |                         |       |       |       |       |       |  |  |        |        |        |        |        |        |      |      |      |      |      |      |      |      |  |  |  |  |  |  |  |  |  |  |  |  |  |  |  |  |  |  |  |  |  |  |  |  |
|  |  |  |  |        |        |        |        |        |        |  |  |  |  |       |       |       |       |       |       |  |  |  |  |                         |       |       |       |       |       |  |  |        |        |        |        |        |        |      |      |      |      |      |      |      |      |  |  |  |  |  |  |  |  |  |  |  |  |  |  |  |  |  |  |  |  |  |  |  |  |
|  |  |  |  |        |        |        |        |        |        |  |  |  |  |       |       |       |       |       |       |  |  |  |  |                         |       |       |       |       |       |  |  |        |        |        |        |        |        |      |      |      |      |      |      |      |      |  |  |  |  |  |  |  |  |  |  |  |  |  |  |  |  |  |  |  |  |  |  |  |  |
|  |  |  |  |        |        |        |        |        |        |  |  |  |  |       |       |       |       |       |       |  |  |  |  |                         |       |       |       |       |       |  |  |        |        |        |        |        |        |      |      |      |      |      |      |      |      |  |  |  |  |  |  |  |  |  |  |  |  |  |  |  |  |  |  |  |  |  |  |  |  |
|  |  |  |  |        |        |        |        |        |        |  |  |  |  |       |       |       |       |       |       |  |  |  |  |                         |       |       |       |       |       |  |  |        |        |        |        |        |        |      |      |      |      |      |      |      |      |  |  |  |  |  |  |  |  |  |  |  |  |  |  |  |  |  |  |  |  |  |  |  |  |
|  |  |  |  | Oceano | Oceano | Oceano | Oceano | Oceano | Oceano |  |  |  |  |       |       |       |       |       |       |  |  |  |  | Tétis                   | Tétis | Tétis | Tétis | Tétis | Tétis |  |  | Cronos | Cronos | Cronos | Cronos | Cronos | Cronos |      |      | Reia | Reia | Reia | Reia | Reia | Reia |  |  |  |  |  |  |  |  |  |  |  |  |  |  |  |  |  |  |  |  |  |  |  |  |
|  |  |  |  | Oceano | Oceano | Oceano | Oceano | Oceano | Oceano |  |  |  |  |       |       |       |       |       |       |  |  |  |  | Tétis                   | Tétis | Tétis | Tétis | Tétis | Tétis |  |  | Cronos | Cronos | Cronos | Cronos | Cronos | Cronos |      |      | Reia | Reia | Reia | Reia | Reia | Reia |  |  |  |  |  |  |  |  |  |  |  |  |  |  |  |  |  |  |  |  |  |  |  |  |
|  |  |  |  |        |        |        |        |        |        |  |  |  |  |       |       |       |       |       |       |  |  |  |  |                         |       |       |       |       |       |  |  |        |        |        |        |        |        |      |      |      |      |      |      |      |      |  |  |  |  |  |  |  |  |  |  |  |  |  |  |  |  |  |  |  |  |  |  |  |  |
|  |  |  |  |        |        |        |        |        |        |  |  |  |  | Métis | Métis | Métis | Métis | Métis | Métis |  |  |  |  |                         |       |       |       |       |       |  |  |        |        |        |        | Zeus   | Zeus   | Zeus | Zeus | Zeus | Zeus |      |      |      |      |  |  |  |  |  |  |  |  |  |  |  |  |  |  |  |  |  |  |  |  |  |  |  |  |
|  |  |  |  |        |        |        |        |        |        |  |  |  |  | Métis | Métis | Métis | Métis | Métis | Métis |  |  |  |  |                         |       |       |       |       |       |  |  |        |        |        |        | Zeus   | Zeus   | Zeus | Zeus | Zeus | Zeus |      |      |      |      |  |  |  |  |  |  |  |  |  |  |  |  |  |  |  |  |  |  |  |  |  |  |  |  |
|  |  |  |  |        |        |        |        |        |        |  |  |  |  |       |       |       |       |       |       |  |  |  |  |                         |       |       |       |       |       |  |  |        |        |        |        |        |        |      |      |      |      |      |      |      |      |  |  |  |  |  |  |  |  |  |  |  |  |  |  |  |  |  |  |  |  |  |  |  |  |
|  |  |  |  |        |        |        |        |        |        |  |  |  |  |       |       |       |       |       |       |  |  |  |  | Atena                   |       |       |       |       |       |  |  |        |        |        |        |        |        |      |      |      |      |      |      |      |      |  |  |  |  |  |  |  |  |  |  |  |  |  |  |  |  |  |  |  |  |  |  |  |  |
|  |  |  |  |        |        |        |        |        |        |  |  |  |  |       |       |       |       |       |       |  |  |  |  |                         |       |       |       |       |       |  |  |        |        |        |        |        |        |      |      |      |      |      |      |      |      |  |  |  |  |  |  |  |  |  |  |  |  |  |  |  |  |  |  |  |  |  |  |  |  |
|  |  |  |  |        |        |        |        |        |        |  |  |  |  |       |       |       |       |       |       |  |  |  |  | Erictónio de Atenas (?) |       |       |       |       |       |  |  |        |        |        |        |        |        |      |      |      |      |      |      |      |      |  |  |  |  |  |  |  |  |  |  |  |  |  |  |  |  |  |  |  |  |  |  |  |  |